# Vlaanderen
Vlaanderen is de noordelijke deelstaat van België, waar Nederlands de officiële taal is. De deelstaat werkt volledig autonoom op haar eigen bevoegdheden via het Vlaams Parlement en de Vlaamse Regering. Vlaanderen behoort tot de federale staat België. Het heeft de grondwettelijke macht beslissingen over bepaalde niet-federale bevoegdheden te nemen. 
Het moderne Vlaanderen bestaat uit de provincies West-Vlaanderen, Oost-Vlaanderen, Antwerpen, Vlaams-Brabant en Limburg. Ook heeft het bevoegdheden in het Brussels Hoofdstedelijk Gewest. Vanuit historisch perspectief bestaat het huidige Vlaanderen uit delen van het graafschap Vlaanderen, het hertogdom Brabant en het graafschap Loon. Vlaanderen is een van de meest verstedelijkte en dichtstbevolkte regio's in de Europese Unie.

## Toponymie

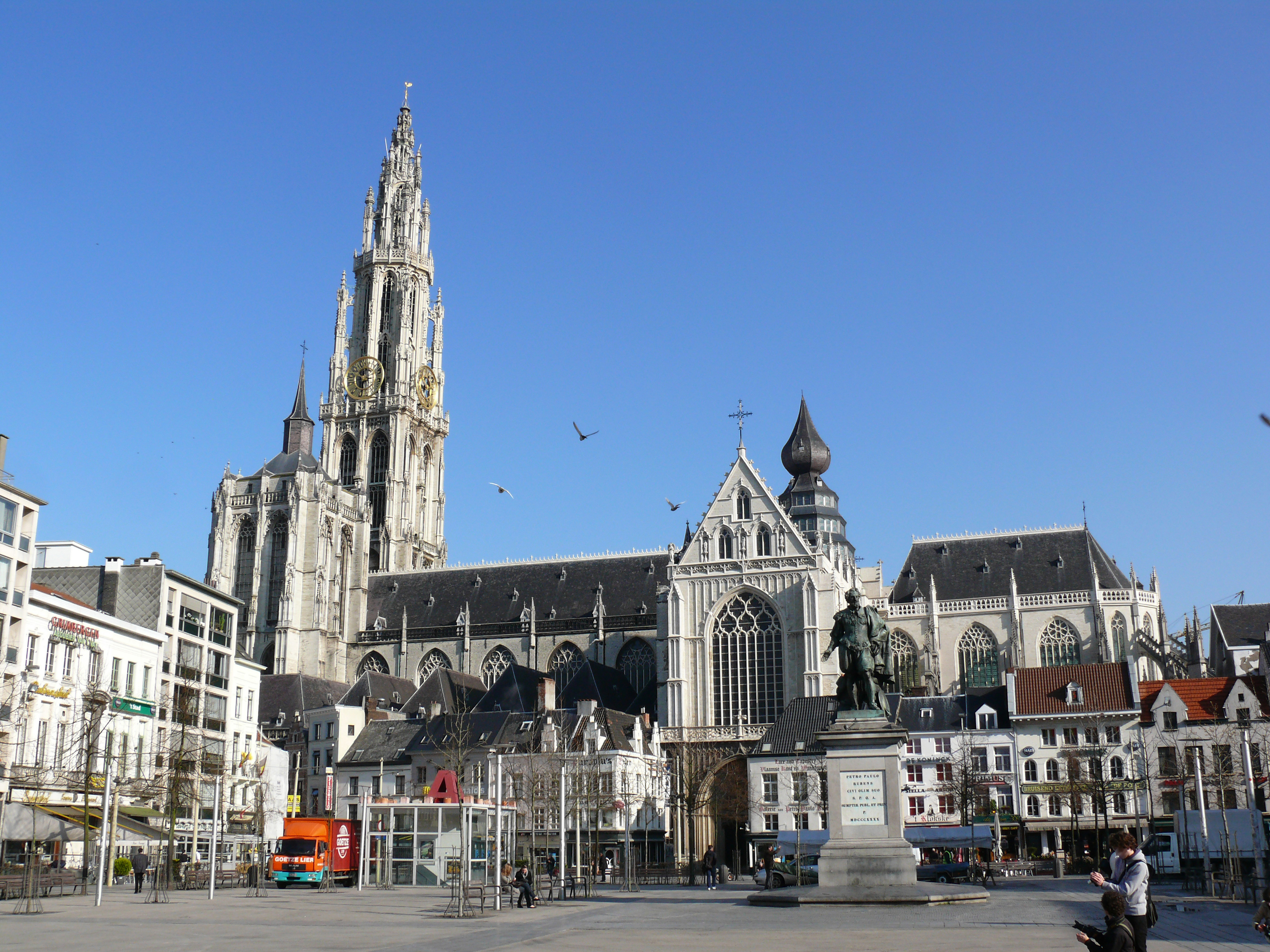
Pieter Paul Rubens voor de Onze-Lieve-Vrouwekathedraal in Antwerpen.

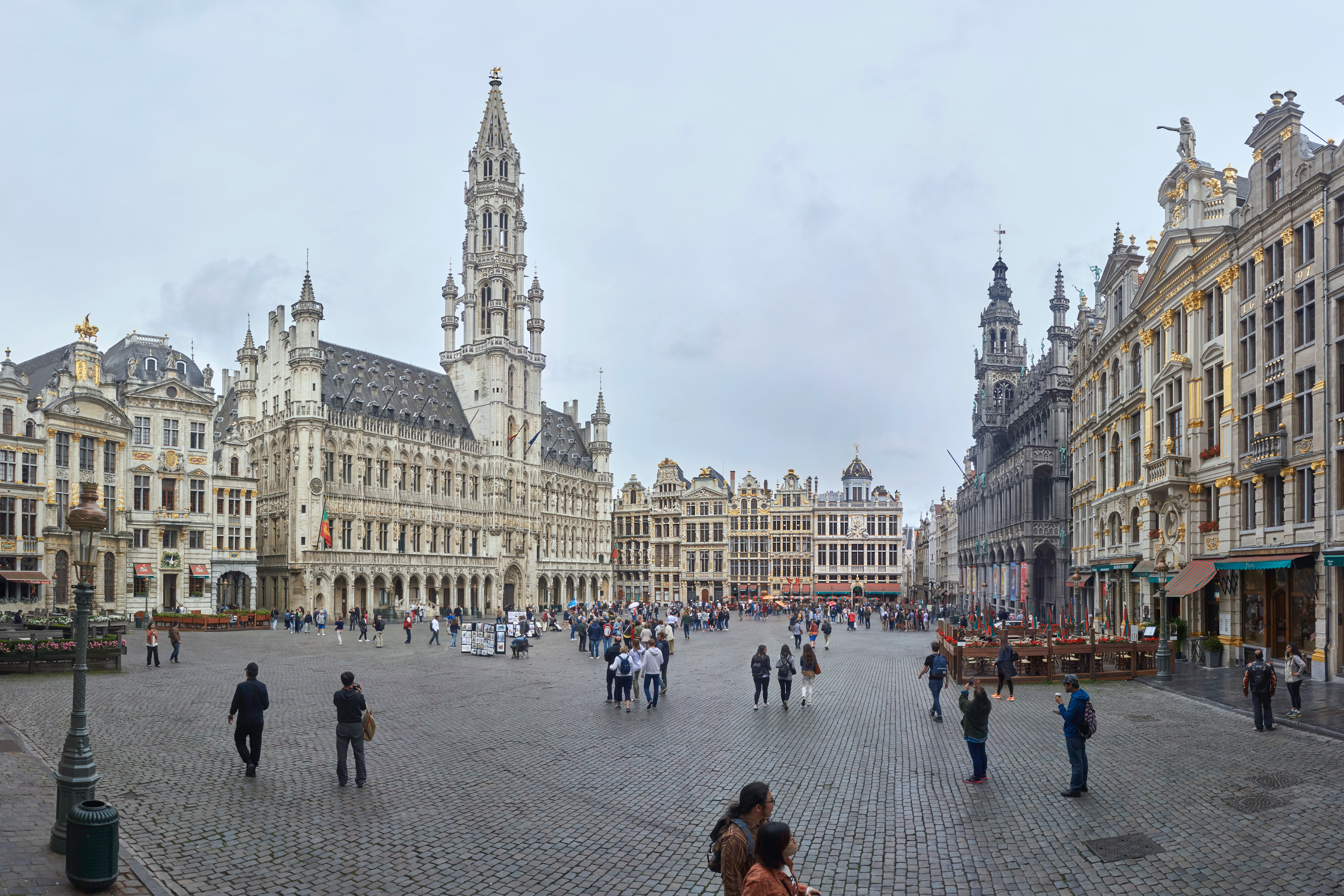
Grote Markt in Brussel.

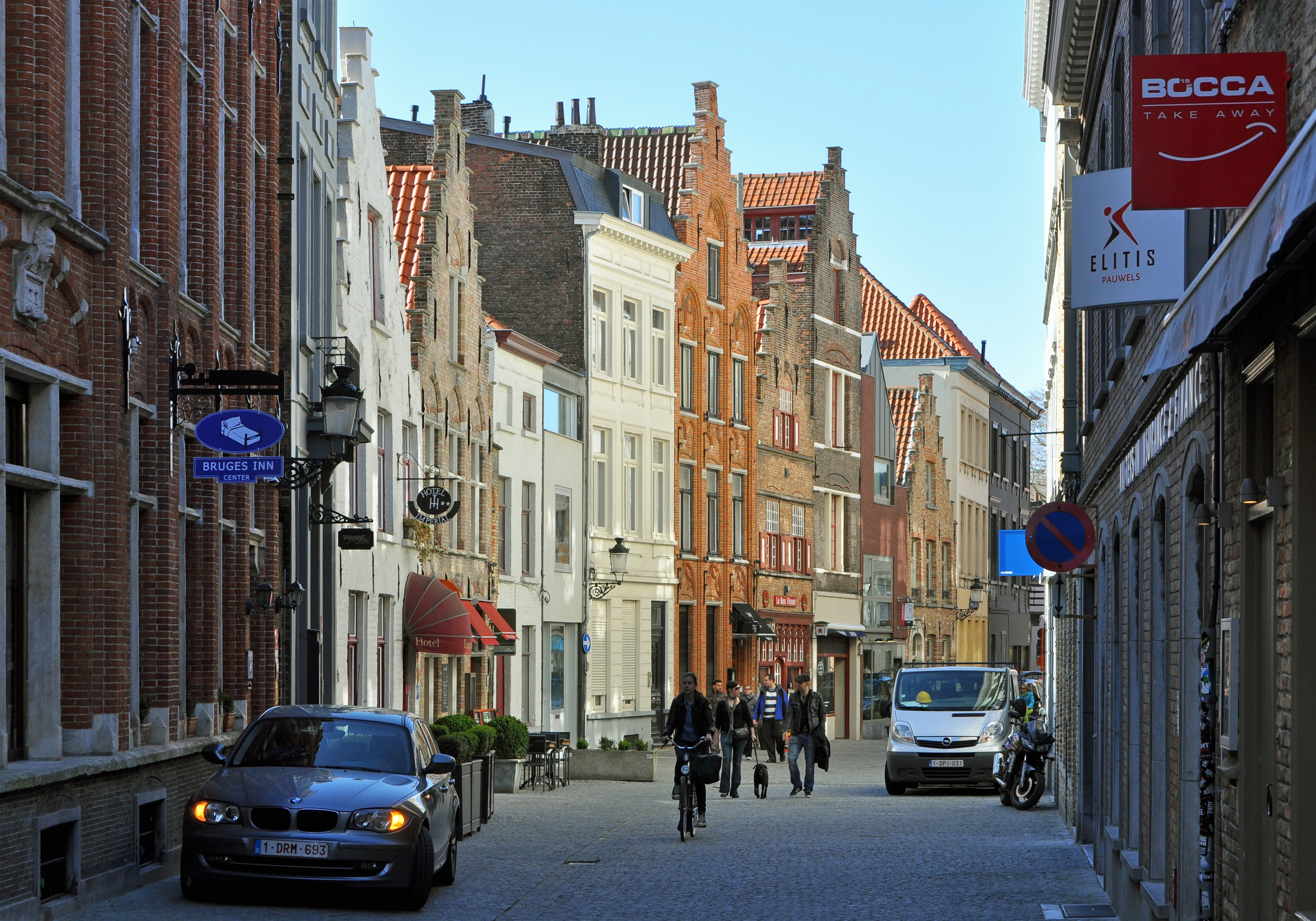
Trapgevels in de Dweersstraat in Brugge.

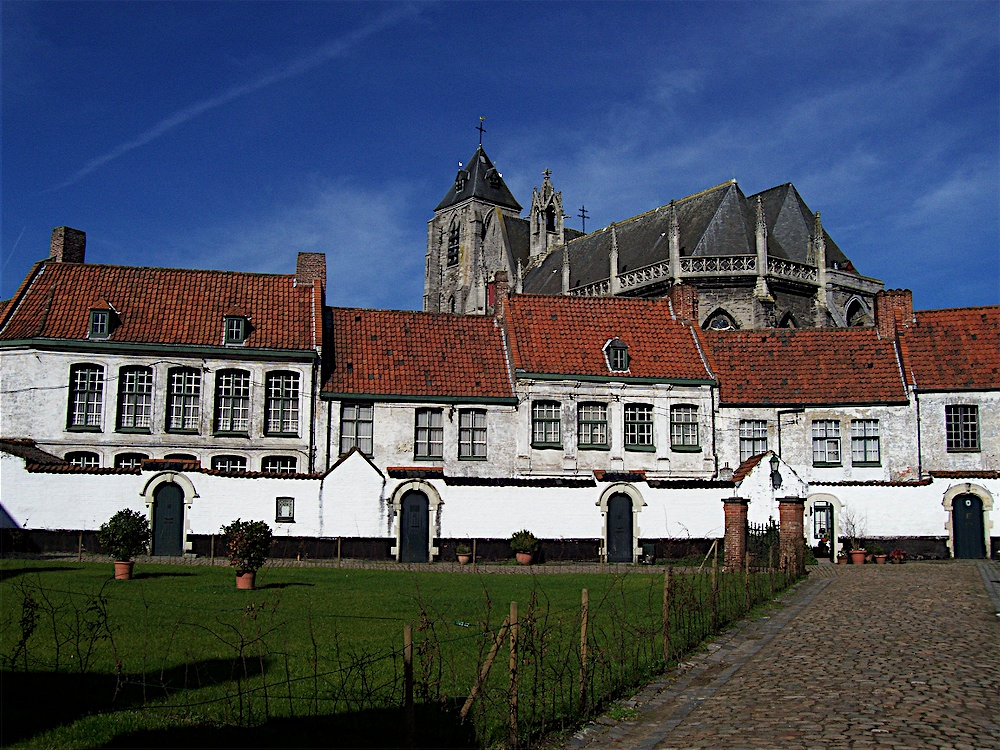
Het Begijnhof en de Onze-Lieve-Vrouwekerk in Kortrijk.

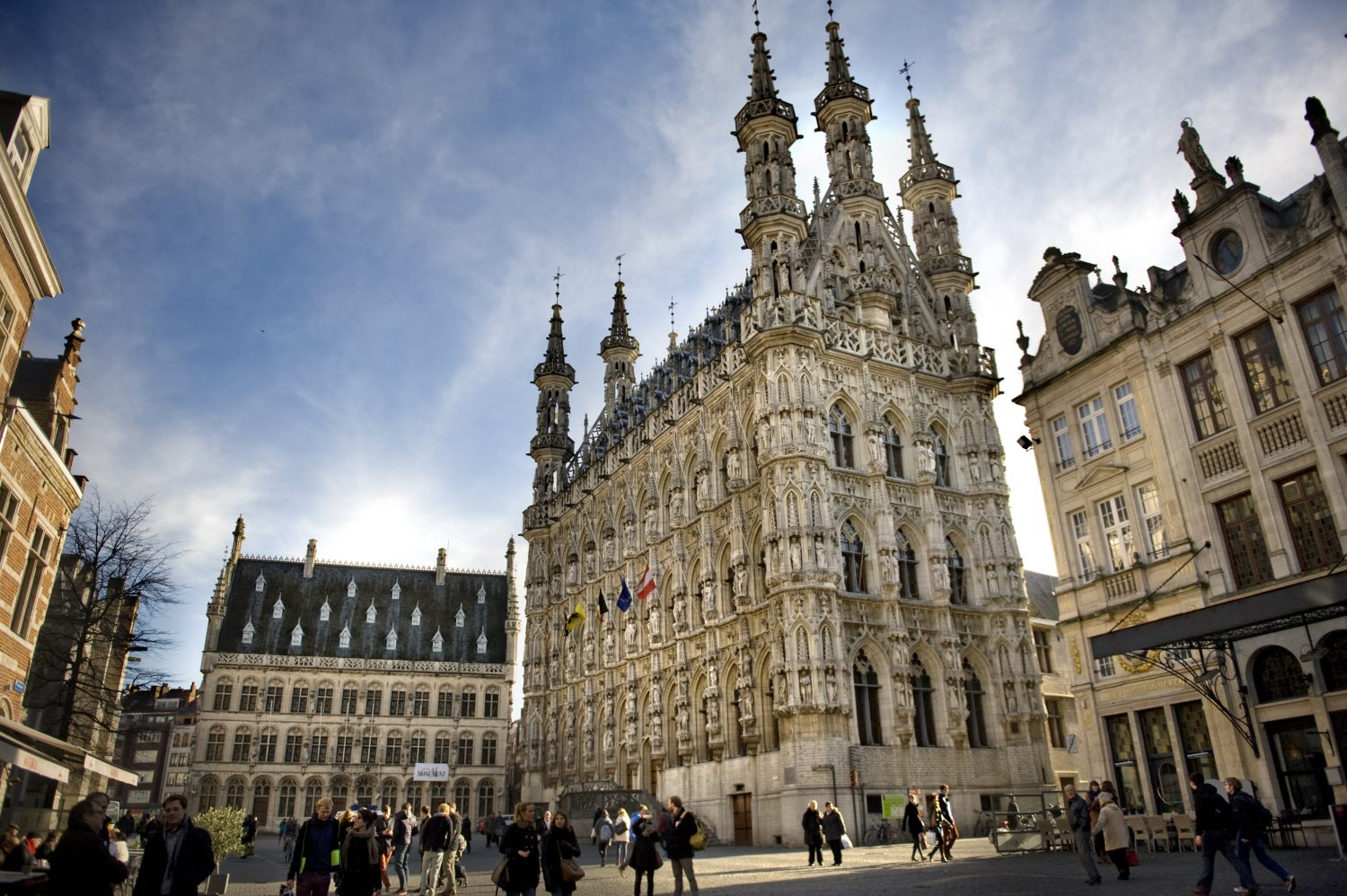
Stadhuis van Leuven.

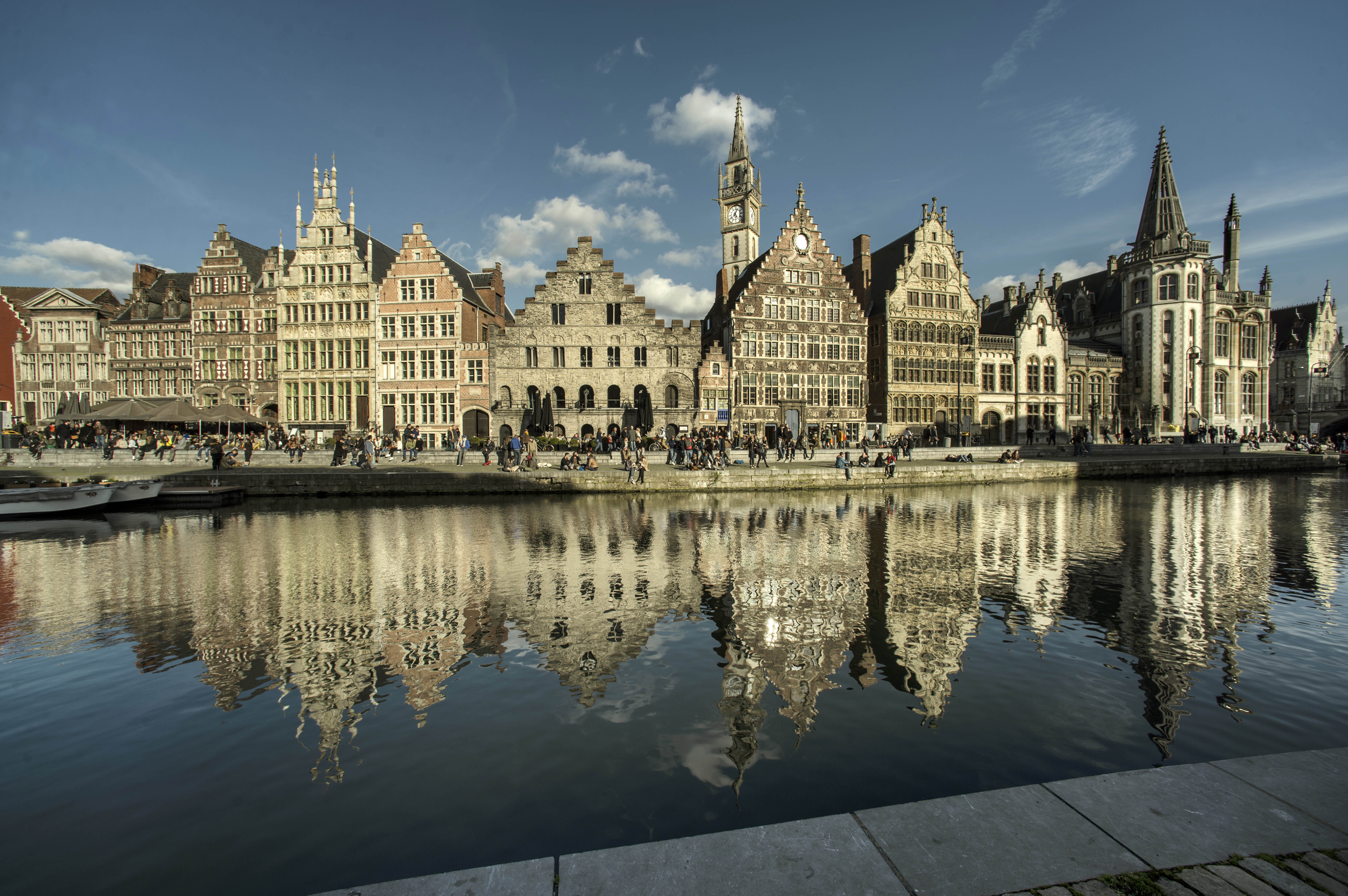
Zicht van de Graslei vanop de Korenlei getrokken.

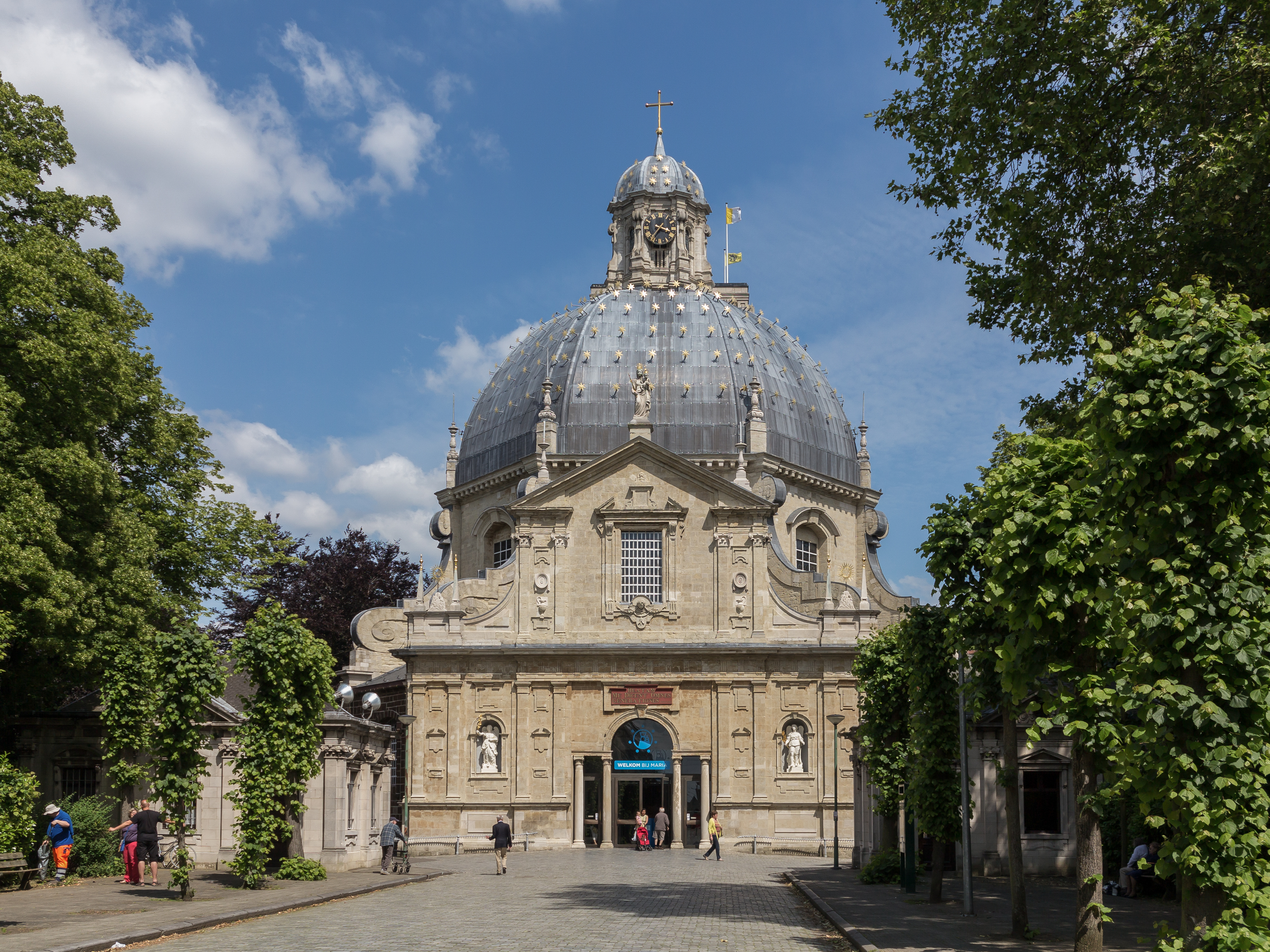
De Onze-Lieve-Vrouwbasiliek in Scherpenheuvel.

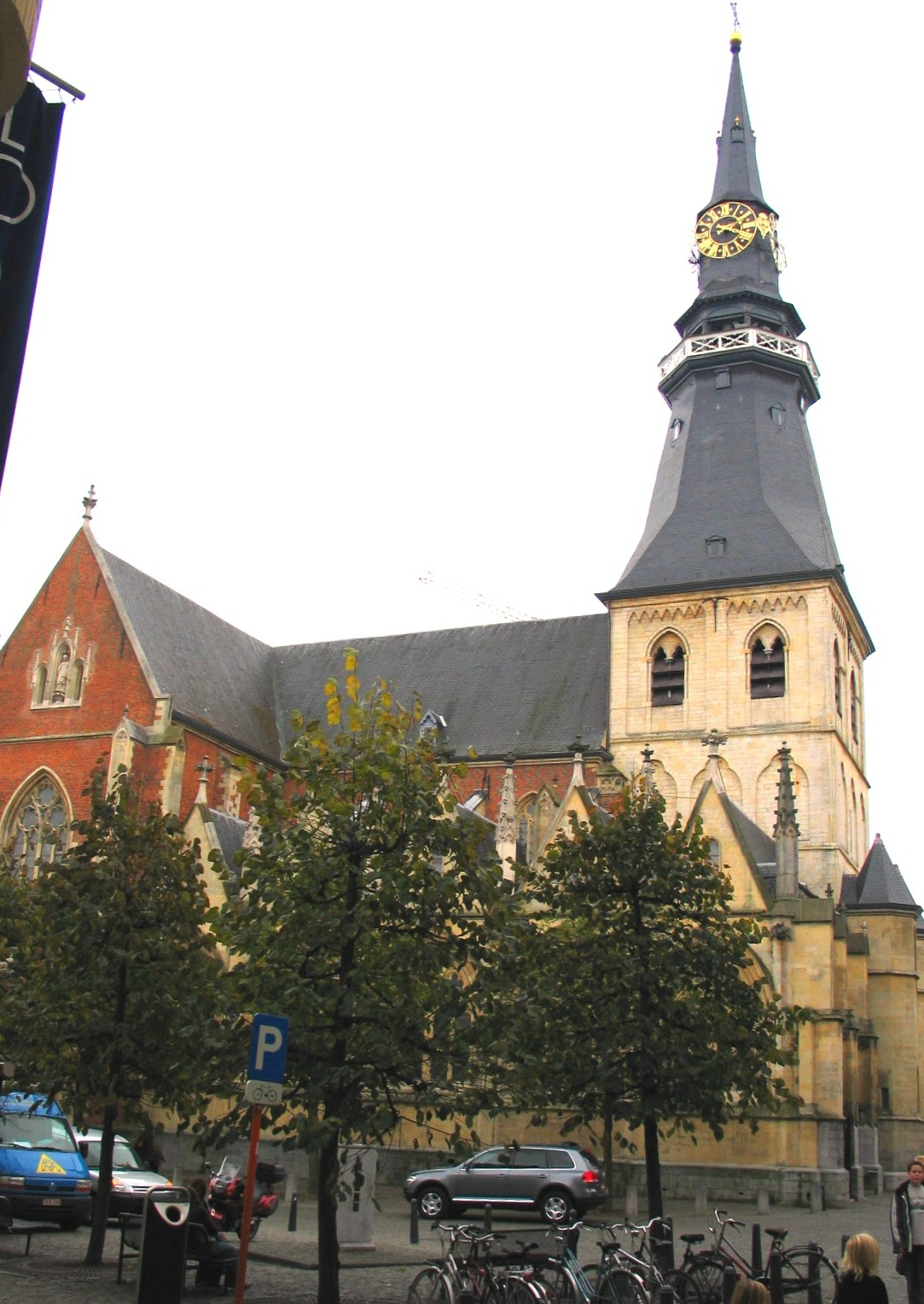
Sint-Quintinuskathedraal in Hasselt.

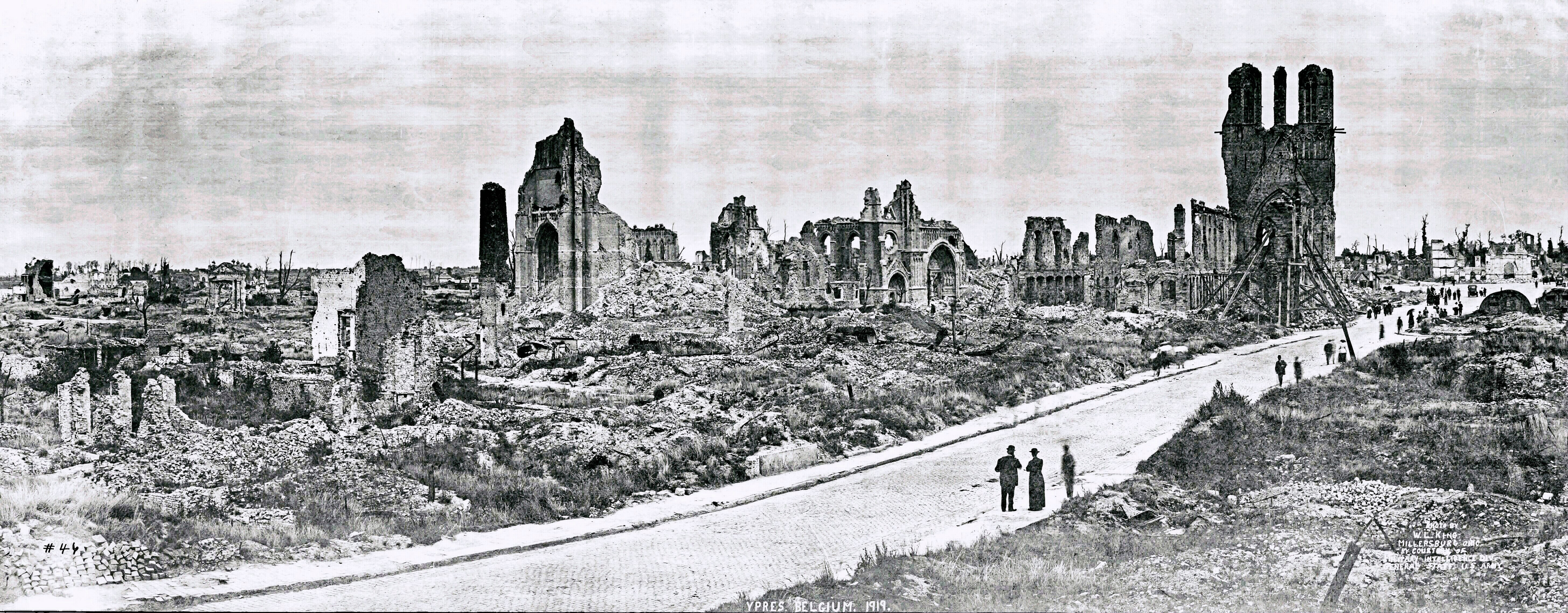
Ieper na de Eerste Wereldoorlog in 1919.

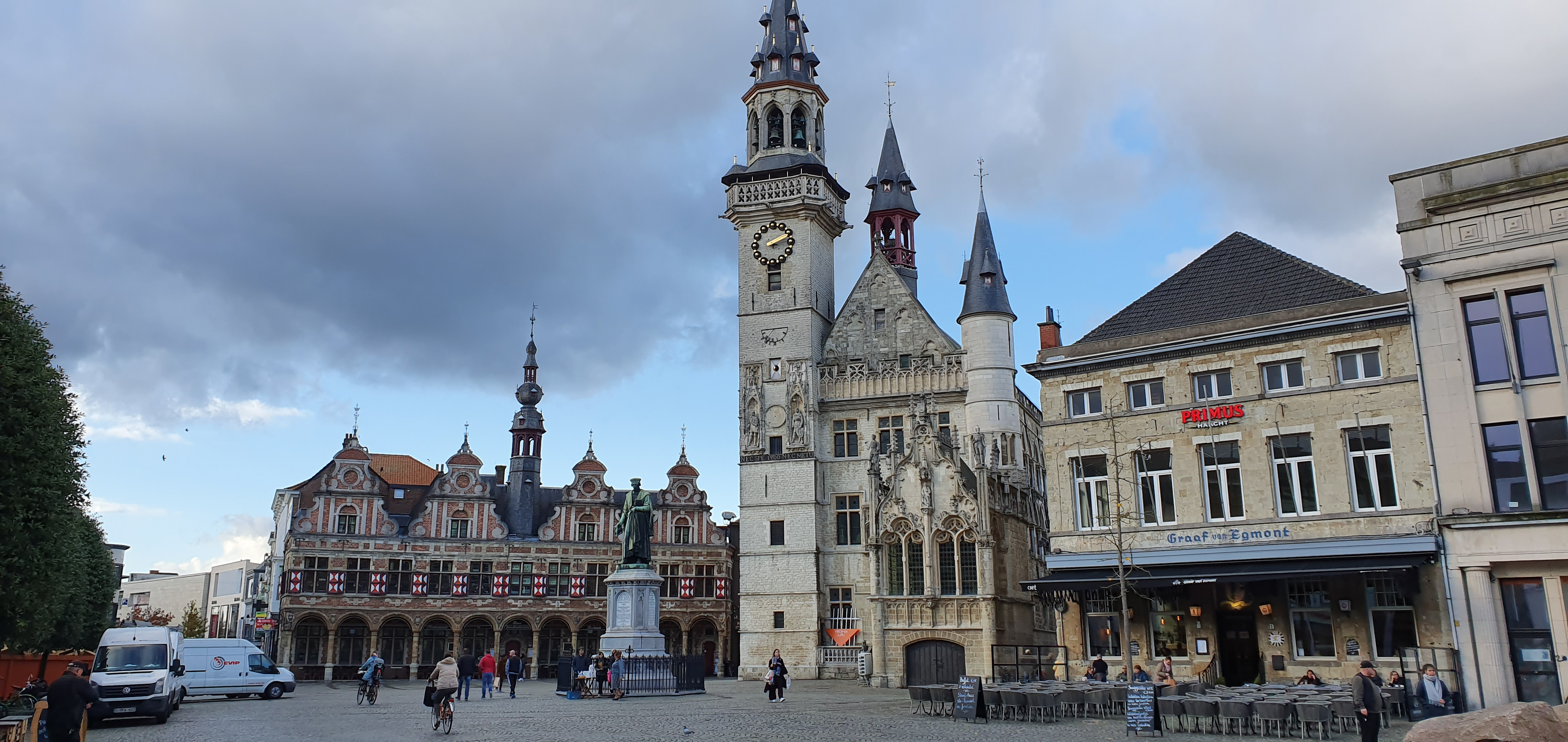
Belfort van Aalst.

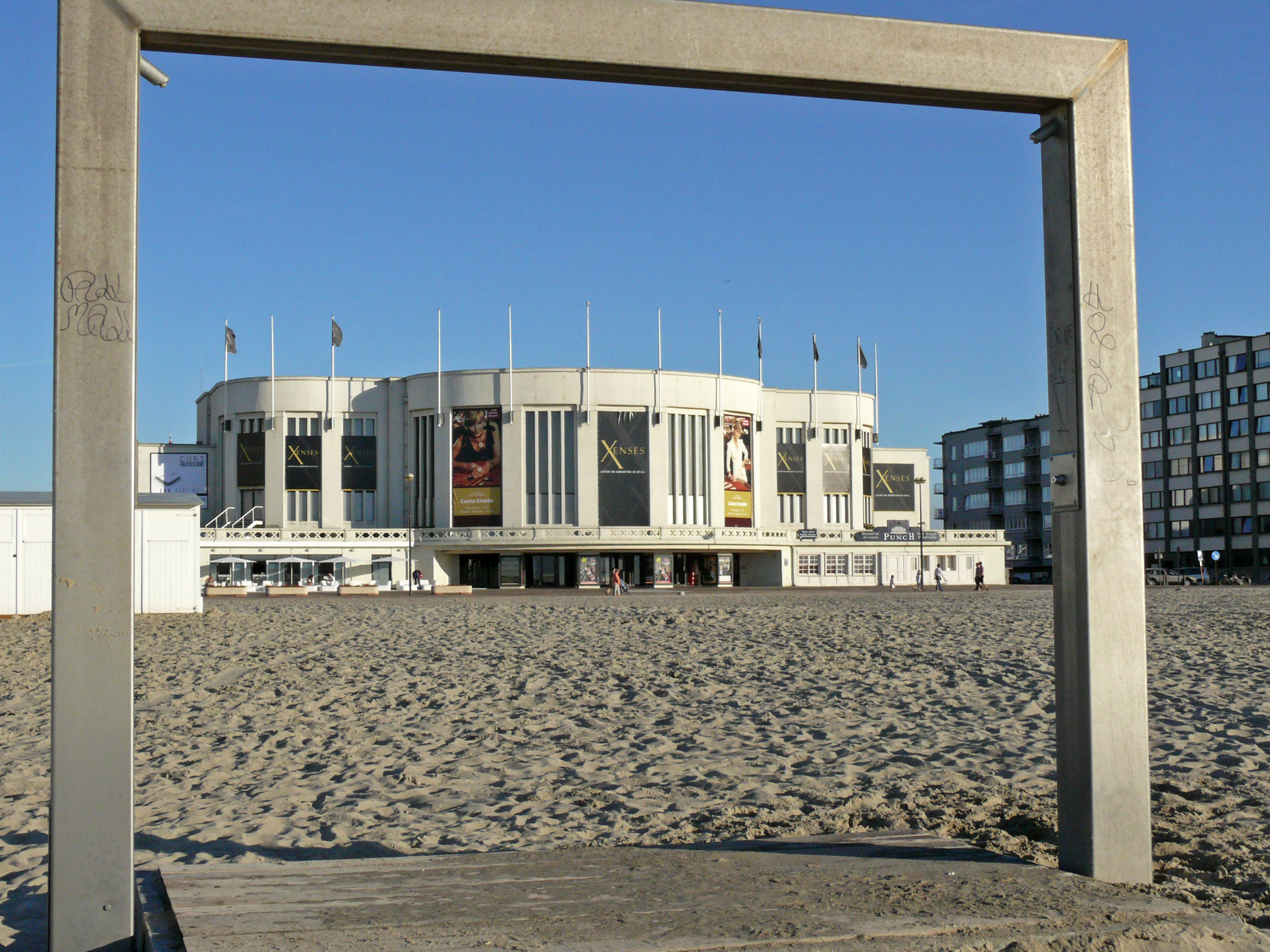
Casino van badstad Knokke-Heist.

Het toponiem Vlaanderen verwijst naar het historische graafschap Vlaanderen. De plaatsnaam Flaumandrum dook voor het eerst op in 358, toen de Franken in de omgeving van Brugge de Vlaanderengouw of pagus Flandrensis van de Romeinen onder hun beheer kregen.
Een pagus of gouw was een soort (klein) graafschap. Het Latijnse bijvoeglijke Flandrensis zou op zijn beurt weer zijn ontleend aan *flâm ‘overstroomd gebied’, een Ingveoonse afleiding van het Oergermaanse *flaumaz dat ‘vloed, stroom, stroming en modder’ betekent, vergelijk: Engels to flow, Oudfries: flām en het Nederlandse vlieten met de betekenis ‘stromen, vloeien’, Oudnoords flaumr ‘draaikolk’, Deens flom ‘overstroming, vloed’. Deze betekenis lijkt aan te sluiten bij de geografie van het Vlaamse kustgebied, dat tussen de 3e en de 8e eeuw tweemaal per dag overstroomde met water van de Noordzee. De Pagus Flandrensis was een kustgebied met grote getijdengeulen en groene schorren waarin schapenboeren leefden, al dan niet op terpen. Het gebied strekte zich uit rond Brugge tussen IJzer en Zwin en ontwikkelde zich in de volgende eeuwen tot het belangrijke graafschap Vlaanderen.
In het Middelnederlands ontwikkelde de oorspronkelijke f zich tot een v, vandaar Vlāminc, vlāmisch en Vlander (enkv.). De plaatsnaam staat in het meervoud in het Nederlands Vlaanderen, het Vlaams Vloandrn, het Duits Flandern, het Engels Flanders, het Spaans Flandes en het Italiaans le Fiandre. In het Frans gebruikt men zowel les Flandres als la Flandre.
De Vlamingen doen hun intrede in de geschiedenis in het levensverhaal van Sint-Eligius (ca. 590-660), de Vita sancti Eligii. Dit werd opgesteld vóór 684 en is bekend in een omwerking van rond 725. Daar verschijnen de Flanderenses die wonen in Flandris. In het Latijn evolueerde dit later tot de gestandaardiseerde vormen Flandrenses en Flandria. In de vroegste bron die Vlaanderen noemt, verwijst het alleen nog naar de streek rond Brugge en Oudenburg.
De term "Vlaanderen" verwijst vanuit historisch standpunt naar het graafschap Vlaanderen. In de 16e en 17e eeuw komt de naam als pars pro toto in gebruik voor de hele Spaanse Nederlanden. Daarna blijft het gebruikelijk de Nederlandse taal en cultuur in de Zuidelijke Nederlanden "Vlaams" te noemen. Vanaf de late 19e eeuw wordt ook de naam "Vlaanderen" weer veralgemeend om te verwijzen naar het Nederlandse taalgebied in België. Ten slotte is de deelstaat van dit gebied vernoemd naar Vlaanderen: Vlaams Gewest en Vlaamse Gemeenschap.
De term "Vlaanderen" is ook nog terug te vinden in Zeeuws-Vlaanderen en Frans-Vlaanderen (Flandre). 

## Geschiedenis

### Middeleeuwen

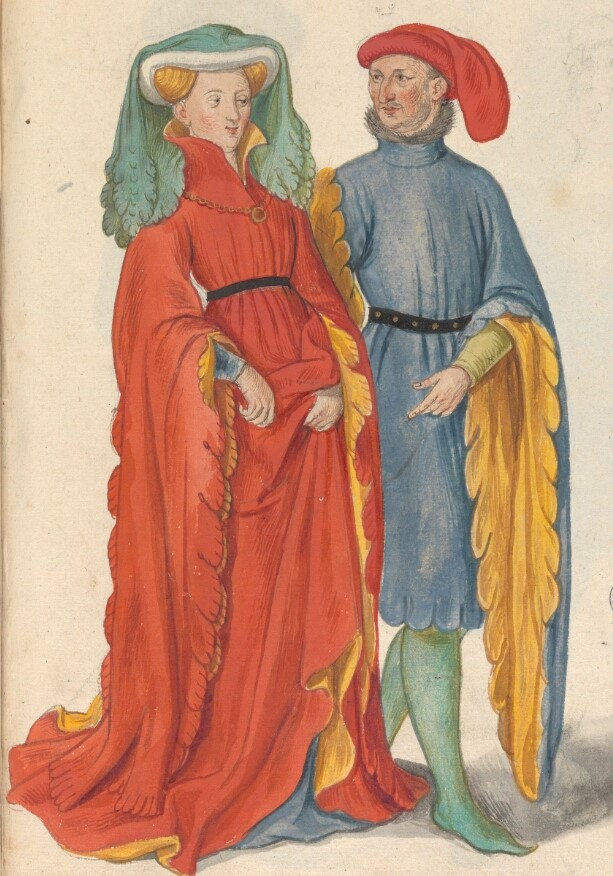
Een Vlaamse dame en heer in het jaar 1400, geïllustreerd in het kostuumboek "Théâtre de tous les peuples et nations de la terre avec leurs habits et ornemens divers, tant anciens que modernes, diligemment depeints au naturel". Gemaakt door Lucas d'Heere in de 2e helft van de 16e eeuw.

Het gebied van het huidige Vlaanderen was in de middeleeuwen verdeeld over meerdere feodale staten. De voornaamste waren het graafschap Vlaanderen in het westen, het hertogdom Brabant in het centrum en het graafschap Loon in het oosten; het laatste werd in 1367 bij het prinsbisdom Luik gevoegd. Het graafschap Vlaanderen viel onder de Franse Kroon, terwijl het overige deel van het huidige Vlaanderen onderdeel was van het Heilige Roomse Rijk.
In 1384 vormden de graafschappen Vlaanderen en Artesië, vanaf 1421 gevolgd door andere gewesten, de aanzet van de Bourgondische Nederlanden. De Pragmatieke Sanctie van keizer Karel V uit 1549 verenigde de Zeventien Provinciën tot een staatkundige eenheid. In 1581 verklaarden de meeste provincies met de Unie van Utrecht hun onafhankelijkheid tegenover de Spaanse koning (Plakkaat van Verlatinge). Het Spaanse Leger van Vlaanderen heroverde echter grotendeels Vlaanderen en Brabant zodat de Zuidelijke Nederlanden onder Spaans-Habsburgs bewind bleven, terwijl de noordelijke provincies samen de confederale Republiek der Zeven Verenigde Nederlanden vormden. Als datum voor deze (eerste) scheiding der Nederlanden wordt vaak de Val van Antwerpen in 1585 genoemd.

Landkaart van Vlaanderen in 1584.

### Ancien régime
Na de Slag bij Kassel van 1677 werd het meest westelijke deel van het graafschap Vlaanderen (de streek rond Kassel, Belle en Ieper) door Frankrijk bezet, wat bevestigd werd in 1678 door de Vrede van Nijmegen. Het bewind over de Zuidelijke Nederlanden zou in 1713 met de Vrede van Utrecht overgaan van de Spaanse naar de Oostenrijkse Habsburgers. Einde 1789 riepen negen van de tien Zuid-Nederlandse provincies, met Vlaanderen en een min of meer zelfstandig West-Vlaanderen maar zonder Luxemburg, de onafhankelijke Verenigde Nederlandse Staten uit. Na een jaar al keerde het Oostenrijkse regime terug. In 1792 werden de Oostenrijkse Nederlanden en het prinsbisdom Luik door Frankrijk bezet en na een kortstondige Oostenrijkse restauratie in 1795 geannexeerd. Hiermee werd voor het eerst in de geschiedenis het grondgebied van het huidige Vlaanderen samengebracht. In 1815 werden de Zuidelijke Nederlanden een deel van het Verenigd Koninkrijk der Nederlanden tijdens het Congres van Wenen na de definitieve nederlaag van Napoleon.
Met de Belgische Revolutie van 1830 scheurde België zich af van het huidige Nederland en Luxemburg. Het regime werd overwegend Franstalig. Na enkele decennia van bewustwording over het taalgebruik ontstond de Vlaamse Beweging. Zo werden "Vlaanderen" en "Vlaams" begrippen die staan voor Nederlandstalig België. In 1962 werd de taalgrens officieel vastgelegd en in 1993 werd België grondwettelijk een federale staat. Vlaanderen wint sindsdien geleidelijk aan institutionele, politieke, financiële, culturele, economische en sociale autonomie.

### Vlaamse autonomie
Sinds de oprichting van België heeft de Vlaamse Beweging gestreefd naar meer culturele en bestuurlijke autonomie voor Vlaanderen. Deze beweging is verdeeld in verschillende strekkingen, variërend van een onafhankelijke Vlaamse staat tot een confederaal België en een autonoom Vlaanderen.
De grootste partij in Vlaanderen, de Nieuw-Vlaamse Alliantie (N-VA), streeft naar een onafhankelijke Vlaamse staat binnen de Europese Unie. Ze willen dat Vlaanderen zijn eigen beleid kan voeren op het gebied van economie, financiën, sociale zekerheid en buitenlandse zaken. De partij wil ook dat Vlaanderen zijn eigen verdediging en veiligheid kan organiseren en dat Vlaanderen de bevoegdheid krijgt om zijn eigen belastingen vast te stellen. Er zijn ook krachten actief die een hereniging van Vlaanderen en Nederland wensen tot een Groot-Nederland of een nieuwe confederale samenwerking met Nederland.
Het Vlaams Belang (VB) is een radicaal-rechtse partij die zich inzet voor een onafhankelijke Vlaamse republiek (Vlaamse onafhankelijkheid) en een centrale Vlaamse identiteit. Ze willen dat Vlaanderen zijn eigen staatsstructuur kan kiezen, zonder inmenging van de federale overheid. Ze willen ook dat Vlaanderen zijn eigen migratie- en asielbeleid kan voeren en dat Vlaanderen de bevoegdheid krijgt om zijn eigen belastingen vast te stellen.
De Christen-Democratisch en Vlaams (CD&V) partij pleit voor meer autonomie voor Vlaanderen binnen een federale structuur van België. De partij wil dat de regio's, waaronder Vlaanderen, meer bevoegdheden krijgen op het gebied van gezondheidszorg, justitie en economie. De partij wil ook dat de federale regering zich beperkt tot de nationale kwesties zoals defensie, buitenlandse zaken en financiën.
De Libertair, Direct, Democratisch (LDD) partij streeft naar een onafhankelijk Vlaanderen met een liberale economie. Ze willen dat Vlaanderen zijn eigen economisch beleid kan voeren en zijn eigen belastingen kan vaststellen. Ze willen ook dat Vlaanderen meer bevoegdheden krijgt op het gebied van veiligheid en justitie, en dat de regionale regeringen meer autonomie krijgen.

## Geografie

### Topografie
De totale oppervlakte van Vlaanderen bedraagt 13.788 km². Wanneer men het Brussels Hoofdstedelijk Gewest echter niet meerekent bedraagt deze 13.626 km². De grensomtrek van Vlaanderen bedraagt 796 km waarvan 66 km kustlijn. In totaal zijn er 178 grensovergangen. De belangrijkste steden in Vlaanderen zijn Brussel, Antwerpen, Gent, Brugge, Leuven, Aalst, Mechelen, Kortrijk, Hasselt, Sint-Niklaas, Oostende, Roeselare en Genk.
De hoogste punten van Vlaanderen zijn het Stroevenbos en de Reesberg in de gemeente Voeren met een hoogte van 287,5 m. Het hoogste punt van Vlaanderen met uitzondering van de Voerstreek is de Kemmelberg in Kemmel (156 m).
Dit is dan ook zonder de mijnterrils van Winterslag en Waterschei gerekend, hun toppen bevinden zich respectievelijk op 163 en 165 meter boven het zeeniveau.
Per provincie zijn dit de hoogste punten:
- Antwerpen: Beerzelberg, 52 m
- Limburg: Stroevenbos en Reesberg, 287 m
- Oost-Vlaanderen: Hotondberg, 151 m
- Vlaams-Brabant: Golflaan Sint-Genesius-Rode, 142 m
- West-Vlaanderen: Kemmelberg, 156 m

Het geografisch middelpunt van Vlaanderen bevindt zich in Opdorp, vlak bij het "drieprovinciënpunt" tussen Oost-Vlaanderen, Antwerpen en Vlaams-Brabant.
De grootste gemeenten naar oppervlakte zijn:
| Nr. | Gemeente   | Oppervlakte (km²) | Provincie       | Arrondissement |
| --- | ---------- | ----------------- | --------------- | -------------- |
| 1   | Antwerpen  | 204,29            | Antwerpen       | Antwerpen      |
| 2   | Gent       | 157,74            | Oost-Vlaanderen | Gent           |
| 3   | Beveren    | 152,69            | Oost-Vlaanderen | Sint-Niklaas   |
| 4   | Diksmuide  | 150,76            | West-Vlaanderen | Diksmuide      |
| 5   | Brugge     | 140,99            | West-Vlaanderen | Brugge         |
| 6   | Ieper      | 131,46            | West-Vlaanderen | Ieper          |
| 7   | Deinze     | 127,42            | Oost-Vlaanderen | Gent           |
| 8   | Poperinge  | 120,37            | West-Vlaanderen | Ieper          |
| 9   | Aalter     | 119,19            | Oost-Vlaanderen | Gent           |
| 10  | Oudsbergen | 116,24            | Limburg         | Maaseik        |

### Hydrografie
Vlaanderen telt drie stroomgebieden:
- Het stroomgebied van de Schelde beslaat 9537 km² van het Vlaamse en Brusselse grondgebied. De belangrijkste rivieren op dit grondgebied zijn de Schelde, de Rupel, de Leie, de Durme, de Dijle, de Demer, de Dender, de Nete, de Zenne, de Herk, de Grote Gete en de Voer.
- Het stroomgebied van de Maas beslaat ± 2000 km² van Vlaanderen. De belangrijkste waterlopen op dit grondgebied zijn de Maas, de Jeker, de Voer, de Mark en de Dommel.
- Het stroomgebied van de IJzer beslaat 723 km² van Vlaanderen. De belangrijkste rivier is de IJzer.

Beheer van het oppervlaktewater gebeurt door de Polders en Wateringen, de provincies, de Vlaamse Milieumaatschappij en de De Vlaamse Waterweg. Zes bedrijven zijn verantwoordelijk voor de productie van drinkwater uit dit oppervlaktewater.

### Pedologie
De pedologie stelt dat de noordelijke regionen van de huidige Vlaamse bodem voornamelijk bestaan uit natte en droge zand- en lemig-zandgronden. Het oosten (voornamelijk Limburg) wordt daarnaast gekenmerkt door een significante grindbijmenging. De streek ten noorden van Antwerpen bestaat langs beide oevers van de Schelde uit historische polders. Het zuiden van het huidige Vlaanderen (en de streek rond Dendermonde, Mechelen en Lier) daarentegen bestaat voornamelijk uit droge en natte leemgronden, leemgronden op zand en op klei, natte en droge zandleemgronden en leemgronden op zand. De streek rond Leuven kenmerkt zich daarnaast door een specifieke bijmenging van limoniet-zandsteen. De kuststreek ten slotte kenmerkt zich door duingronden, historische polders, oudland, middelland en overdekte pleistocene gronden.

### Stratigrafie
De bodem van het huidige Vlaanderen, zo blijkt uit stratigrafisch onderzoek, werd grotendeels gevormd tijdens het Eoceen, de kuststrook tijdens het Holoceen en de Noorderkempen en het noorden van de provincie Limburg tijdens het Pleistoceen. De Zuiderkempen ontstonden hoofdzakelijk tijdens het Plioceen, Mioceen en Oligoceen. Het zuiden van de provincie Limburg en het westen van Vlaams-Brabant werden eveneens gevormd in het oligoceen en het uiterste zuiden van de provincie Limburg (streek ten zuiden van Tongeren) tijdens het Krijt. Het noorden van de provincie Oost-Vlaanderen ten slotte ontstond tijdens het Pleistoceen.

### Lithologie
De lithologie stelt dat bijna heel Vlaanderen bestaat uit tertiair en pleistoceen zand. In grote delen van Limburg bevinden zich daar bijkomend grindafzettingen. In de kuststrook bestaat de bodem daarentegen uit duinzand en in haar hinterland (de kustvlakte), de streek rond Antwerpen, het Maasland en het Meetjesland bestaat de bodem uit polderklei en rivieralluvia. Dit geldt vanzelfsprekend ook voor de directe omgeving van de grote rivieren. In het zuiden van Oost- en West-Vlaanderen, Vochtig Haspengouw, de Groentestreek en in het noorden van de provincie Vlaams-Brabant ten slotte bestaat de bodem grotendeels uit tertiaire klei. De leemgrens loopt min of meer parallel met de 51e breedtegraad door de regio, ten noorden hiervan bevindt zich dekzand. In Lommel wordt sedert 1891 kwartszand van hoge kwaliteit gewonnen. Het voorkomen werd ontdekt in 1845. Dit zeer zuivere zand wordt onder meer gebruikt bij de glasfabricage. Men vindt het ook in Dessel en Mol. De firma Sibelco, die deze zanden exploiteert, is tegenwoordig actief over de gehele wereld. In het bezoekerscentrum naast het GlazenHuis in Lommel vindt men de grootste verzameling zandsoorten ter wereld, met meer dan 13.000 zandmonsters.

### Geografische streken
Geografisch gezien begint laag-België in het westen met de kuststrook van de Noordzee. De streek bestaat uit een zandstrand met duinen, die zich in een rechte lijn over een afstand van circa 65 km uitstrekken. Achter de kust liggen de polders, een vlak en zeer vruchtbaar land dat vroeger regelmatig door de zee werd overspoeld, maar nu drooggelegd is en door sluizen tegen de sterke getijdenwerking wordt beschermd. Tussen de westelijke polders, de Leie en de Schelde ligt de Vlaamse Laagvlakte (soms ook wel opgesplitst in Zandlemig Vlaanderen en Zandig Vlaanderen), een zandstreek die hier en daar heuvelachtig is. Deze heuvelruggetjes worden de West-Vlaamse heuvels en de Vlaamse Ardennen genoemd. In het verlengde van de Vlaamse Laagvlakte, naar het oosten toe, liggen de Kempen. Het landschap bestaat vooral uit dennenbossen, weiland en maïsvelden. Ten zuiden hiervan streken zich van west naar oost de Groentestreek, het Hageland en Vochtig Haspengouw uit. Zandlemig Vlaanderen, Zandig Vlaanderen en de Groentestreek worden gezamenlijk ook wel aangeduid als Binnen-Vlaanderen. In het uiterste oosten van Vlaanderen bevindt zich het Maasland en de Voerstreek die deel uitmaakt van het Land van Herve. Ten slotte strekken de Brabantse Leemstreek en Droog Haspengouw zich uit over de zuidelijke delen van Vlaams-Brabant en Limburg.

### Urbanisatiegraad

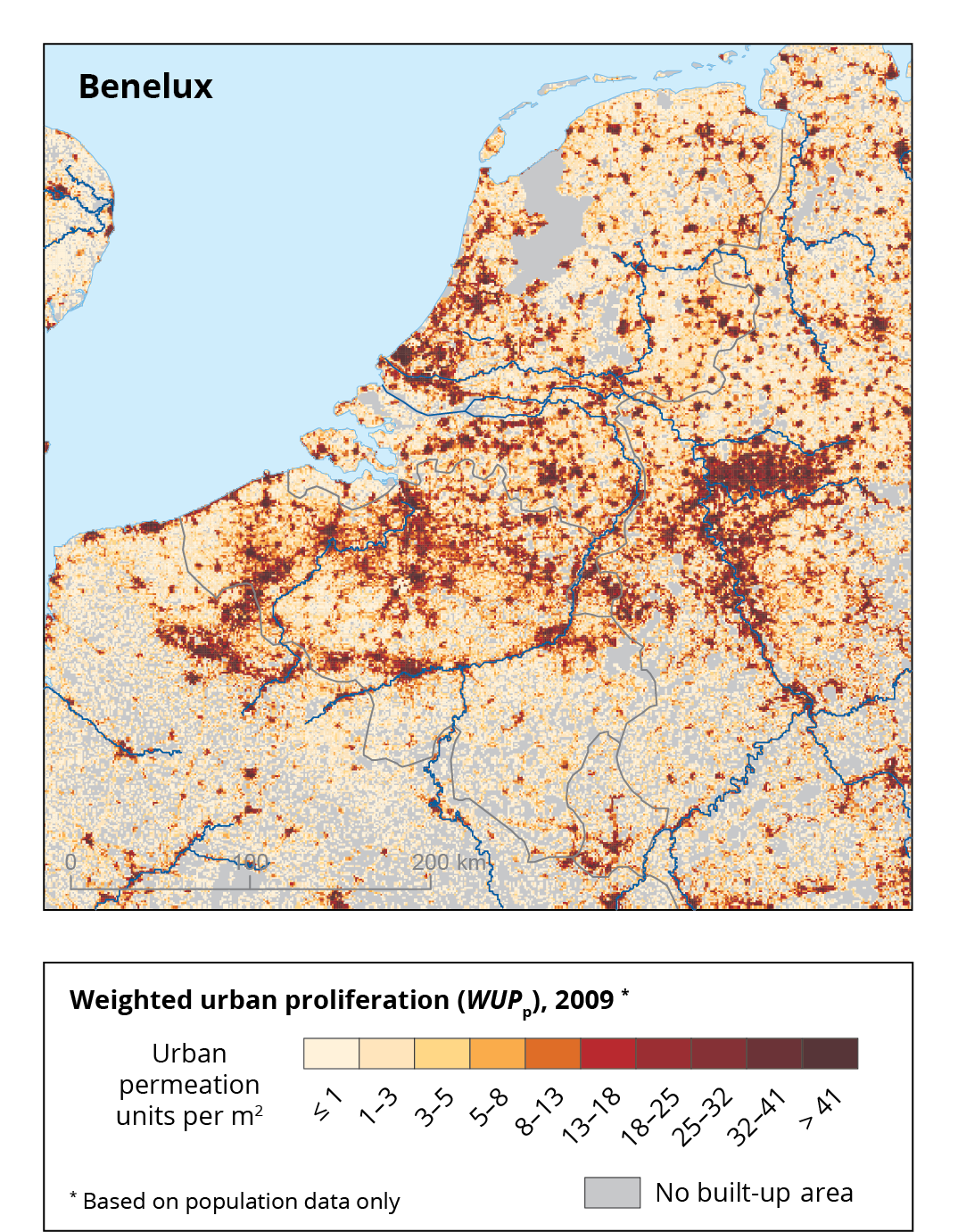
Situatie 2009: in Vlaanderen is tussen steden en dorpen aanzienlijk meer bebouwing dan in Nederland. Een meerderheid (70%) van de Vlamingen woont niet in een dorp of stad, maar in het nevelgebied daartussen.

Vlaanderen heeft een relatief hoge bevolkingsdichtheid en vormt daarnaast dankzij zijn centrale ligging een van de belangrijkste verkeersknooppunten in West-Europa. Deze verkeersaders doorkruisen de regio van noord naar zuid en van oost naar west. Hierdoor ontstaat er enerzijds een hoge druk op de open ruimte en het leefmilieu, maar anderzijds wordt er economische activiteit en bewoning aangetrokken. Vlaanderen behoort met bijna zeven en een half miljoen inwoners op 13.682 km² tot de meest verstedelijkte gebieden in de wereld. Vlaanderen telt vijf grote steden met meer dan 100.000 inwoners: Brussel, Antwerpen, Gent, Brugge en Leuven. Andere belangrijke centrumsteden zijn Hasselt, Kortrijk, Mechelen, Aalst, Oostende, Turnhout, Sint-Niklaas, Roeselare en Genk. Daarnaast zijn er nog tal van kleine steden. De grote steden hebben een sterke invloedssfeer op het omliggende hinterland. Deze wordt beïnvloed door de afstand tot en de impact van regionale centra. Ondanks tal van urbanisatieproblemen (zoals huisvestingsproblemen) blijven de Vlaamse kernsteden groeien, zij het vooral door migratie.
Deze urbanisatie ontstond door het erfpachtrecht, dat voor een verkleining van de percelen zorgde op het platteland. Door de gunstige ligging van de steden groeiden deze sterk vanaf het begin van de 19e eeuw door middel van woon- en verkeerslinten in het omgevende platteland. Hierdoor trad een verstedelijking van het platteland op met de stadsrand tot gevolg. De landbouw werd schaarser in deze rand en er kwam een emigratie op gang vanuit de stadskern naar de stadsrand. Dit ging gepaard met verkrotting in de stadskern op plaatsen waar de vrije ruimte niet door economische activiteiten werd benut. De morfologische verstedelijking strekt zich inmiddels uit tot voorbij de agglomeratie en reikt tot in de banlieues. In deze forensenwoonzone domineren verstedelijkte kenmerken de levenswijze van de bevolking. Dit fenomeen wordt Rasterstad Vlaanderen genoemd.
Kenmerkend is ook de lintbebouwing: deze ontstond vooral door een gebrek aan regulering waardoor huizen langs alle verharde wegen begonnen op te duiken. Vlaanderen voelt daardoor dichter bebouwd aan dan het eigenlijk is. Deze verspreide bebouwing zorgt voor vele problemen: de aanleg van nutsvoorzieningen is duurder dan elders, het openbaar vervoer is moeilijker te organiseren, er zijn meer verkeersdoden doordat de meeste doorgaande wegen volstaan met huizen waardoor lokaal verkeer en doorgaand verkeer op dezelfde wegen rijden. Ook hebben dieren het moeilijk met overleven doordat hun leefgebieden verspreid liggen. Nieuwe projecten zoals bedrijventerreinen zijn door de ruimtelijke rommeligheid ook moeilijk in te planten.

### Meteorologie
Vlaanderen heeft een gematigd zeeklimaat aan de kust en zijn hinterland. In de rest van de regio heerst een gewijzigd zeeklimaat, met matige temperaturen, overwegend westenwinden, sterke bewolking en regelmatige neerslag. De gemiddelde jaartemperatuur bedraagt 9 à 10 °C, de gemiddelde januaritemperatuur 2 à 3 °C en de gemiddelde julitemperatuur ongeveer 17 °C. De jaarlijkse neerslag is ongeveer 800 mm, die verspreid over alle maanden valt. Er kunnen twee klimaattypes onderscheiden worden.

### Bestuurlijke indeling
Vlaanderen maakt deel uit van de Europese Unie en van de federale staat België, deze is opgedeeld bij Bijzondere wet tot hervorming der instellingen (1980) in drie gewesten en drie gemeenschappen. Officieel bestaat het huidige Vlaanderen dus uit twee entiteiten, namelijk het Vlaams Gewest en de Vlaamse Gemeenschap. De Vlaamse Gemeenschap en het Vlaams Gewest werden zowel voor de wetgevende als voor de uitvoerende macht samengevoegd.
Zo ontstonden het Vlaams Parlement en de Vlaamse Regering. De Vlaamse overheidsdiensten zijn gevestigd in de hoofdstad Brussel. Deze stad maakt echter geen deel uit van het Vlaams Gewest, maar vormt zelfstandig met 18 omliggende gemeenten het Brussels Hoofdstedelijk Gewest. Op het vlak van gemeenschapsbevoegdheden vallen de Nederlandstalige Brusselaars onder de bevoegdheid van de Vlaamse Gemeenschap. De regio is verder opgedeeld in 5 provincies, 23 administratieve arrondissementen (waarvan 1 Brussels), 35 provinciedistricten, 111 kantons (waarvan 8 Brusselse) en 327 gemeenten (waarvan 19 Brusselse).

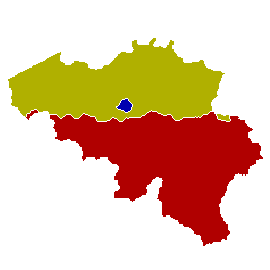
De 3 Gewesten
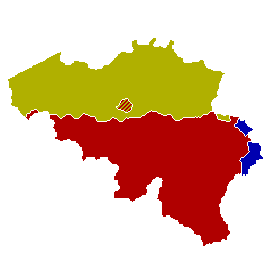
De 3 Gemeenschappen
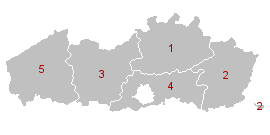
De 5 Vlaamse provincies

|   | Provincie       | Hoofdplaats | Bevolking (1/1/2023) | Opp. km²  | Inwoners per km² |
| - | --------------- | ----------- | -------------------- | --------- | ---------------- |
| 1 | Antwerpen       | Antwerpen   | 1.910.952            | 2.876,12  | 664              |
| 2 | Limburg         | Hasselt     | 895.030              | 2.427,43  | 369              |
| 3 | Oost-Vlaanderen | Gent        | 1.561.316            | 3.007,05  | 519              |
| 4 | Vlaams-Brabant  | Leuven      | 1.187.483            | 2.118,35  | 561              |
| 5 | West-Vlaanderen | Brugge      | 1.220.026            | 3.196,59  | 382              |
| 6 | Totaal          |             | 6.774.807            | 13.625,54 | 497              |

### Aangrenzende regio's
Vlaanderen grenst in het noorden aan Nederland en meer bepaald in het noordwesten aan Zeeland, centraal in het noorden aan Noord-Brabant en in het (noord)oosten aan Limburg. In het zuiden grenst Vlaanderen aan Wallonië en in het zuidwesten aan de Franse regio Hauts-de-France (meer specifiek het Noorderdepartement).
| Aangrenzende regio's | Aangrenzende regio's | Aangrenzende regio's | Aangrenzende regio's | Aangrenzende regio's |
| -------------------- | -------------------- | -------------------- | -------------------- | -------------------- |
| Zeeland (NL)         |                      | Noord-Brabant (NL)   |                      |                      |
|                      |                      |                      |                      |                      |
| Noordzee             | Limburg (NL)         |                      |                      |                      |
|                      |                      |                      |                      |                      |
| Hauts-de-France (FR) |                      | Wallonië             |                      | Luik (provincie)     |

## Demografie

### Bevolkingssamenstelling
Vlaanderen (met Brussel) telde op 1 januari 2025 8.120.561 inwoners, hiervan wonen er 6.864.766 inwoners in het Vlaams Gewest. Het precieze aantal Nederlandstaligen in Brussel is onbekend, schatting hierover lopen uiteen naargelang de bron. De taalbarometer, een zesjaarlijks onderzoek van de VUB naar het taalgebruik in Brussel meldt in zijn vijfde editie (2024) 7,5%met het Nederlands als thuistaal dit stemt overeen met 93.000 inwoners. De bevolkingsdichtheid van Vlaanderen bedraagt 497 inwoners per km² (zonder Brussel). In het Vlaams Gewest wonen 3.399.819 mannen en 3.464.947vrouwen. In Brussel zijn dit er respectievelijk 615.345 en 640.450. Er zijn 1.277.456 minderjarigen en 1.332.051 gepensioneerden. De overige 3.979.562 bevindt zich in de leeftijdscategorie 18 tot en met 64 (ook wel de actieve bevolking genoemd).
In 2019 waren er in het Vlaams Gewest 2.815.769 huishoudens en in Brussel 551.243. De huishoudens in het Vlaams Gewest bestonden in 2008 uit 355.028 alleenstaande mannen en 412.105 alleenstaande vrouwen. 880.114 bestonden uit twee personen, 407.224 uit drie personen, 353.473 uit vier personen, 120.570 uit vijf personen, 33.133 uit zes personen, 9249 uit zeven personen en 6.078 uit acht of meer personen. De gemiddelde grootte van de huishoudens lag bijgevolg in 2008 op 2,36 gezinsleden in het Vlaams Gewest. In datzelfde jaar waren er 635.170 echtparen zonder kinderen, 279.742 met een kind, 288.690 met twee kinderen en 128.047 met drie of meer kinderen. Daarnaast waren er 70.323 alleenstaande vaders met een kind, 33.814 met twee kinderen en 1.744 met drie of meer kinderen. Bij de alleenstaande moeders met kinderen zijn de aantallen respectievelijk 135.150 (1), 66.835 (2) en 23.998 (3 of meer).

### Geboortecijfers
In 2008 werden in het Vlaamse en Brusselse Gewest tezamen 69.605 kinderen geboren van wie de moeder in het Vlaamse Gewest woonde. In 2008 werden er in totaal 2.364 kinderen meer geboren dan het jaar ervoor. In vergelijking met 2002 (diepterecord) werden er 9.181 kinderen meer geboren. In de hele periode tussen 1999 en 2008 werden er steeds 2% meer jongens geboren dan meisjes, uitzonderingen hierop vormen de jaren 1998 en 2005 toen er 3% meer jongens werden geboren. In 2008 lag het gemiddelde geboortegewicht van eenlingen op 3.356 gram. Van 66.688 levend geboren eenlingen was het geboortegewicht gekend, van 82 niet. Jongens wegen in Vlaanderen bij hun geboorte gemiddeld 3.420 gram en meisjes gemiddeld 3.288 gram. In 2007-'08 werd bij 1983 kinderen oftewel 1,5% van de levend geboren kinderen een aangeboren afwijking geregistreerd. Aangeboren afwijkingen kunnen zowel genetisch bepaald zijn als het gevolg zijn van een ongunstige zwangerschap of bevalling. In 2007-'08 werd bij 1/4 van de levend geboren kinderen de bevalling kunstmatig ingeleid. In 2003-'04 was dat nog bij 1/3 van de levend geboren kinderen. 1 op de 5 kinderen kwam in de periode 2007-'08 via keizersnede ter wereld. In 2008 werden er in het Vlaamse Gewest 68.313 vrouwen moeder van 1 of meer kinderen. Voor 32.437 vrouwen was dit hun eerste kind. De gemiddelde leeftijd van die vrouwen bedroeg 27,6 jaar. 9.709 moeders hadden niet de Belgische nationaliteit en 57% van de moeders was gehuwd. Gemiddeld krijgen de vrouwen in het Vlaamse Gewest 1,82 kinderen.

### Sterftecijfers
Jaarlijks overlijden er gemiddeld 56.400 mensen in Vlaanderen. Op 2003 na sterven er jaarlijks gemiddeld meer mannen dan vrouwen. Zo sterven er gemiddeld jaarlijks 28.600 mannen en 27.800 vrouwen. In de Vlaamse bevolkingspiramide zijn er meer mannen dan vrouwen tot de leeftijd van 63 jaar. Vanaf de leeftijdscategorie +63-jarigen slaat dit om in een voordeel voor de vrouwen. In 2000 lag de leeftijd waarop de vrouwen in aantal het overwicht namen op de mannen nog op 58 jaar. Dit komt doordat de sterfterisico's van mannen de afgelopen jaren sneller daalden dan die van vrouwen. Vanaf de leeftijd van 85 jaar bij mannen en 88 jaar bij vrouwen sterft jaarlijks 10% of meer van deze bevolkingsgroep. Het sterfterisico is vooral hoog in het eerste levensjaar en vanaf 50 jaar. Vanaf 30 jaar voor vrouwen en 40 jaar voor mannen stijgen de sterftekansen exponentieel. Bij mannelijke adolescenten (15-19 jaar) en jonge mannen (20-34 jaar) is er een relatieve oversterfte ten opzichte van de daaropvolgende leeftijdsgroepen. De belangrijkste doodsoorzaken in deze leeftijdscategorie zijn vervoersongevallen en suïcide. De sterftekans bij zuigelingen ligt in het Vlaams Gewest op 437 per 100.000 voor jongens en 361 per 100.000 voor meisjes. De belangrijkste doodsoorzaken zijn aangeboren afwijkingen, aandoeningen van de moeder en complicaties van de zwangerschap en/of de bevalling. De laagste sterftecijfers zijn te vinden in de groepen 5 tot 9 jaar en 10 tot 14 jaar (9 tot 10 per 100.000). Op de leeftijd van 50-54 jaar (mannen) en 55-59 jaar (vrouwen) evenaart het sterfterisico dat van het eerste levensjaar. Tot de leeftijd van 39 jaar sterven mannen en vrouwen in grote lijnen door gelijkaardige oorzaken: aangeboren afwijkingen, ongevallen en suïcide. Vanaf de leeftijd van 40 tot en met 69 jaar sterven vrouwen in de eerste plaats aan borstkanker, mannen door suïcide (40 tot 49 jaar) en longkanker (50 tot 79 jaar). Daarna volgen voor zowel mannen als vrouwen de ischemische hartziekten en andere cardiovasculaire aandoeningen. De gemiddelde levensverwachting van een jongen die in 2008 geboren werd, ligt in Vlaanderen op 78,1 jaar en voor een meisje uit datzelfde geboortejaar op 83,1 jaar. De levensverwachting bij geboorte voor mannen steeg in de periode 1999-2008 van 75,1 naar 78,1 jaar. Dat is een gemiddelde jaarlijkse stijging van 3,5 maanden. De levensverwachting bij geboorte voor vrouwen steeg in diezelfde periode gemiddeld met 2,5 maanden per jaar: van 81,0 naar 83,1 jaar. In 2008 stierf 22,9% thuis, 49,8% in een ziekenhuis, 23,6% in een bejaardentehuis en 3,7% elders. Opvallend is dat er meer mannen thuis sterven (27%) dan vrouwen (18,9%), in ziekenhuizen (53,4% t.o.v. 46,1%) en elders (4,7% t.o.v. 2,6%). Vrouwen sterven daarentegen vaker in bejaardentehuizen (32,3% t.o.v. 15%).

### Migratie

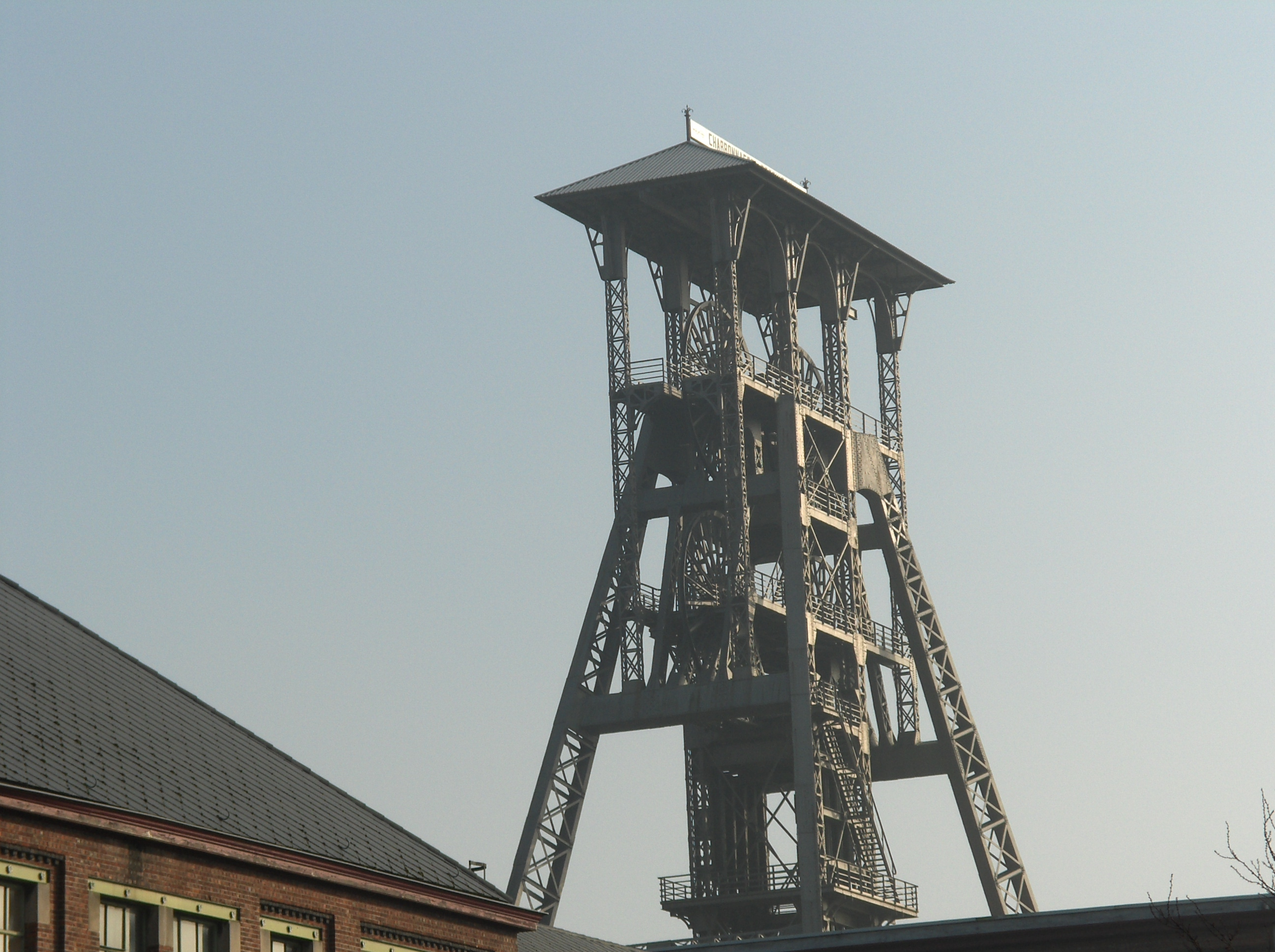
De schachtbok van de steenkoolmijn in Beringen.

Het hedendaagse Vlaanderen is door de eeuwen heen redelijk sterk vermengd geraakt door de vele migratiestromen. De oorspronkelijke bewoners van wat nu Vlaanderen is waren de Belgae. In 57 v.Chr. komen de Romeinse legioenen en in hun voetsporen tal van anderen (handelaren, ambachtslui, edelmannen en legionairs op pensioen etc.) uit heel het Romeinse rijk. Vervolgens komen de Frisiavones, de Salische Franken en tal van Vikingen zich vestigen in het huidige Vlaanderen. Al vanaf de middeleeuwen ontstond er een migratie vanuit verschillende dorpen die door overstromingen of beschadiging volledig vernield werden: de verdwenen dorpen in Vlaanderen.
Vanaf 1920 waren het voornamelijk Italianen en Oost-Europeanen die als gastarbeider naar België kwamen. Vlaanderen had op dat moment een grote nood aan arbeiders voor de industrie en de mijnbouw. In de jaren 50 ging de staat vooral op zoek naar arbeiders in Italië en Griekenland. Dit deden ze door middel van affiches met belofte van hoge salarissen en pensioenen. Doordat de werkloosheid in Italië zo enorm hoog lag, gingen vele duizenden op het voorstel in. De grootste concentraties aan vreemdelingen die dit tot gevolg had, trof men voornamelijk aan rond de Kempense steenkoolbekkens en in grote industriesteden zoals Antwerpen, Brussel en Gent.
Tegenwoordig vestigden zich voornamelijk rijkere migranten zich in de grensgebieden en in de omgeving van de hoofdstad. Gedurende de 20e eeuw vond er eveneens een interne migratie plaats van de Franstalige burgerij en adel vanuit heel België (en dus ook vanuit Vlaanderen), maar vooral vanuit Brussel die zich in de groene gordel van beide provincies Brabant rond de hoofdstad vestigden. Ook komen er asielzoekers naar België. Ze komen vaak uit landen waar burgeroorlogen woeden en beroepen zich op het Internationaal Verdrag betreffende de Status van Vluchtelingen dat opgesteld werd op 28 juli 1951 door de Verenigde Naties en ondertekend werd door België.

### Bevolkingsevolutie
Voor de provincies Vlaams-Brabant en het Brussels Hoofdstedelijk Gewest zijn de cijfers voor de jaren 1831 tot en met 1990 gebaseerd op de historische inwoneraantallen van de gemeenten die actueel deel uitmaken van deze provincies.
Alle cijfers zijn gebaseerd op de historische inwoneraantallen van de gemeenten die actueel deel uitmaken van deze gewesten en provincies.
Inwonersaantallen × 1.000
| Gewest/provincie | 1831  | 1846  | 1856  | 1866  | 1880  | 1890  | 1900  | 1910  | 1920  | 1930  | 1947  | 1960  | 1970  | 1980  | 1990  | 2000  | 2010  | 2020  | 2025  | 1831 index | 1880 index | 1930 index | 1980 index | 2020 index | 2025 index |
| ---------------- | ----- | ----- | ----- | ----- | ----- | ----- | ----- | ----- | ----- | ----- | ----- | ----- | ----- | ----- | ----- | ----- | ----- | ----- | ----- | ---------- | ---------- | ---------- | ---------- | ---------- | ---------- |
| Vlaams Gewest    | 2.139 | 2.346 | 2.352 | 2.442 | 2.725 | 3.002 | 3.322 | 3.719 | 3.729 | 4.138 | 4.552 | 5.064 | 5.417 | 5.626 | 5.740 | 5.939 | 6.252 | 6.629 | 6.865 | 100        | 127        | 193        | 263        | 310        | 321        |
| Antwerpen        | 353   | 410   | 438   | 470   | 583   | 707   | 828   | 980   | 1.029 | 1.173 | 1.281 | 1.443 | 1.533 | 1.574 | 1.597 | 1.644 | 1.745 | 1.870 | 1.921 | 100        | 165        | 332        | 446        | 530        | 544        |
| Oost-Vlaand.     | 741   | 791   | 774   | 803   | 878   | 942   | 1.020 | 1.108 | 1.094 | 1.149 | 1.217 | 1.272 | 1.310 | 1.330 | 1.331 | 1.362 | 1.432 | 1.525 | 1.603 | 100        | 118        | 155        | 179        | 206        | 216        |
| West-Vlaand.     | 584   | 617   | 600   | 616   | 660   | 702   | 760   | 821   | 758   | 836   | 926   | 998   | 1.054 | 1.078 | 1.102 | 1.128 | 1.159 | 1.200 | 1.232 | 100        | 113        | 143        | 185        | 205        | 211        |
| Vl.-Brabant      | 303   | 343   | 350   | 360   | 396   | 430   | 476   | 537   | 550   | 615   | 670   | 779   | 866   | 933   | 965   | 1.014 | 1.077 | 1.156 | 1.205 | 100        | 131        | 203        | 308        | 382        | 398        |
| Limburg          | 159   | 184   | 190   | 192   | 208   | 219   | 238   | 272   | 297   | 365   | 458   | 572   | 653   | 711   | 745   | 791   | 839   | 877   | 905   | 100        | 131        | 230        | 447        | 552        | 569        |
|                  |       |       |       |       |       |       |       |       |       |       |       |       |       |       |       |       |       |       |       |            |            |            |            |            |            |
| Brussel          | 140   | 212   | 261   | 309   | 437   | 520   | 626   | 762   | 806   | 892   | 956   | 1.023 | 1.075 | 997   | 964   | 959   | 1.090 | 1.218 | 1.256 | 100        | 312        | 637        | 712        | 870        | 897        |

### Geografische spreiding van de bevolking
|           | 10% Opp. | 20% Opp. | 30% Opp. | 40% Opp. | 50% Opp. | 60% Opp. | 70% Opp. | 80% Opp. | 90% Opp. | Inw./km² |
| --------- | -------- | -------- | -------- | -------- | -------- | -------- | -------- | -------- | -------- | -------- |
| 1846 Inw. | 25,6%    | 38,4%    | 50,3%    | 61,5%    | 72,0%    | 79,7%    | 86,4%    | 92,4%    | 96,5%    | 174      |
| 1900 Inw. | 34,9%    | 46,1%    | 56,7%    | 65,6%    | 73,6%    | 80,5%    | 86,9%    | 92,5%    | 96,7%    | 246      |
| 1947 Inw. | 32,1%    | 44,9%    | 53,7%    | 63,5%    | 70,5%    | 78,0%    | 84,4%    | 89,6%    | 95,0%    | 337      |
| 2000 Inw. | 25,4%    | 37,7%    | 48,9%    | 58,6%    | 67,6%    | 75,6%    | 82,4%    | 89,7%    | 96,1%    | 439      |
| 2008 Inw. | 25,5%    | 37,5%    | 48,6%    | 58,9%    | 67,6%    | 75,6%    | 83,1%    | 89,8%    | 96,2%    | 456      |

### Gemeenten naar inwonertal
Naar inwonertal zijn de grootste gemeenten die tot het Vlaams Gewest behoren of waar Vlaanderen bevoegdheden uitoefent (Brussels Hoofdstedelijk Gewest):
| Rang | Gemeente            | Deel- gem. Aantal | Inwoners | Inwoners | Inwoners | Inwoners | Inwoners | Index | Index | Index | Index | Index | Opp. (km²) | Inw./ km² | 2021 Welv.- index | Provincie of gewest            |
| Rang | Gemeente            | Deel- gem. Aantal | 1846     | 1900     | 1947     | 2000     | 2023     | 1846  | 1900  | 1947  | 2000  | 2023  | Opp. (km²) | Inw./ km² | 2021 Welv.- index | Provincie of gewest            |
| ---- | ------------------- | ----------------- | -------- | -------- | -------- | -------- | -------- | ----- | ----- | ----- | ----- | ----- | ---------- | --------- | ----------------- | ------------------------------ |
| 1    | Antwerpen           | 9                 | 118.682  | 383.557  | 526.396  | 446.525  | 538.910  | 100   | 323   | 444   | 376   | 454   | 204,51     | 2.635     | 88,0              | Antwerpen                      |
| 2    | Gent                | 14                | 128.828  | 222.895  | 254.216  | 224.180  | 268.122  | 100   | 173   | 197   | 174   | 208   | 156,18     | 1.717     | 103,0             | Oost-Vlaanderen                |
| 3    | Brussel             | 4                 | 129.680  | 218.623  | 184.838  | 133.859  | 194.291  | 100   | 169   | 143   | 103   | 150   | 32,61      | 5.959     | 70,7              | Brussels Hoofdstedelijk Gewest |
| 4    | Schaarbeek          | 1                 | 6.211    | 63.508   | 123.671  | 105.692  | 130.775  | 100   | 1.023 | 1.991 | 1.702 | 2.106 | 8,14       | 16.066    | 68,9              | Brussels Hoofdstedelijk Gewest |
| 5    | Anderlecht          | 1                 | 5.966    | 47.929   | 86.412   | 87.812   | 125.065  | 100   | 803   | 1.448 | 1.472 | 2.096 | 17,74      | 7.048     | 63,7              | Brussels Hoofdstedelijk Gewest |
| 6    | Brugge              | 8                 | 60.855   | 70.277   | 93.062   | 116.264  | 119.541  | 100   | 115   | 153   | 191   | 196   | 138,40     | 864       | 110,6             | West-Vlaanderen                |
| 7    | Leuven              | 5                 | 35.334   | 58.523   | 67.322   | 88.084   | 103.009  | 100   | 166   | 191   | 249   | 292   | 56,63      | 1.819     | 113,9             | Vlaams-Brabant                 |
| 8    | Sint-Jans-Molenbeek | 1                 | 12.065   | 58.445   | 63.922   | 71.219   | 98.270   | 100   | 484   | 530   | 590   | 815   | 5,89       | 16.679    | 57,8              | Brussels Hoofdstedelijk Gewest |
| 9    | Aalst               | 9                 | 32.910   | 50.500   | 73.147   | 84.859   | 90.068   | 100   | 153   | 222   | 232   | 274   | 78,12      | 1.153     | 105,0             | Oost-Vlaanderen                |
| 10   | Mechelen            | 6                 | 36.915   | 64.781   | 72.232   | 75.438   | 88.614   | 100   | 175   | 196   | 204   | 240   | 65,19      | 1.359     | 105,1             | Antwerpen                      |

De kleinste gemeente (qua inwoners) is Herstappe met respectievelijk:
| Rang | Gemeente  | Deel- gem. Aantal | Inwoners | Inwoners | Inwoners | Inwoners | Inwoners | Index | Index | Index | Index | Index | Opp. (km²) | Inw./ km² | 2021 Welv.- index | Provincie of gewest |
| Rang | Gemeente  | Deel- gem. Aantal | 1846     | 1900     | 1947     | 2000     | 2023     | 1846  | 1900  | 1947  | 2000  | 2023  | Opp. (km²) | Inw./ km² | 2021 Welv.- index | Provincie of gewest |
| ---- | --------- | ----------------- | -------- | -------- | -------- | -------- | -------- | ----- | ----- | ----- | ----- | ----- | ---------- | --------- | ----------------- | ------------------- |
| 581  | Herstappe | 1                 | 135      | 148      | 134      | 85       | 77       | 100   | 110   | 99    | 61    | 57    | 1,35       | 57        | 111,0             | Limburg             |

## Bezienswaardigheden

### Werelderfgoed

Het belfort van Brugge.

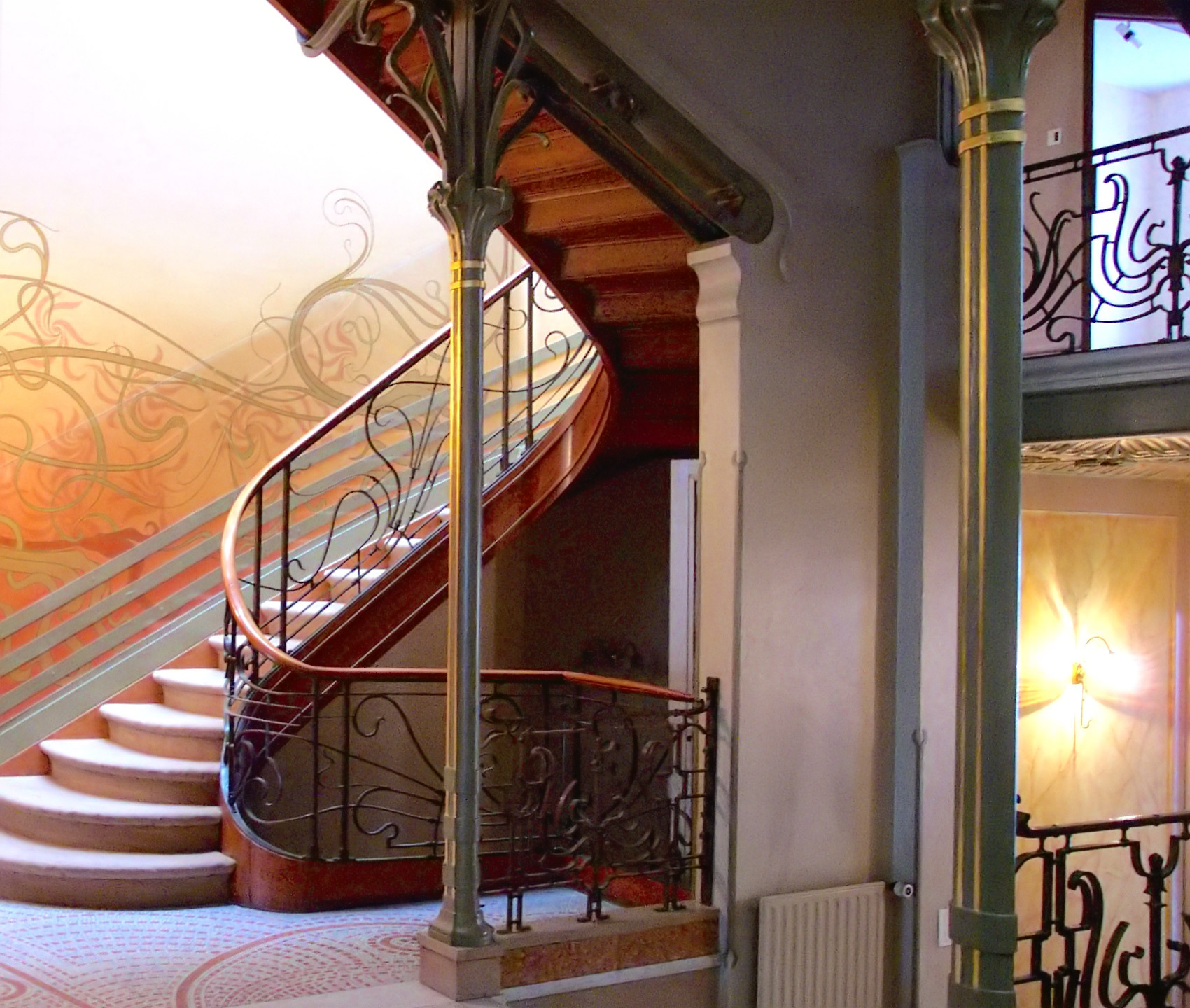
Traphal van het Hotel Tassel.

In 1998 werden 13 Vlaamse begijnhoven opgenomen op de UNESCO-werelderfgoedlijst. Ze zijn opgenomen op deze lijst vanwege hun unieke karakter en inplanting. Daarnaast zijn ze een getuige van de unieke (in die tijd) onafhankelijkheid van de religieuze vrouw (begijn) in de middeleeuwen in West-Europa. Een andere bepalende factor is het unieke en uitzonder karakter van de combinatie aan stedelijke en landelijk planning enerzijds en de combinatie religieus en burgerlijke architectuur anderzijds. UNESCO maakt een onderscheid tussen begijnhoven van het stedelijk type (a), van het pleintype (b) en van het gemengde type (c). Het betreft de begijnhoven van Kortrijk (c), Brugge (c), Diest (a), Gent (Klein Begijnhof) (c), en Sint-Amandsberg (Groot Begijnhof) (a), Dendermonde (Alexiusbegijnhof) (b), Sint-Truiden (b), Tongeren (Sint-Catharinabegijnhof) (a), Hoogstraten (b), Lier (a), Mechelen (Groot Begijnhof) (a), Turnhout (b) en Leuven (Groot Begijnhof) (c).
Datzelfde jaar werd ook de Grote markt van Brussel en de omringende gebouwen zoals het stadhuis, het broodhuis en de gildehuizen als geheel opgenomen op de lijst. Ze werd geselecteerd vanwege het feit dat het geheel een uitzonderlijke voorbeeld is van eenvormigheid tussen publieke en private gebouwen enerzijds en 17e-eeuwse architectuur anderzijds.
Het jaar daarop volgend (1999) nam de UNESCO ook 26 Vlaamse belforten op in haar lijst van beschermd erfgoed. Ze werden in de lijst opgenomen als erkenning van een architectonische manifestatie van een opkomende burgerlijke onafhankelijkheid van feodale en religieuze invloeden in onder andere het historisch Vlaanderen en het hertogdom Brabant, wat leidde tot een mate van lokale democratie die van groot belang is geweest in de geschiedenis van de mensheid. In vergelijking met de slottoren (symbool van de adel) en de kerktoren (symbool van de kerk) representeert het belfort, als derde toren in het stedelijk landschap, de macht van schout en schepenen. De belforten werden gebouwd tussen de 11e en 17e eeuw en lopen qua bouwstijl daarmee uiteen van romaans, gotisch en renaissance tot barok. Weinig torens zijn vrijstaand. De meeste belforten zijn gebouwd op of aan een stadhuis of lakenhal. Het betreft de belforten van Antwerpen, Herentals, Lier, Mechelen, Brugge, Diksmuide, Kortrijk, Lo-Reninge, Menen, Nieuwpoort, Roeselare, Tielt, Veurne, Ieper, Aalst, Dendermonde, Eeklo, Gent, Oudenaarde en Sint-Truiden. Daarnaast behoren ook de torens van de Antwerpse Onze-Lieve-Vrouwekathedraal en de Mechelse Sint-Romboutskathedraal en de kerktorens van de Leuvense Sint-Pieterskerk, Tiense Sint-Germanuskerk, Zoutleeuwse Sint-Leonarduskerk en Tongerse Onze-Lieve-Vrouwebasiliek tot de selectie.
In 2000 werd het historisch centrum van Brugge en de herenhuizen Hotel Tassel, Hotel Solvay, Hotel van Eetvelde, en de voormalige woning en atelier van de art-nouveau-architect Victor Horta te Brussel aan de UNESCO-lijst toegevoegd. Het historische hart van Brugge werd op de lijst opgenomen vanwege de fraaie middeleeuwse architectuur en het belang ervan binnen de geschiedenis. De herenhuizen van Horta werden op hun beurt geselecteerd vanwege hun unieke karakter en het feit dat ze exemplarisch zijn voor de Art Nouveau.
In 2005 werd het Plantin-Moretuscomplex te Antwerpen op de lijst opgenomen, in 2009 het Stocletpaleis te Brussel en in 2016 Maison Guiette in Antwerpen, als onderdeel van het oeuvre van Le Corbusier. Een jaar later kwamen delen van het Zoniënwoud op de lijst terecht.
Daarnaast werden op de Representatieve lijst van het immaterieel cultureel erfgoed van de mensheid van UNESCO het Ros Beiaard van Dendermonde, de Vlaamse stadsreuzen en drakenfiguren (allen 2005), de Heilig Bloedprocessie van Brugge (2009), Feest van Krakelingen en Tonnekensbrand in Geraardsbergen, Houtem Jaarmarkt (2010) en het Carnaval van Aalst (allen 2010), de Vlaamse volksspelen en de Jaartallen van Leuven (beide 2011), Valkerij (2012), Garnaalsvisserij te Paard in Oostduinkerke (2013), beiaardcultuur (2014) en de biercultuur (2016) opgenomen.

### Nationaal Erfgoed
Het erfgoed in Vlaanderen wordt beheerd door de vzw Erfgoed Vlaanderen. Deze vzw organiseert jaarlijks de Open Monumentendag Vlaanderen in samenwerking met het departement Ruimtelijke Ordening, Woonbeleid en Onroerend erfgoed (RWO) van de Vlaamse overheid. Op de gemeentepagina's staat een overzicht van de belangrijkste bezienswaardigheden per gemeente. De belangrijkste bezienswaardigheden, die (nog) niet zijn opgenomen op de UNESCO-werelderfgoedlijst, maar er wel reeds voor "in de wachtrij staan" zijn:
| - De historische kern van Antwerpen. - De monumenten van de Eerste Wereldoorlog in de Westhoek. - De gebouwen van de universiteit te Leuven. - De historische middeleeuwse kern van Gent en de twee abdijen die aan de oorsprong van de stad liggen. | - Het Maison Guiette te Antwerpen. - De Sint Hubertus- en andere overdekte galerijen te Brussel. - Het architecturale oeuvre van Henry Van de Velde. - Het Justitiepaleis van Brussel. |

Andere belangrijke bezienswaardigheden in Vlaanderen zijn:
| - De muur van Geraardsbergen met op de top de kapel van Onze-Lieve-Vrouw van Oudenberg. - De Koninklijke Paleizen te Brussel, Laken en Antwerpen. - De Belgische Senaat, het Federaal Parlement en het Rekenhof, allen te Brussel. - Het Fort van Breendonk. - Het stadhuis van Leuven. - De historische stadskernen van Lier, Mechelen, Tongeren, Zoutleeuw, Kortrijk en Ieper. - Het Provinciaal Domein Bokrijk. - Het Provinciedomein Raversijde te Oostende, dat een deel van de Atlantikwall omvat. | - De voormalige landcommanderij van Alden Biesen. - Fort Napoleon te Oostende. - De Abdij van Herkenrode nabij Hasselt. - De Nationale Basiliek van het Heilig Hart te Koekelberg. - De basiliek van Onze-Lieve-Vrouw van Scherpenheuvel. - De Zimmertoren te Lier. - De IJzertoren te Diksmuide. |

## Natuur

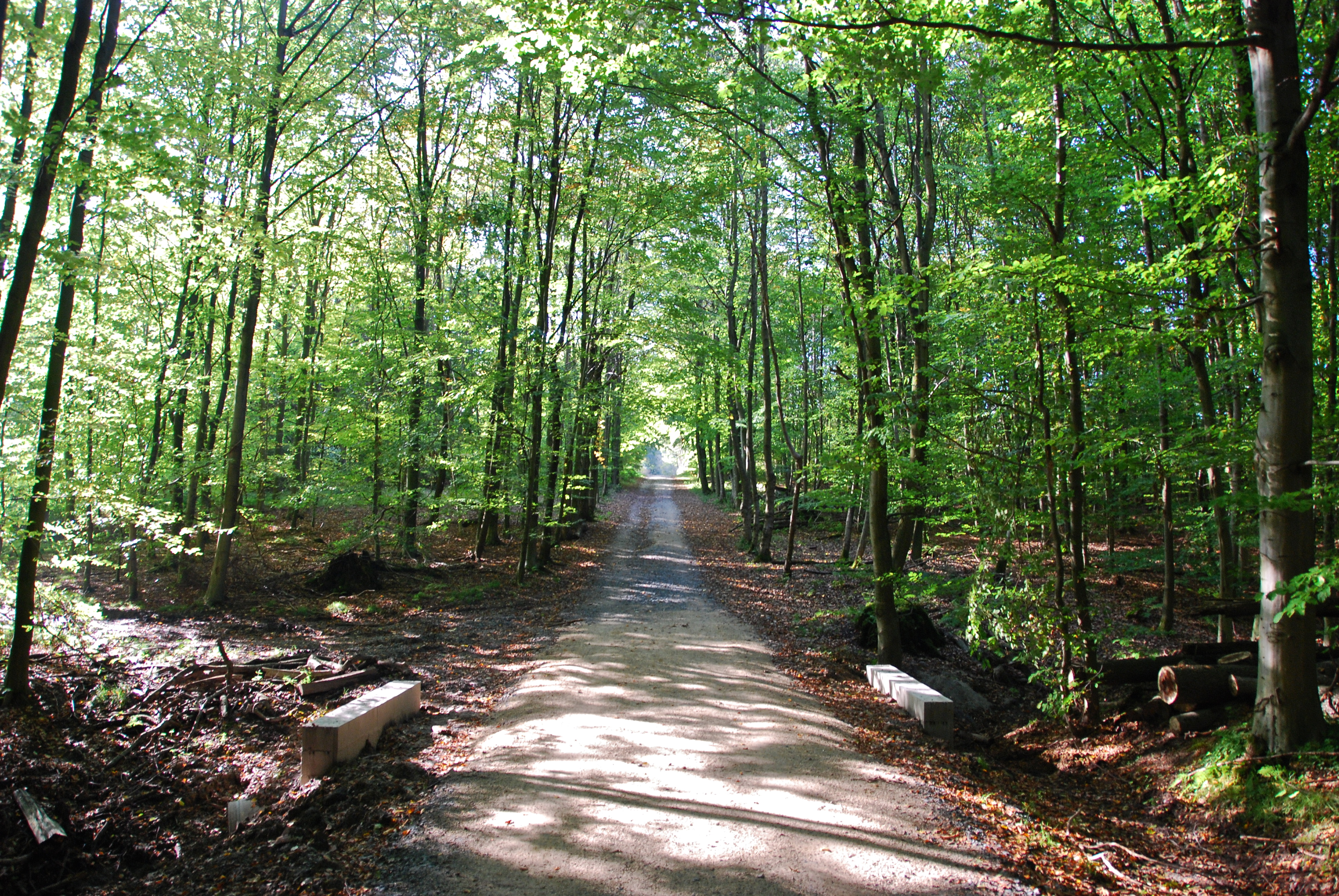
Het Zoniënwoud

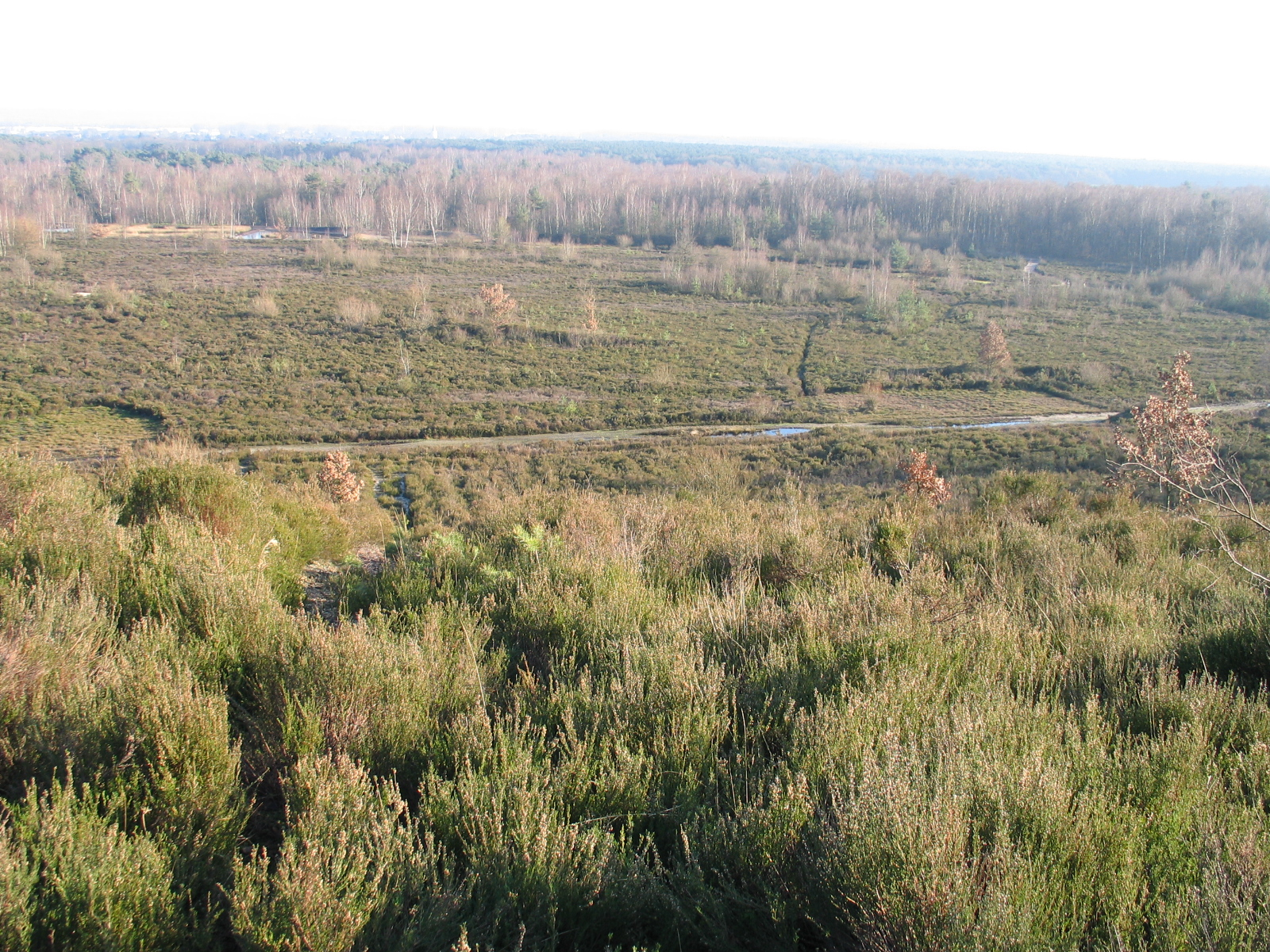
Nationaal Park Hoge Kempen.

Menselijk ingrijpen, zowel direct (kap van bossen, ontginningen, wegenaanleg etc.) als indirect (overbemesting) heeft grote invloed op het huidige landschap, de flora en de fauna. Veel dier- en plantensoorten dreigen te verdwijnen. Om dit te voorkomen zijn zogenaamde rode lijsten gemaakt waarop de meest bedreigde soorten staan. Sommige soorten passen zich juist aan aan de menselijke cultuur, zoals de merel en de koolmees. De belangrijkste natuurparken en -gebieden in Vlaanderen zijn het Nationaal Park Hoge Kempen, Nationaal Park Scheldevallei, Nationaal Park Bosland, Nationaal Park Brabantse Wouden, het Grenspark De Zoom-Kalmthoutse Heide, het Zwin, het Zoniënwoud … In het Vlaams Gewest zijn er 23 vogelrichtlijngebieden en 38 habitatrichtlijngebieden aangeduid als Europees beschermde Natura 2000-gebieden. Vlaanderen telt ook vijf landschapsparken: Landschapspark Grenzeloos bocagelandschap, Landschapspark Hart van Haspengouw, Landschapspark Maasvallei, Landschapspark Vlaamse Ardennen en Landschapspark Zwinstreek.

### Flora
In Vlaanderen komen circa 1400 soorten hogere planten voor, er zijn zo'n 4 à 5000 soorten paddenstoelen (macrofungi) gevonden, 600 soorten mossen en honderden soorten schimmels, korstmossen en algen. Door de ligging in Europa en het intensieve verkeer is er een regelmatige aanvoer van adventieven, die zich soms met enig succes vestigen, zoals de waterpest en de bospest. De soorten die hier voorkomen zijn bijna allemaal relatieve nieuwkomers (van na de ijstijden); zo is de tamme kastanje in historische tijden ingevoerd. De hier algemene soorten zijn erg concurrentiekrachtig.

### Fauna
In Vlaanderen komen ruim 50 soorten zoogdieren voor, zo'n 600 soorten broed- en trekvogels, tientallen vissoorten, ruim 50 dagvlinders en duizenden ongewervelden. Door de ligging in Europa en het intensieve verkeer is er een regelmatige aanvoer van adventieven, die zich soms met enig succes vestigen, zoals de halsbandparkiet en de driehoeksmossel, maar slechts vrij zelden een permanente plaag vormen. De soorten die hier voorkomen zijn bijna allemaal relatieve nieuwkomers (van na de ijstijden); zo zijn het konijn, de fazant in historische tijden ingevoerd. De hier algemene soorten zijn erg concurrentiekrachtig.

## Cultuur

### Taal

Wapenschild

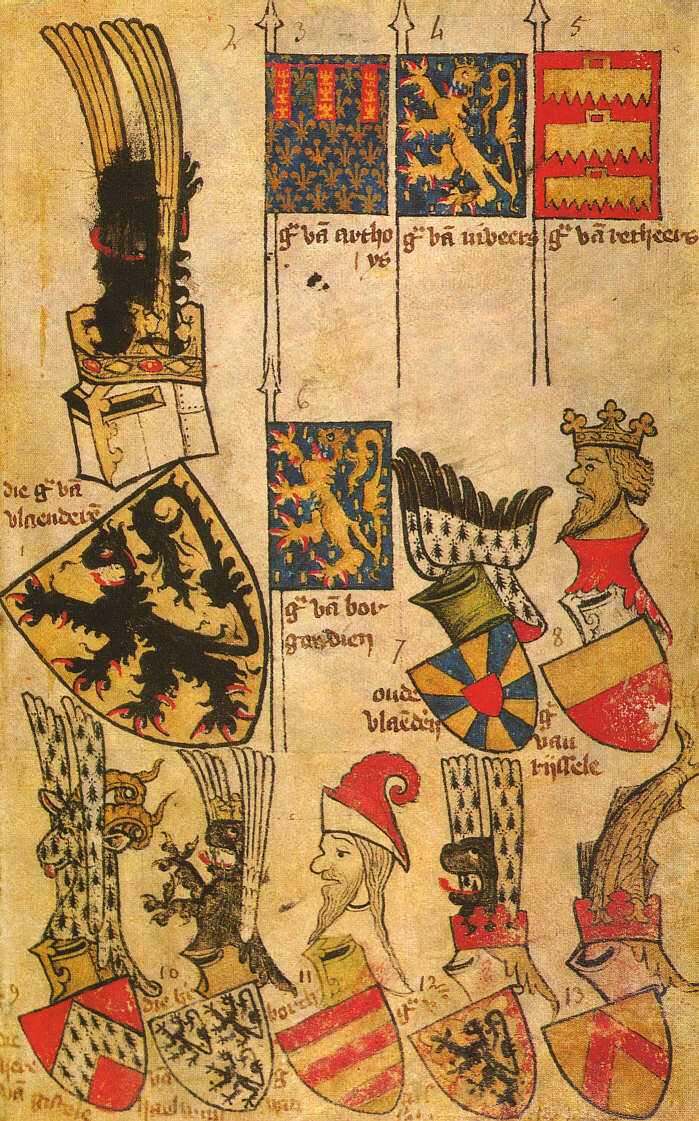
Folio blad 80 recto van het 14e-eeuwse wapenboek Gelre, met onder andere (links midden) het wapen van de graaf van Vlaanderen.

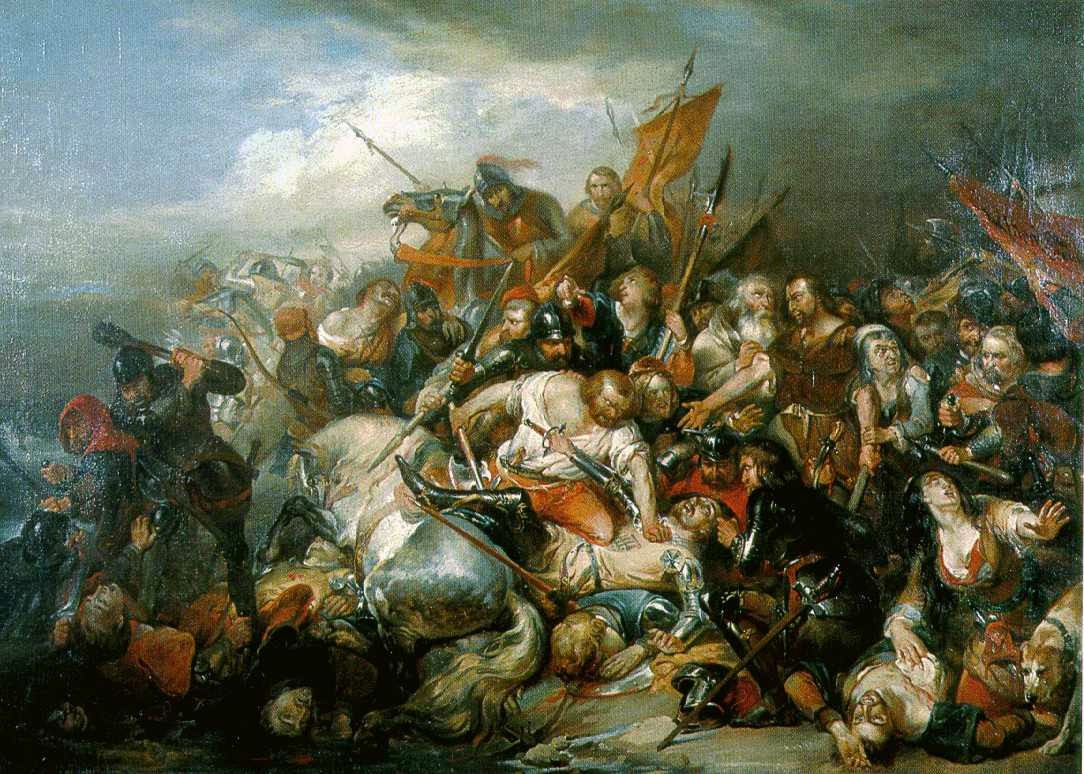
Nicaise De Keyser; voorstudie van Willem van Saeftinge doodt Robert II van Artesië (Guldensporenslag)

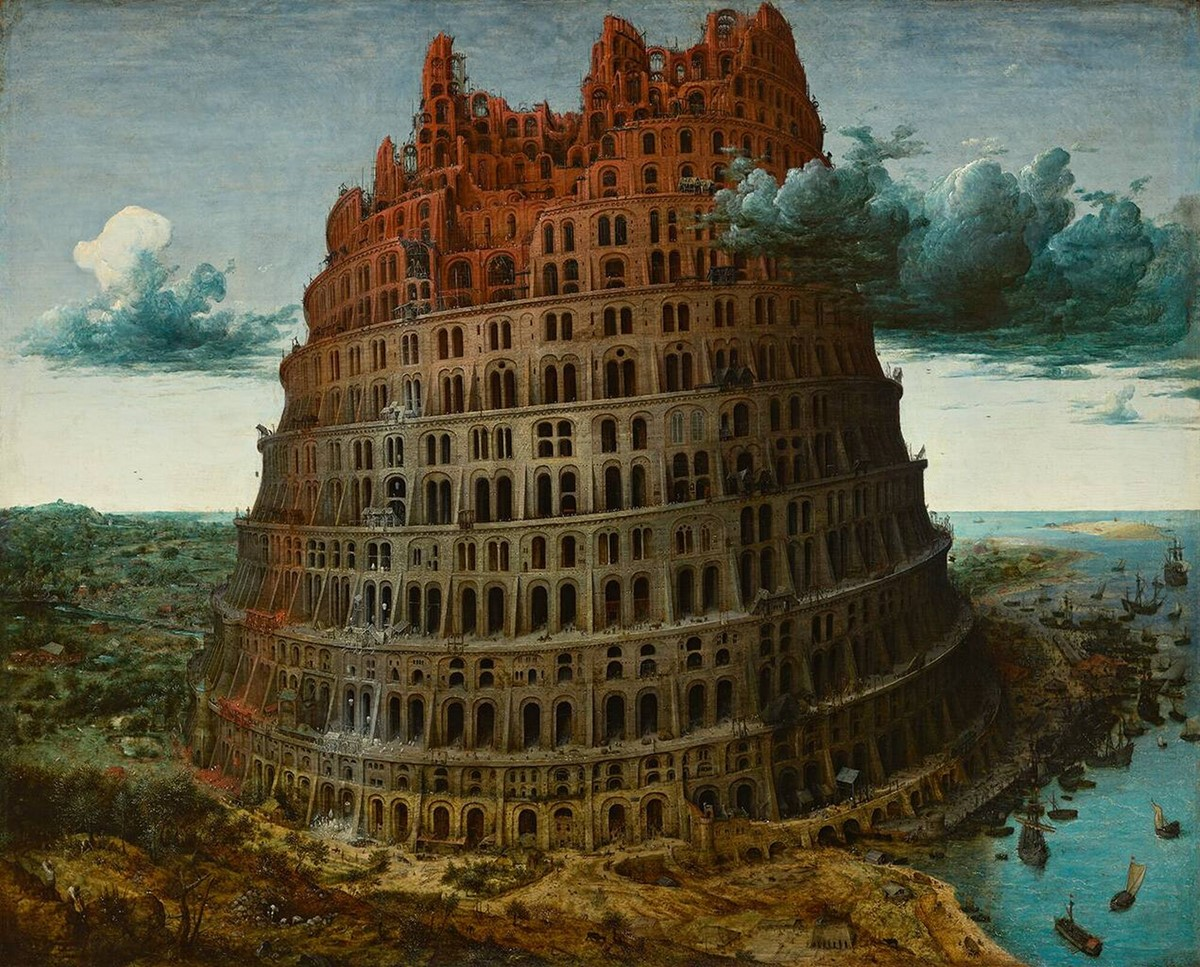
Pieter Bruegel de Oude, De Toren van Babel (1563); Museum Boijmans Van Beuningen, Rotterdam.

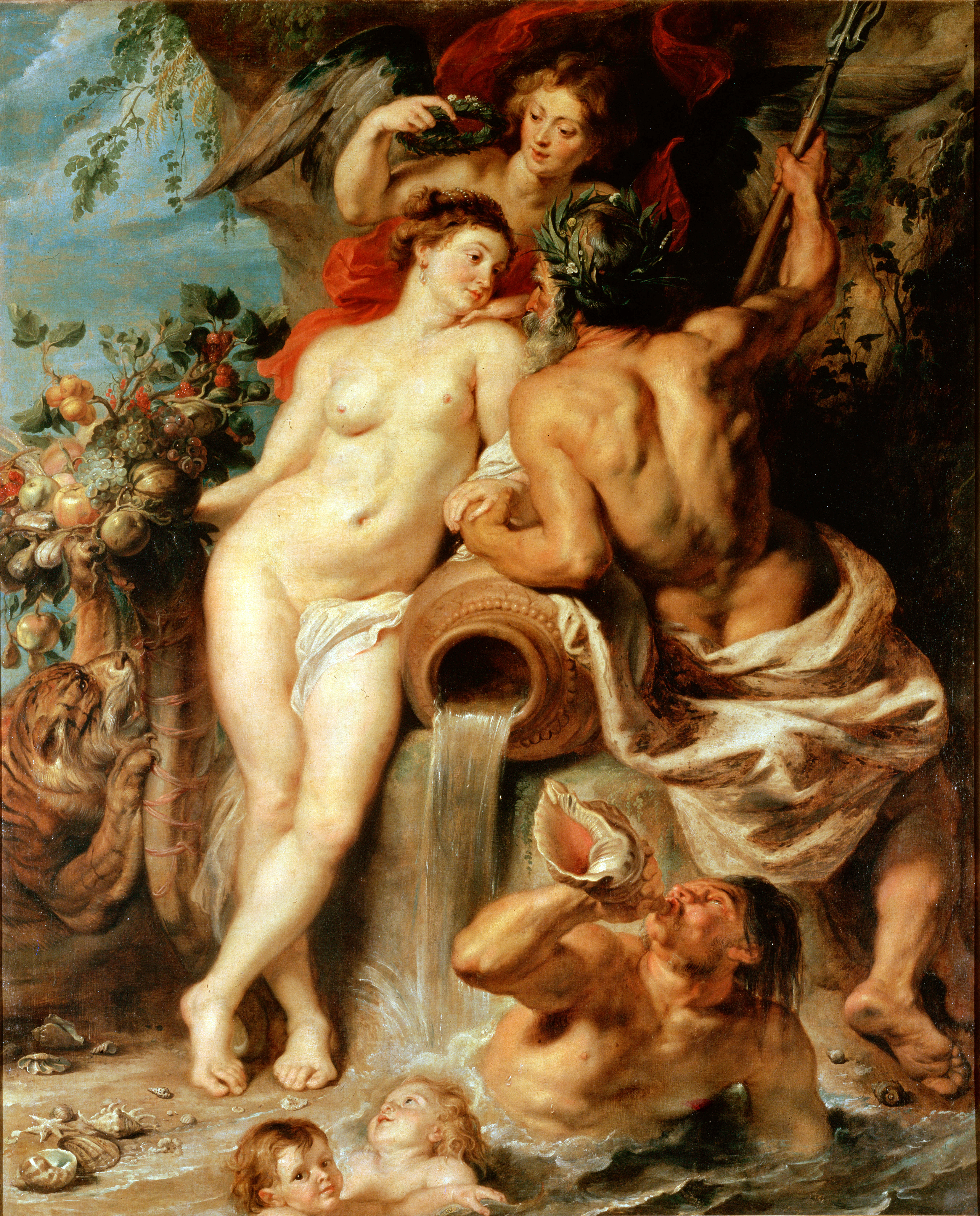
Pieter Paul Rubens, De vereniging van Aarde en Water (circa 1618); Hermitage te Sint-Petersburg.

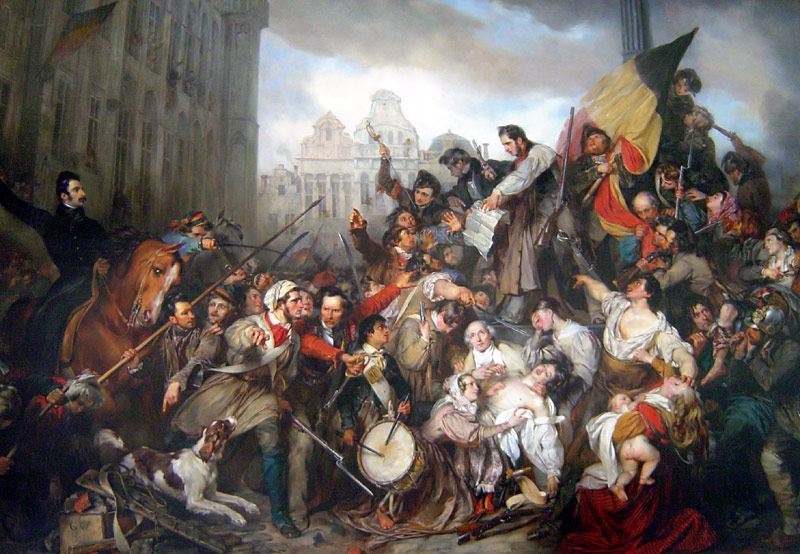
Gustaaf Wappers, Tafereel van de Septemberdagen 1830 op de Grote Markt te Brussel op het stadhuisplein te Brussel (1835); Koninklijke Musea voor Schone Kunsten van België te Brussel.

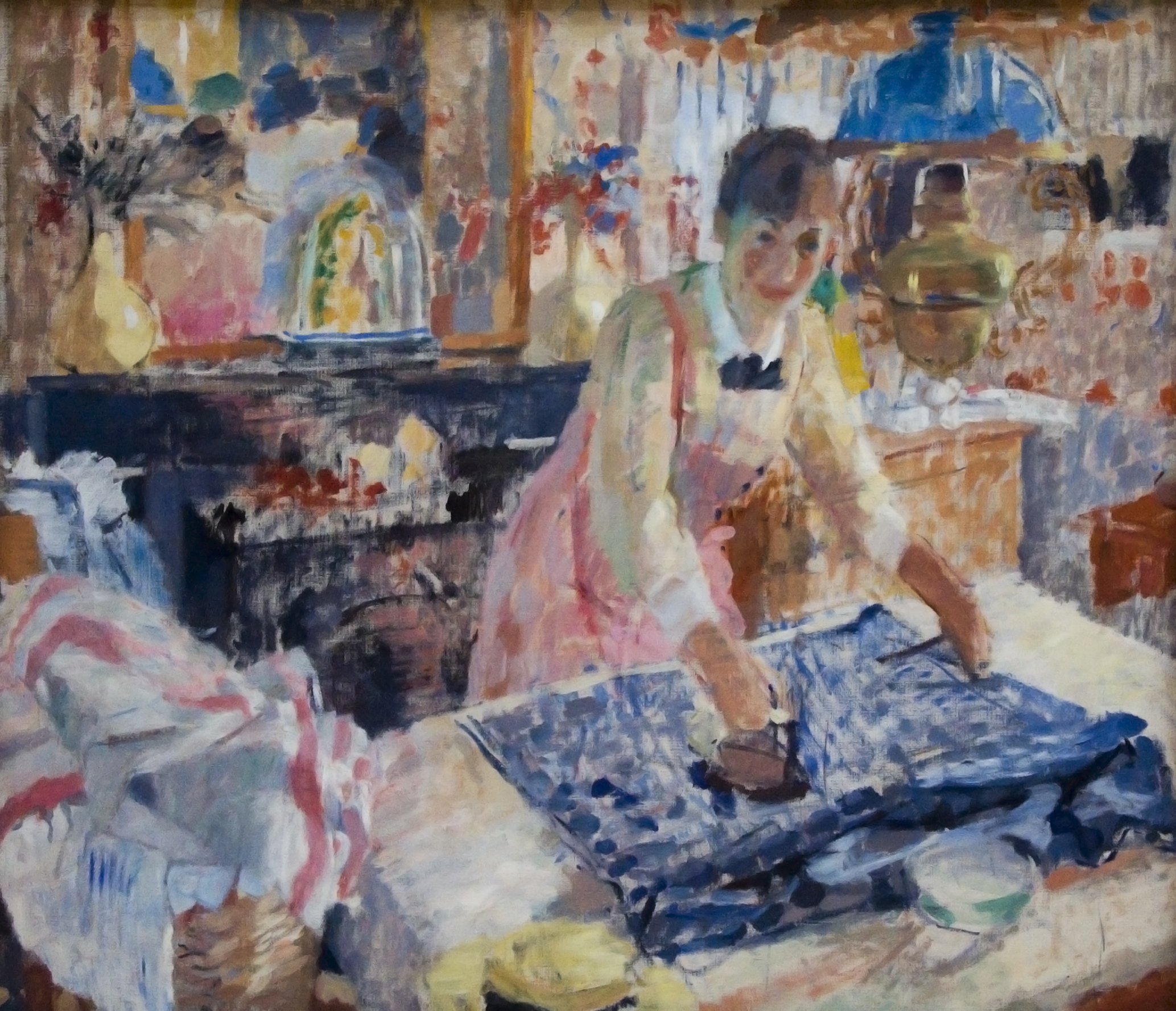
Rik Wouters, De strijkster (1912).

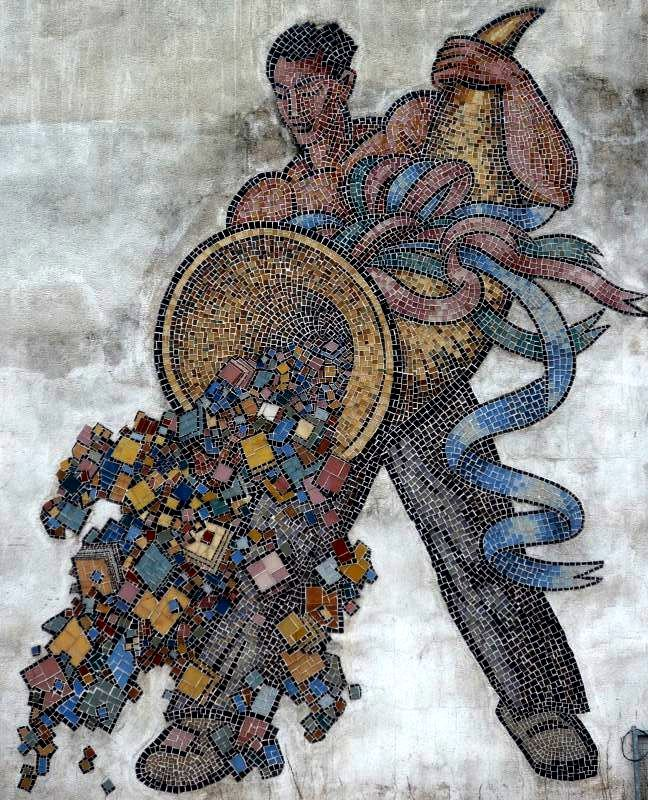
Frans Masereel, "Das Füllhorn" (De hoorn des overvloeds).

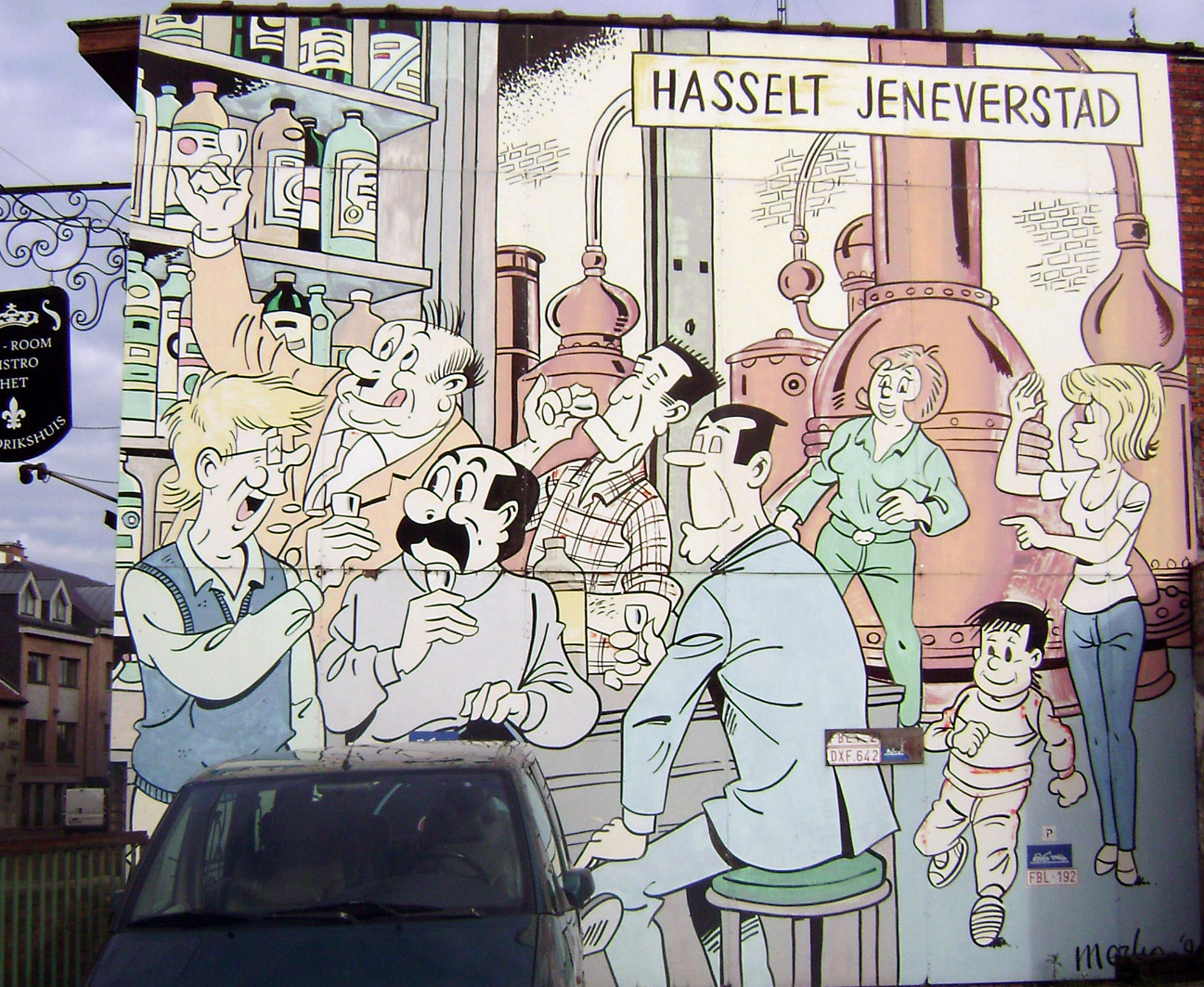
De Kiekeboes muurschildering in Hasselt, 1996

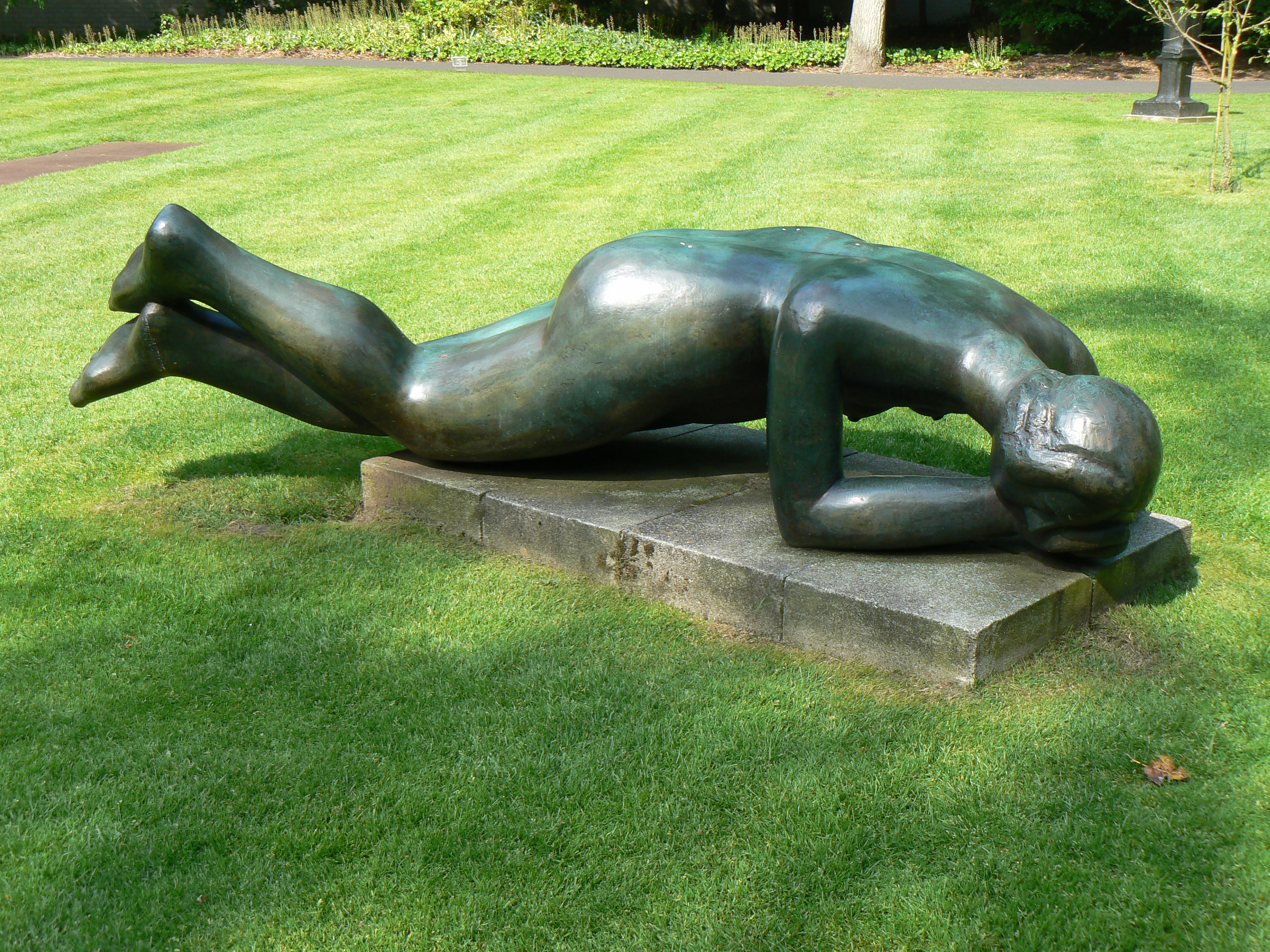
Niobe van Constant Permeke in het Beeldenpark van het Kröller-Müller Museum.

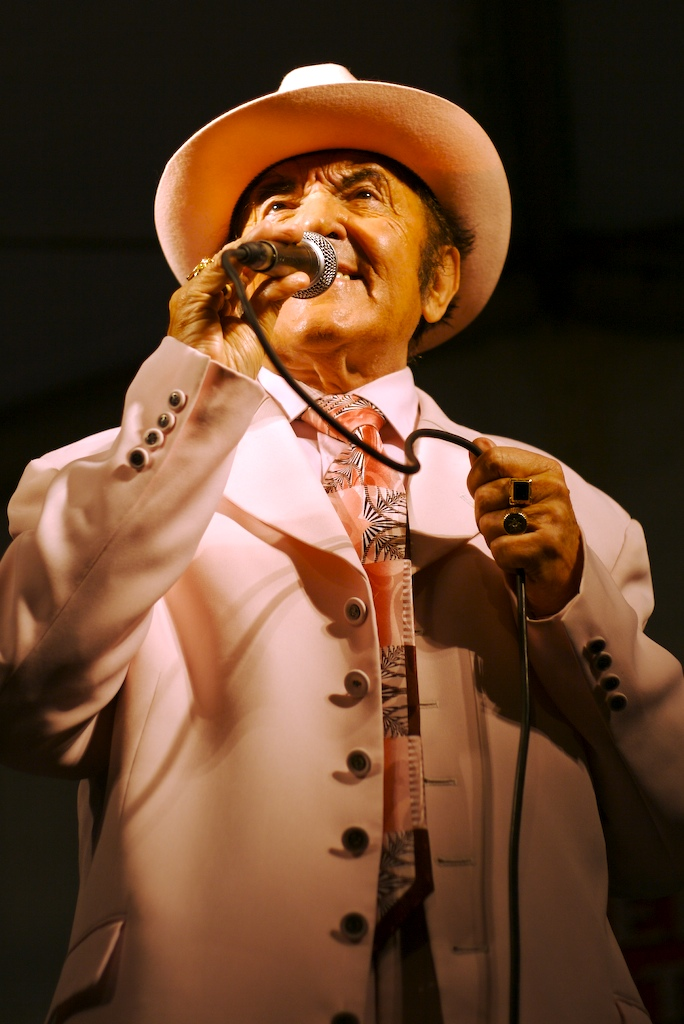
Eddy Wally, The Voice of Europe in 2008

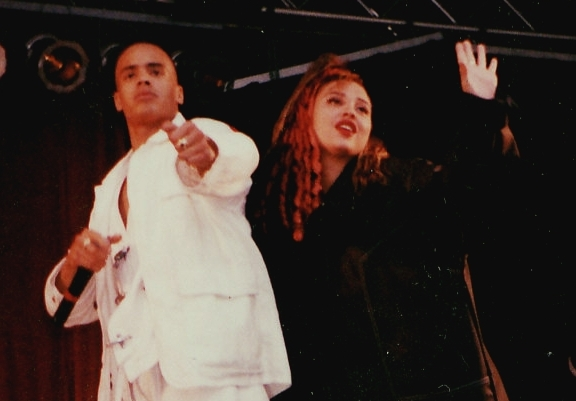
2 Unlimited (Ray Slijngaard en Anita Doth) tijdens een optreden in 1994.

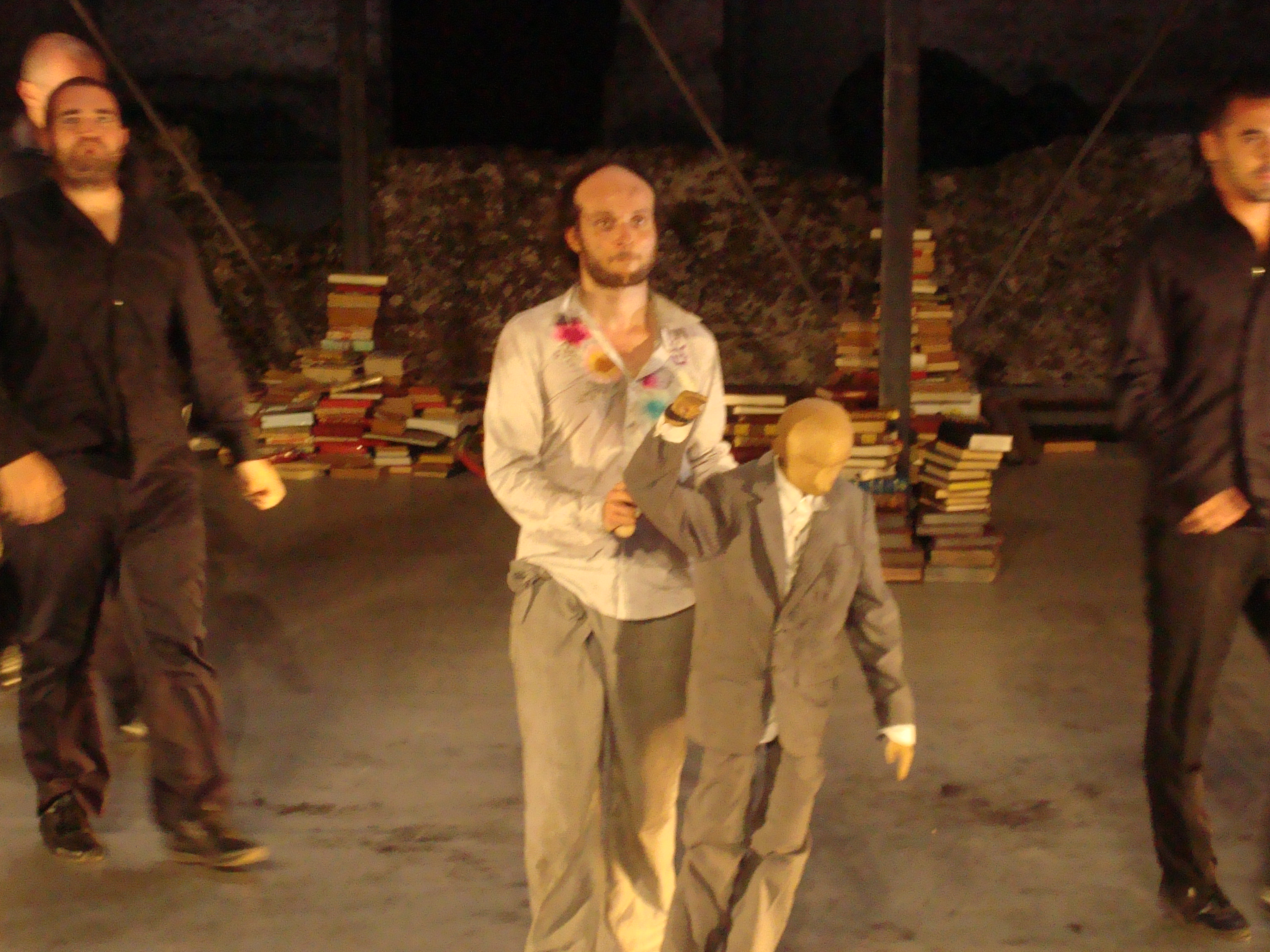
Sidi Larbi Cherkaoui (2009).

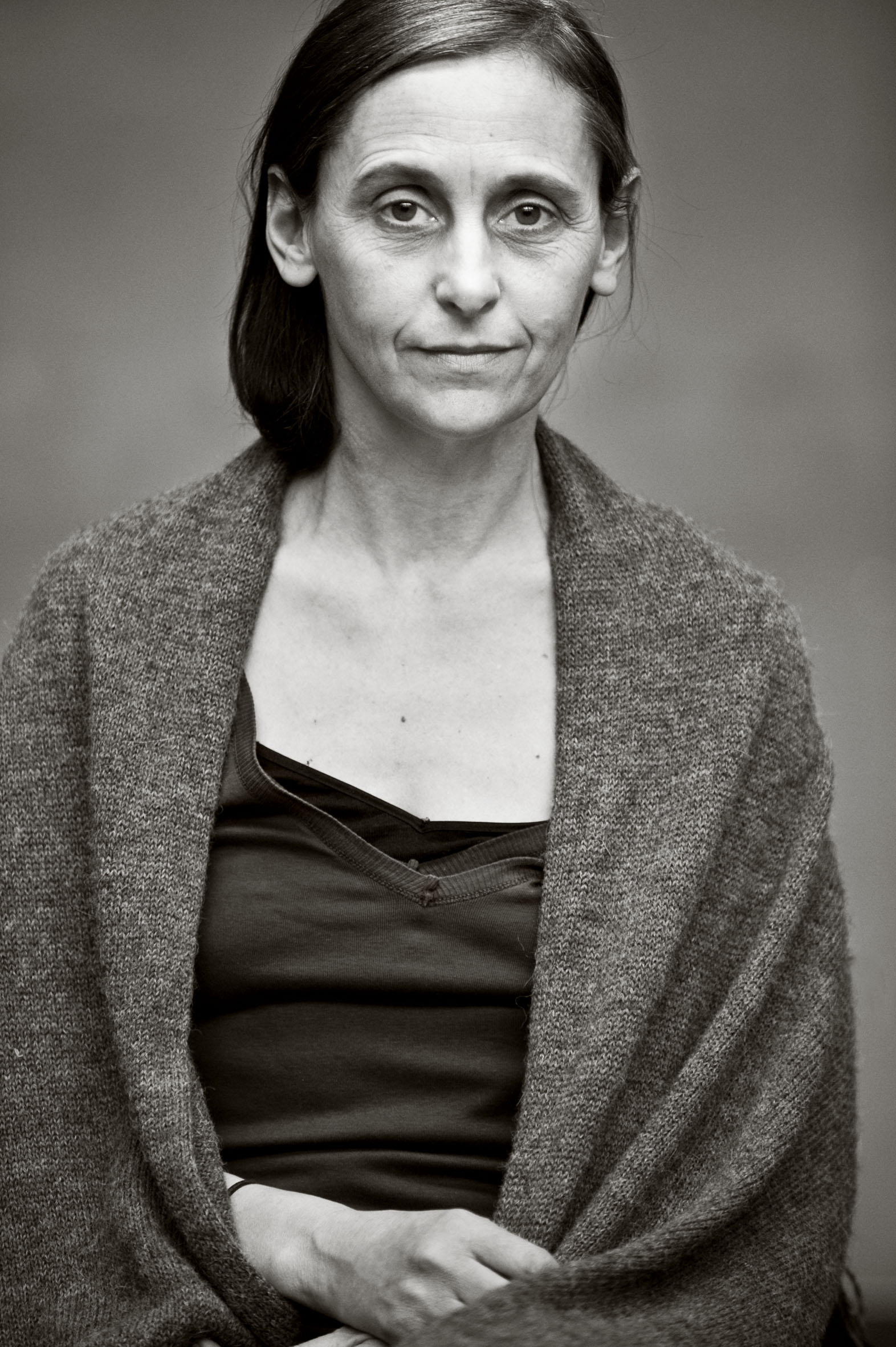
Anne Teresa De Keersmaeker, 2011

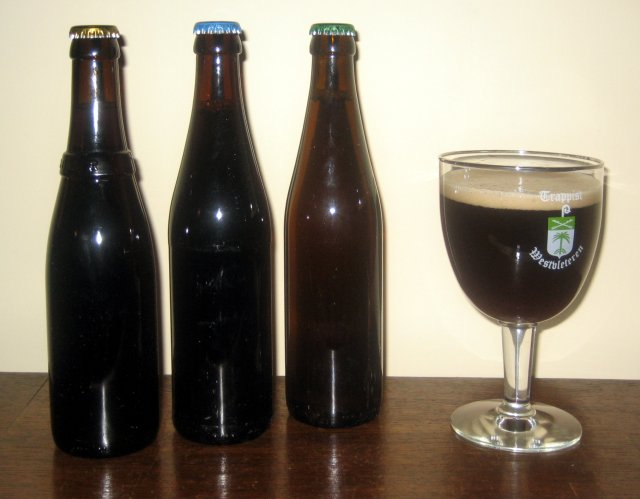
Westvleteren, dat het beste bier van de wereld wordt genoemd

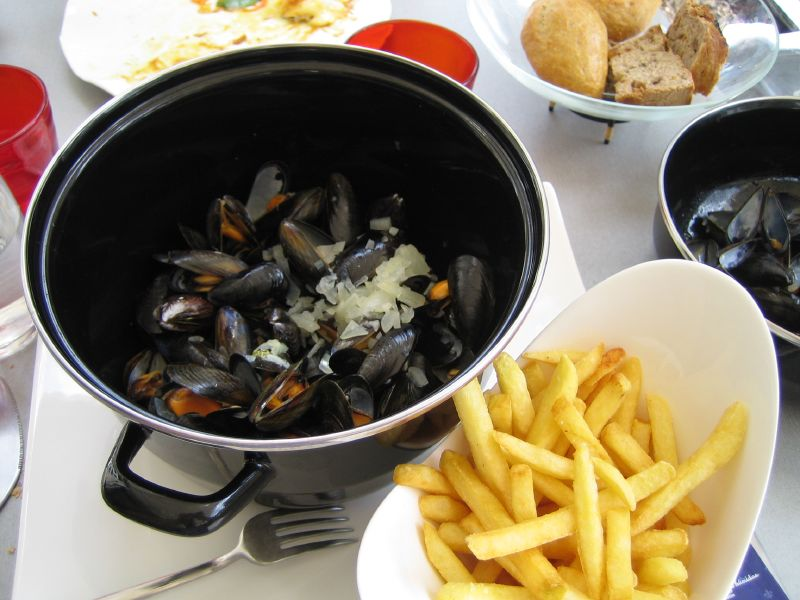
Mosselen met friet

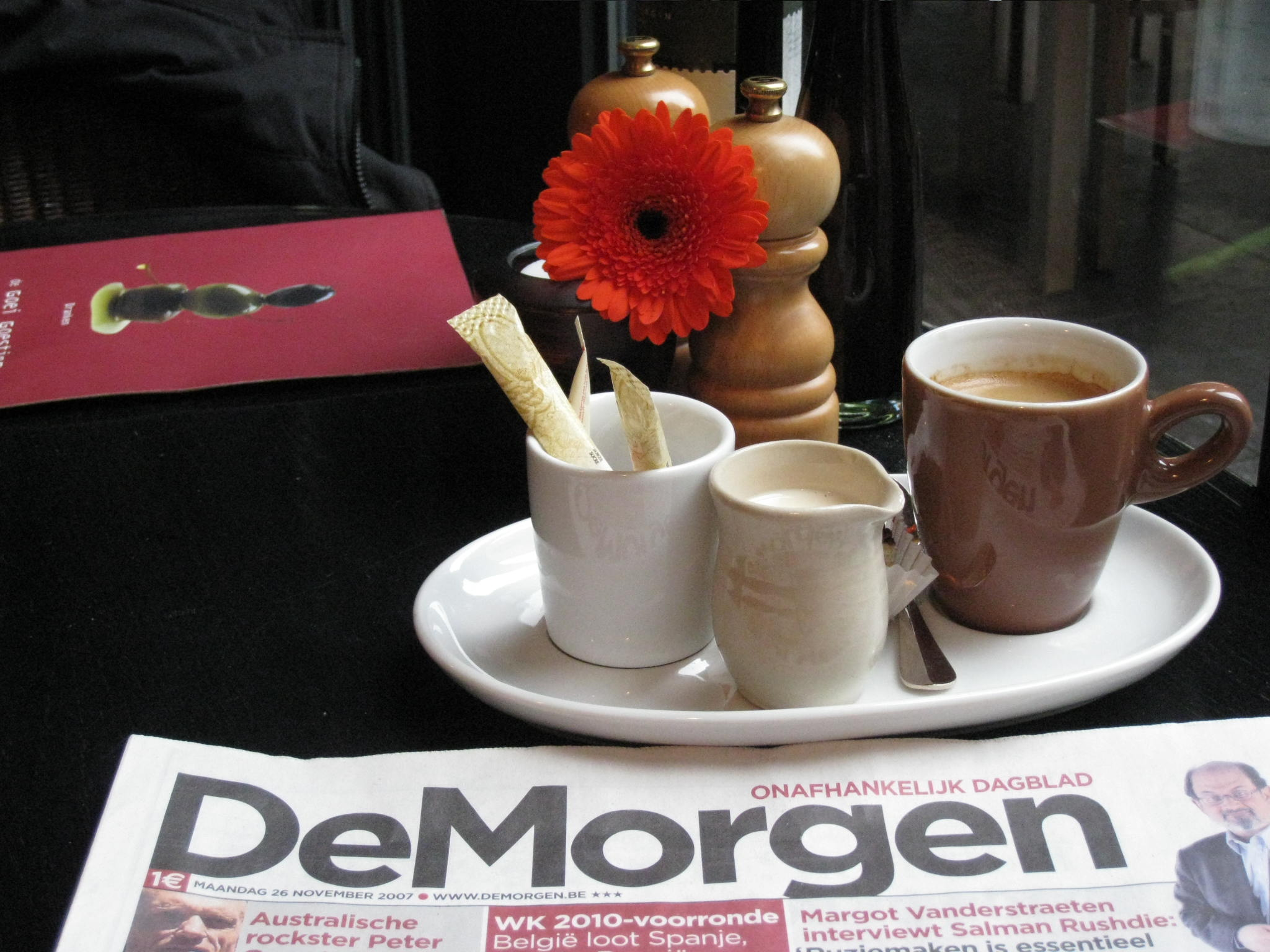
De Morgen bij de koffie, 2007

De officiële taal van Vlaanderen is het Nederlands, dat er overal wordt gesproken. Toch is de taalsituatie in Vlaanderen behoorlijk ingewikkeld. Vlaanderen in zijn hoedanigheid van Vlaams Gewest beslaat enkel het Nederlandse taalgebied; in zijn hoedanigheid van Vlaamse Gemeenschap hoort daar echter het tweetalige gebied Brussel-Hoofdstad bij. De officiële talen van Brussel zijn het Nederlands en het Frans; door de verfransing van Brussel is het Frans er echter de dominante taal geworden.
Bovendien bestaat er in twaalf gemeenten van het Vlaams Gewest, de faciliteitengemeenten, een bijzondere taalregeling. Zo kan de burger er aan het loket van het gemeentehuis in het Frans terecht, en zijn de straatnamen tweetalig. Er moet hierbij een onderscheid gemaakt worden tussen de zes taalgrensgemeenten Bever, Herstappe, Mesen, Ronse, Spiere-Helkijn en Voeren, en de zes randgemeenten in de Vlaamse Rand, Drogenbos, Linkebeek, Wemmel, Sint-Genesius-Rode, Kraainem en Wezembeek-Oppem.
De taalregeling kan verschillen van gemeente tot gemeente. Zo mag alleen in Ronse secundair onderwijs ook in het Frans gegeven worden, omdat dat ook al voor de vastlegging van de taalgrens gebeurde. Ook mogen authentieke akten in Drogenbos, Kraainem, Linkebeek en Wemmel zowel in het Nederlands als in het Frans worden opgesteld; in Sint-Genesius-Rode en Wezembeek-Oppem echter alleen maar in het Nederlands.
Faciliteiten bestaan echter alleen op gemeentelijk vlak; de Vlaamse Gemeenschap en de vijf Vlaamse provincies zijn alle eentalig Nederlands.
In Brussel-Halle-Vilvoorde is de wettelijke taalregeling zeer complex. Het gebied omvat het tweetalige Brussels Hoofdstedelijk Gewest en het officieel eentalige Arrondissement Halle-Vilvoorde. In de kieswetgeving (zie Brussel-Halle-Vilvoorde) en in de wetgeving op vlak van justitie (zie Gerechtelijk arrondissement Brussel) is momenteel  een andere regeling voor Halle-Vilvoorde opgenomen dan voor het overige gedeelte van het Vlaams Gewest.
Aan andere talen dan het Nederlands en het Frans wordt geen bijzondere positie toegekend. In de praktijk kent de bevolking goed Engels en in mindere mate Duits; het aantal autochtone Engels- en Duitstaligen is echter niet groot. Door migranten wordt, naast Nederlands vooral Frans, Turks, Italiaans en Arabisch gesproken.
De huidige taalgrens is vastgelegd in 1962. Daarvóór was er een systeem van talentellingen, waardoor gemeenten konden veranderen van taalregime. Het wijzigen van de taalgrens is tegenwoordig alleen maar mogelijk met een wet die in elke taalgroep van elke Kamer met meerderheid van stemmen moet worden aangenomen. Bovendien dient daarbij de meerderheid van de leden van elke taalgroep aanwezig te zijn en moet het totaal van de ja-stemmen in beide taalgroepen minstens twee derde van de uitgebrachte stemmen uitmaken. Een dergelijke wet is nog nooit aangenomen.

### Identiteit
Vlamingen zijn geen duidelijk te onderscheiden volk in etnische zin, maar zijn de afstammelingen van vele verschillende volkeren zoals de Kelten (circa 7e eeuw v.Chr. – 3e eeuw n.Chr.), en later Germanen (circa 4e eeuw – 7e eeuw) waaronder de Salische Franken die op uitnodiging van de Romeinen zich in de Vlaamse streken vestigden. Ook in recente tijden komen nog veel migranten naar Vlaanderen die bijdragen aan de culturele en etnische diversiteit van de Vlamingen. Als grootste gemene deler van de tegenwoordige Vlamingen kan men wellicht zeggen dat ze als dagelijkse taal Nederlands spreken.
De definitie van Vlaming is ook niet steeds dezelfde geweest. Tijdens de Guldensporenslag in 1302 werden enkel de inwoners van het Graafschap Vlaanderen Vlamingen genoemd. In het hertogdom Brabant was men toen alleen Brabander. De Goede Steden in het Nederlandstalige deel van het Prinsbisdom Luik, ongeveer de huidige Belgische provincie Limburg, werden toen ook Dietse Steden genoemd.

### Symbolen

#### Vlag
De Vlaamse vlag, meestal de "Vlaamse Leeuw" of de "leeuwenvlag" genoemd, is de vlag van de Vlaamse Gemeenschap en het Vlaams Gewest. De vlag is geel, met centraal een zwarte leeuw. De leeuw wordt op zijn achterpoten staand en klauwend afgebeeld, met het gezicht heraldisch naar rechts (links voor de toeschouwer). De rode tong en rode klauwen van de leeuw zijn essentieel voor de officiële vlag. De hoogte-breedteverhouding van de vlag is 2:3. Deze vlag werd officieel aangenomen als vlag van de Raad voor de Nederlandse Cultuurgemeenschap in 1973, en later, in 1985, als vlag van de Vlaamse Gemeenschap. In 1990 kreeg ook het wapenschild de status van officieel symbool. Voorts gebruikt de Vlaamse Overheid een gestileerde versie van de vlag als logo, deze was eveneens geel met centraal een naar links kijkende zwarte leeuw. In 2013 veranderde dit naar een gestileerd leeuwenhoofd dat de toeschouwer recht aankijkt.

#### Volkslied
De Vlaamse Leeuw is sinds 1985 het officiële volkslied van Vlaanderen (aanvankelijk de Vlaamse Gemeenschap). De tekst werd in juli 1847 geschreven door Hippoliet Van Peene en getoonzet door Karel Miry. De toneelschrijver Van Peene liet zich duidelijk inspireren door de gelijknamige roman van Hendrik Conscience eenderzijds en door het populaire Duitse strijdlied "Rheinlied (Sie sollen ihn nicht haben, den freien deutschen Rhein…)" van Nikolaus Becker anderzijds. De componist Miry liet zich van zijn kant dan weer beïnvloeden door Robert Schumans "Sonntag am Rhein".

#### Hoofdstad
Brussel is de hoofdstad van Vlaanderen. Daar zijn alle 'hoofdstedelijke instellingen' van de Vlamingen gevestigd, zoals het Vlaams Parlement en de Vlaamse regering.
De keuze voor Brussel was een unanieme keuze van de volksvertegenwoordiging van de Vlaamse Gemeenschap toen deze opgericht werd. Onmiddellijk daarbij nam deze ook, unaniem, alle bevoegdheden over van het Vlaams Gewest. De volksvertegenwoordiging daarvan is slechts eenmaal samengekomen. Bij die vergadering hief het zichzelf op en droeg al haar bevoegdheden aan de Vlaamse gemeenschap over. De Vlaamse overheid is dus in wezen de overheid van de gemeenschap.
De positie van Brussel is daarbij bijzonder. Het wordt gedeeld door de Vlamingen en de Franstalige Belgen. Hoewel het niet tot het Vlaams Gewest behoort en uitsluitend de Nederlandstalige Brusselaars tot de Vlaamse Gemeenschap behoren, maakt dat dus eigenlijk niets uit. Het is de Vlaamse Gemeenschap die instellingen en een hoofdstad heeft en niet het Vlaams Gewest. Tezamen met de omliggende gemeenten vormt het een eigen gewest, met name het Brussels Hoofdstedelijk Gewest. De stad is deels gekozen om emotionele redenen, als statement van het Vlaamse karakter van de stad en deels vanwege haar uitgebreide faciliteiten. De ambtswoning van de Vlaamse minister-president en tevens de officiële ontvangstruimte van de Vlaamse regering is het Hotel Errera. De regeringszetel van de Vlaamse regering is gelegen op het Martelarenplein en het Vlaams Parlementsgebouw ligt op de hoek van de Hertogsstraat en de Drukpersstraat.

#### Feestdag van Vlaanderen
De Feestdag van Vlaanderen wordt gevierd op 11 juli sinds 1973. Op deze dag wordt de Guldensporenslag herdacht. Tijdens deze veldslag uit 1302 werd het Franse staande leger verslagen door een burgerleger uit het Graafschap Vlaanderen.

### Kunst

#### Beeldende kunst

##### Schilderkunst
De schilderkunst in Vlaanderen begon in de vorm van middeleeuwse miniaturen gemaakt door monniken in talloze kloosters. De schilder- en tekenkunst als zelfstandige kunstvorm nam in Vlaanderen een aanvang omstreeks de 15e eeuw, met de Vlaamse Primitieven. Hoewel niet alle kunstenaars die tot deze periode in de schilderkunst gerekend worden Vlamingen (binnen de huidige territoriale grenzen) waren, hebben de meesten onder hen minstens een belangrijke periode van hun leven doorgebracht in deze regio. De bekendste Vlaamse Primitieven waren Robert Campin, Rogier van der Weyden, Jan en Hubert van Eyck, Dirk Bouts, Gerard David, Hans Memling en Hugo van der Goes.
Doordat tal van Vlaamse schilders in de 16e eeuw naar Italië reisden, werden zij beïnvloed door de Italiaanse renaissance. Toch werd er niet zomaar geïmiteerd, maar trad er een mengvorm op waarbij de lokale tradities, zoals het veelvuldige gebruik van allegorieën, behouden bleven en de recente innovaties uit Italië geïntegreerd werden. De belangrijkste vertegenwoordigers uit deze periode zijn Pieter Coecke van Aelst, Pieter Breughel de Oude, Jan Gossaert, Frans Floris en Adriaen Isenbrandt.

Na het Beleg van Antwerpen (1584-1585) bleef Vlaanderen onder Spaans bewind en raakte het gescheiden van de Nederlandse Republiek. Hoewel heel wat kunstenaars de strijd en chaos in de Spaanse Nederlanden ontvluchtten, floreerde de Vlaamse barokschilderkunst in Antwerpen, meer bepaald de Antwerpse School, met onder meer Peter Paul Rubens, Anthony van Dyck, David Teniers I en II, de oude en de jonge Jan Brueghel, Clara Peeters, Michiel Sweerts en Jacob Jordaens als belangrijkste exponenten. Na de Tachtigjarige Oorlog verbleekte het belang van de Vlaamse kunst. Desondanks bracht de 17e eeuw een bescheiden heropleving met landschapschilders als Jan Siberechts, Hendrik van Steenwijk de Jongere, Willem Van Haecht en stillevenschilder Jan Davidsz. de Heem. In de 18e eeuw zette deze heropleving zich door met romantici als David De Noter, Jan-Jozef Horemans de Jonge, Joseph Benoît Suvée, Fredrik Marinus Kruseman en Petrus van Schendel.
Na de onafhankelijkheid van België in 1830 kende de schilderkunst een heropbloei. Deze zet zich in met Gustaaf Wappers. Andere meesters die zich rond deze periode in de Vlaamse contreien bezighielden met historieschilderkunst waren Adèle Kindt en Henri Leys. In de portretschilderkunst maakten Antoine Wiertz en Nicaise de Keyser naam. Het was echter wachten tot het aanbreken van het realisme vooraleer zich een nieuwe hoogperiode manifesteerde met schilders als Charles Degroux, Henri de Braekeleer en Alfred Stevens. Ook tijdens het impressionisme zette deze tendens zich verder met vertegenwoordigers als James Ensor, Henri Evenepoel en de pointillisten Alfred William Finch, George Lemmen en Theo van Rysselberghe. Omstreeks 1886 maakte het symbolisme furore en bracht het vermaarde schilders als Léon Frederic, Fernand Khnopff, Xavier Mellery en Léon Spilliaert in de ban van het raadsel en de droom. Ook de schilders van de Latemse Scholen lieten zich verleiden door het symbolisme, hun belangrijkste vertegenwoordiger is de Gentse Mechelaar Gustave Van de Woestyne. Omstreeks het begin van de 20e eeuw maakte het Brabants fauvisme opgang met de werken van Edgard Tytgat en Rik Wouters, het futurisme met de schilderijen van Jules Schmalzigauw en het expressionisme met de werken van Albert Servaes, Jakob Smits, Eugène Laermans, Gustave de Smet, Constant Permeke en Frits van den Berghe. Tijdens het interbellum kwam de abstracte schilderkunst in zwang met bekende werken van Georges Vantongerloo, Michel Seuphor, Jozef Peeters en Floris Jespers als gevolg. Een andere stroming die rond deze periode opgang maakte, was het surrealisme met als belangrijkste vertegenwoordigers de Brusselaars René Magritte en Paul Delvaux. In de jaren vijftig van de 20e eeuw vond er een schilderkunstige explosie plaats onder invloed van de Cobra en de Situationistische Internationale. Bekende schilders uit deze periode zijn Pierre Alechinsky, Maurice Wyckaert, Antoine Mortier, Eglebert van Anderlecht, Jef Verheyen en Walter Leblanc. In de jaren zestig komt er een Vlaamse versie van de popart tot stand door onder meer Evelyne Axel en komt ook het figuratisme op de voorgrond met werken van Roger Raveel en Raoul De Keyser. Marcel Broodtaers en Panamarenko zijn de belangrijkste naoorlogse kunstenaars. De belangrijkste hedendaagse schilders zijn Jan Cox, Walter Swennen, Philippe van Snick, Fred Bervoets, Luc Tuymans, Guy Van Bossche, Michaël Borremans, Sam Dillemans en Joris Ghekiere.

##### Grafiek
De grafiek of drukkunst neemt een aanvang in Vlaanderen omstreeks de 17e eeuw met de opkomst van de boekdrukkunst en de oprichting van drukateliers zoals dat van Christoffel Plantijn te Antwerpen. Deze evolutie laat zijn invloed gelden en ook tal van kunstenaars besluiten gebruik te maken van de nieuwe technologie. Er ontstonden dan ook verschillende disciplines, zoals diepdruk (ook wel etsen genoemd) met als belangrijkste Vlaamse vertegenwoordigers Jules De Bruycker en James Ensor. De houtsnedekunst met als belangrijkste vertegenwoordigers Jozef Cantré, Frans Masereel, Henri Van Straten, Joris Minne, Charles Doudelet en Gustave Van de Woestijne. De lithografie met als belangrijkste vertegenwoordiger in Vlaanderen Henri Cassiers. Daarnaast zijn er nog tal van Vlaamse tekenaars van cartoons, beeldverhalen en strips die gebruikmaken van druktechnieken. De bekendste onder hen zijn Willy Vandersteen (onder andere Suske en Wiske en De Rode Ridder), Marc Sleen (onder andere Nero), Jan Bosschaert (onder andere Sam), Kamagurka (onder andere cartoons voor Humo), Jef Nys (onder andere Jommeke) en Merho (onder andere De Kiekeboes). Ten slotte wordt ook de fotografie bij de grafiek ingedeeld. Een van de bekendste hedendaagse Vlaamse fotografiekunstenaars is Danny Matthys.

##### Beeldhouwkunst
De bekendste Vlaamse beeldhouwers en -snijders waren onder anderen Jan Borreman en Passchier Borreman tijdens de gotiek, Rombout Verhulst tijdens de barok en Louis Royer tijdens het classicisme. Onder invloed van Constant Permeke brak het expressionisme uit in Vlaanderen en later kende het Brabants fauvisme succes met Rik Wouters. Het surrealisme werd in Vlaanderen vertegenwoordigd door Roel D'Haese en Octave Landuyt, George Grard tijdens het realisme en het symbolisme door Fernand Khnopff en George Minne. Bekende hedendaagse beeldhouwers zijn Geo Verbanck, Hubert Minnebo, Rik Poot, Panamarenko, Jan Fabre en Wim Delvoye.

##### Tapijtkunst
De oudste Vlaamse wandtapijten dateren uit de 13e eeuw. De belangrijkste productiecentra waren toen Doornik (nu in Wallonië) en Atrecht (nu in Frankrijk). Deze twee centra kregen in de 15e eeuw heel wat opdrachten van de Bourgondische hertogen. In de 14e eeuw werden er ook reeds wandtapijten gemaakt in Brugge, Oudenaarde, Geraardsbergen, Edingen en Gent. In de 16e eeuw werden Brussel, Mechelen en Antwerpen belangrijk. Antwerpen ging zorgen voor de verspreiding over de rest van Europa. In Oudenaarde werkten meer dan 12.000 personen in deze industrietak; in Brussel circa een kwart van de bevolking, ongeveer 15.000 personen. Vlaanderen was het centrum van de Europese wandtapijtenproductie geworden. De katholieke koningen, Margaretha van Oostenrijk, Maria van Hongarije als Karel V behoren tot de grootste verzamelaars van wandtapijten.

Keizer Karel V was een echte mecenas voor de wandtapijtenindustrie. Hij gaf ter gelegenheid van zijn kroning in Aken de opdracht voor de negen imposante wandtapijten ‘Los Honores’. Die stelden verschillende deugden voor, die een goed heerser moest in acht nemen. Keizer Karel was bijzonder gehecht aan die tapijten. Ze reisden overal met hem mee om hem te herinneren aan de kwaliteiten die van hem verlangd werden.

 Aan het einde van de 16e eeuw verschoof de aandacht naar Parijs, Aubusson en de Noordelijke Nederlanden. Door de opkomst van het goedkopere behang in de 18e eeuw kwam de wandtapijtindustrie in de problemen. Maria Theresia heeft nog geprobeerd de Brusselse tapijtindustrie overeind te houden door regelmatige aankopen, die zij dan als "relatiegeschenk" weggaf, maar aan het einde van de 18e eeuw was er in de stad geen weverij meer over.

De rijke materialen zijn de reden waarom veel wandtapijten de Franse Revolutie niet overleefden. Ze werden vernield omdat men de zilver- en gouddraad recupereerde. Ook voor de weverijen waren de immense dure tapijten niet altijd een zegen. Sommige weefateliers gingen failliet omdat ze jaren werkten aan een reeks, waarvoor ze een ontoereikend voorschot kregen.

Oudenaardse wandtapijten waren gedurende meer dan 400 jaar het voornaamste luxe-exportproduct van Oudenaarde en hadden een afzet over de hele wereld. De stad nam van de 15e tot de 18e eeuw een belangrijk aandeel van de productie van verdures voor haar rekening. De grootste bloei was in de 16e eeuw. De Oudenaardse wandtapijten zijn meestal getekend met een brilletje. Een van de meest fameuze producties was De werken van Hercules, maar het is vanwege de verdures dat Oudenaarde zijn populariteit kreeg.
De grootste collectie Vlaamse wandtapijten is in het bezit van de Spaanse Kroon. In de collectie bevinden zich ruim acht kilometer Vlaamse wandtapijten. Voor het huwelijk van Felipe werden tachtig grote tapijten uit de reserve gehaald om het Koninklijk Paleis te versieren, slechts een klein deeltje van de wereldberoemde collectie. Een zeer bekende reeks is Handelingen der Apostelen, uitgevoerd door Pieter van Edingen naar kartons ontworpen door Rafaël en bestemd voor de Sixtijnse Kapel. Momenteel in het bezit van het Vaticaan. Ook Pieter Paul Rubens maakte ontwerpen voor wandtapijten, voorbeelden hiervan zijn te vinden in de Dom van Keulen, het klooster Las Descalzas Reales te Madrid en in het kasteel Heeze. Daarnaast herbergt ook het Wandtapijtenmuseum in het stadhuis van Oudenaarde een belangrijke collectie. Ontwerpen van Rubens zijn te zien in Kasteel Heeze.

##### Cinematografie
De vijf succesvolste Vlaamse films waren Loft van regisseur Erik Van Looy uit 2008 (1.186.071 bezoekers), Koko Flanel van Stijn Coninx uit 1990 (met 1.082.000 bezoekers), Hector eveneens van Stijn Coninx uit 1987 (933.000 bezoekers), Daens wederom van Stijn Coninx uit 1993 (848.000 bezoekers) en ten slotte De Zaak Alzheimer van Erik Van Looy (750.000 bezoekers).
De eerste Vlaamse film was De Storm Des Levens uit 1919 van Jan De Schuyter. Andere bekende Vlaamse films waren onder andere De Witte ('34) van Jan Vanderheyden, Baas Gansendonck ('45) van Gaston Ariën, Meeuwen sterven in de haven ('55) en Het afscheid ('66) van Roland Verhavert, Mira ('71) van Fons Rademakers, De Witte van Sichem ('80) van Robbe De Hert, Brussels by Night ('83) van Marc Didden, De Paniekzaaiers ('86) van Patrick Lebon, Crazy Love ('87) van Dominique Deruddere, Ad Fundum ('93) van Erik Van Looy, Max ('94) van Freddy Coppens, Oesje! ('97) van Ludo Cox, Pauline & Paulette (2001) van Lieven Debrauwer, Kassablanka ('02) van Guy Lee Thys en Ivan Boeckmans, Steve + Sky ('04) van Felix Van Groeningen, Ben X ('07) van Nic Balthazar, Aanrijding in Moscou ('08) van Christophe Van Rompaey, De Helaasheid der dingen (2009) van Felix Van Groeningen, Dossier K ('09) en Zot van A. ('10) van Jan Verheyen en Rundskop ('11) van Michaël R. Roskam.
Veruit de bekendste Vlaamse (Brusselse) acteur is Jean-Claude Van Damme, die acteerde in Bloodsport (1988), Universal Soldier ('92) en Street Fighter ('94). Andere bekende Vlaamse filmacteurs zijn onder meer Antje De Boeck, Jan Decleir, Michael Pas, Urbanus, Filip Peeters, Eric Clerckx, Hilde Van Mieghem, Dora van der Groen en Ann Petersen.

##### Televisie
Een van de allereerste Vlamingen op televisie was Willy Lustenhouwer, die optrad op de Franse tv op een ogenblik dat er nog geen sprake was van dit medium in Vlaanderen. De eerste televisieavond van het toenmalig NIR (de huidige VRT) ging op 31 oktober 1953 de ether in. Sinds de lancering groeide dit medium uit tot de populairste vorm van recreatie in Vlaanderen. Vele programma's genoten dan ook een immense populariteit bij de kijkers en groeiden uit tot kijkcijferkanonnen. Het eerste programma was een tv-spel met Gaston Vandermeulen, Robert Marcel en Paula Sémer. In het eerste jaar wordt gemiddeld twaalf uur per week uitgezonden, of ongeveer twee en een half uur uitzendingen per avond. De eerste televisiepresentatrices zijn laatstgenoemde, Terry Van Ginderen en Nora Steyaert en de eerste weerman is Armand Pien. Alle uitzendingen in deze beginperiode gebeurde vanuit studio 6 in het radiogebouw aan het Flageyplein. De televisie brengt algauw een eerste communautaire spanning teweeg. Zo werd er druk gediscussieerd tussen Nederlandstaligen en Franstaligen over wie over welk kanaal zou uitzenden. De eerste televisieantenne was geplaatst op het Brusselse Justitiepaleis. De Eerste Vlaamse ster was Régine Clauwaert. Ze werd populair met programma's als Tienerklanken, Interland en Zuid-Noord dat ze samen met Koos Postema presenteerde. Ander populaire televisiefiguren uit deze periode waren de grootste showpresentator en quizmaster Toni Corsari (onder andere 100.000 of niets, De Muziekkampioen en Eén tegen allen) en kinderheld Nonkel Bob (Bob Davidse). Hij presenteerde het eerste jeugduur op de Vlaamse televisie onder de naam Kom toch eens kijken en was actief van 1955 tot 1985. Eveneens in 1955 kwam Schipper naast Mathilde op de Vlaamse buis. Het programma zou lopen tot 1963 en uitgroeien tot een van de grootste klassiekers op de Vlaamse televisie. Vanaf de jaren zestig maakt Willy Lustenhouwer de overstap naar televisie en werkt hij mee aan tal van spel- en ontspanningsprogramma's zoals Spel zonder grenzen en Waag je kans op de Vlaamse televisie. In het genre fictie scoort "De vorstinnen van Brugge" omstreeks 1972. Vanaf 1989 krijgt de toenmalige BRT concurrentie van het eerste commerciële televisiestation in Vlaanderen (VTM) en in 1995 komt daar een tweede speler (VT4) bij. De allerpopulairste Vlaamse televisiereeks was F.C. De Kampioenen waar ± 1.500.000 mensen gedurende 21 seizoenen naar keken.

#### Podiumkunsten

##### Muziek
Vlaamse muziek wordt vaak gelijkgesteld aan Schlagers, toch heeft deze regio heel wat meer te bieden. Zo kende de Vlaamse muziek een summum omstreeks de 15e en 16e eeuw met de Franco-Vlaamse School, een stijlrichting van polyfone vocale muziek. Aangezien de toenmalige landsgrenzen enige vergelijking met de landsgrenzen vandaag niet geheel plegen te doorstaan, kan de naam van de stijlrichting voor enige verwarring zorgen. Met zekerheid kan gezegd worden dat volgende componisten minstens een belangrijke periode van hun leven doorbrachten in wat tegenwoordig Vlaanderen genoemd wordt: Antoine Busnois, Hayne van Ghizeghem, Alexander Agricola, Jacobus Barbireau, Johannes Ghiselin en Heinrich Isaac. Vlaanderen kent ook een rijke geschiedenis aan volksmuziek, dit van zowel historische als hedendaagse volksmuziek zoals Laïs en Kadril. 
De bestverkopende Vlaamse groep/artiest wereldwijd is 2 Unlimited met meer dan 20 miljoen stuks, gevolgd door Rocco Granata (17 miljoen), Technotronic (14 miljoen), Helmut Lotti (13,3 miljoen) en Vaya Con Dios (10,5 miljoen). Kvraagetaan (2007) van de Fixkes is het nummer dat het langst (16 weken) de nummer 1-positie innam van de Ultratop 50, daarnaast is het eveneens het langst in die lijst verblijvende Vlaamse nummer. Andere belangrijke en invloedrijke Vlaamse muzikanten zijn: Toots Thielemans, dEUS, Front 242, Think of One, Raymond van het Groenewoud, Eddy Wally, Willy Sommers, Laura Lynn, Axelle Red, Arno, TC Matic en The Pebbles.
Vlaanderen telt veel muziekfestivals in de meest diverse genres. Een van de bekendste festivals is Tomorrowland, gevolgd door Rock Werchter, dat voor het eerst georganiseerd werd in 1974 en gemiddeld 300.000 bezoekers trekt gespreid over vier dagen. Ook Pukkelpop trekt een groot aantal bezoekers aan, zo waren er 180.000 bezoekers in 2010. Het festival ging voor het eerst door in 1985 en wordt georganiseerd door de Humanistische Jongeren. Beide festivals brengen rockmuziek, Werchter richt zich meer op de populaire rock en Pukkelpop op de ietwat alternatieve muziek. Ook Mano Mundo te Boom, dat voor het eerst doorging in 1994, trekt jaarlijks gemiddeld 80.000 muziekliefhebbers. Het is het grootste gratis festival in Vlaanderen en brengt een mix van wereldmuziek en pop. Daarnaast zijn er nog het 10 dagen durende Gentse Feesten, Graspop Metal Meeting te Dessel, Reggae Geel, Sfinks Wereldmuziekfestival in Boechout, het folkmuziekfestival Dranouter, I Love Techno te Gent en Cactusfestival in Brugge. De belangrijkste muziekclubs zijn Fuse (Brussel), Petrol (Antwerpen) en Cactus (Brugge). De belangrijkste concertzalen ten slotte zijn Vorst Nationaal, de Ancienne Belgique, de Gentse Vooruit, de Botanique, BOZAR, het Concertgebouw Brugge, de Vlaamse Opera's van Gent en Antwerpen en de stadsschouwburgen van Antwerpen, Brugge en Kortrijk.
Bekende nummers over Vlaanderen of zijn inwoners zijn Les Flamandes (1959) van Jacques Brel, Vlaanderen m'n land ('69) en 't Is zo goed in Vlaanderen ('77 – eerste vertolking door Marva in '74) van Will Tura, Vlaanderen de Leeuw ('84) van Willy Sommers, Vlaanderen ('82) van Paul van Vliet, Vlaanderen boven ('90) van Raymond van het Groenewoud & Zijn Vlaamse Mustafa's, Mijn Vlaanderland ('95) van Willem Vermandere en ten slotte Als Vlaanderen feest (2007) van Wim Leys & Bart Herman.

##### Opera, theater en cabaret
Het grootste toneelgezelschap van Vlaanderen is het Toneelhuis, dat zijn thuisbasis heeft in de Bourlaschouwburg te Antwerpen. De artistieke leiding is er in handen van Guy Cassiers die het stadstheater liet uitgroeien tot een totaalbelevenis voor podiumkunsten. Zo wordt er samengewerkt met onder anderen grote namen als Benjamin Verdonck, Bart Meuleman en Abke Haring en maakt de internationaal geroemde choreograaf Sidi Larbi Cherkaoui (onder andere Zero degrees, 2005 met Akram Khan) deel uit van de vaste crew. Het Toneelhuis ontstond uit een fusie van de Koninklijke Nederlandse Schouwburg en de Blauwe Maandag Compagnie. Andere bekende gezelschappen zijn het populaire Echt Antwaarps Teater (onder andere Wat doen we met Bompa, 1981) de theatergroep rond Ruud De Ridder, Abattoir Fermé (onder andere Galapagos, 2005) de theatergroep rond onder anderen Charlotte Vandermeersch en Joost Vandecasteele, 't Arsenaal (onder andere Hitler is dood, 2009) de opvolger van het Mechels Miniatuur Teater (MMT) en de theatergroep rond onder anderen Jenny Tanghe, Manu Verreth en Luc Philips. Daarnaast zijn er ook nog de Koninklijke Vlaamse Schouwburg (KVS) te Brussel van onder anderen Raven Ruëll en David Strosberg en ten slotte de NTGent dat huist in de Koninklijke Nederlandse Schouwburg te Gent.
De grondleggers van de Vlaamse stand-upcomedy zijn/waren The Lunatic Comedy Club (gesticht door Stef Vanpoucke die later 123 Comedy Club oprichtte), café Buster aan de Kaasrui in Antwerpen, comedycollectief KAFT van Philip Saelens, boekingskantoor XL Productions, en de Hoegaarden stand-up Tour. Daarnaast wordt ook weleens Geert Hoste als een van de grondlegger van de Vlaamse stand-upcomedy genoemd. Hij trekt reeds sinds 1991 met veel succes door Vlaanderen met zijn politieke conferences. Andere bekende Vlaamse cabaretiers of (stand-up)komieken zijn/waren Suske Henderickx, Jan Theys, Gaston en Leo, Jacques Vermeire, Tim Visterin, Hugo Raspoet, Urbanus, Jacky Lafon, Dirk Denoyelle, Alex Agnew, Walter Baele, Raf Coppens, Wouter Deprez, Philippe Geubels, Wim Helsen, Kommil Foo, Bert Kruismans, Lies Lefever en Nigel Williams.
Ten slotte zijn er nog de twee afdelingen van de Vlaamse Opera, de Koninklijke Opera te Gent en de Koninklijke Vlaamse Opera te Antwerpen die fusioneerden in 1981. In 1698 werd de schouwburg van de handboogschuttersgilde Sint-Sebastiaan aan de Kouter in Gent verbouwd en geschikt gemaakt voor operavoorstellingen. Het gebouw werd ingehuldigd met de opvoering van de opera Thésée van de Franse componist Jean-Baptiste Lully door de groep van Giovanni Paolo Bombarda en Pietro Antonio Fiocco, die in Brussel de Muntschouwburg oprichtten. In 1706 verkreeg Jean-Jacques Quesnot de La Chênée de vergunning om in deze Sint-Sebastiaanschouwburg te spelen. Dit gebouw brandde echter in 1715 af en in 1737 heropgebouwd om 100 jaar later plaats te maken voor het huidige operagebouw. In 1661 openden de Antwerpse Aalmoezeniers de Schouwburgh van de Oude Voetboog op de Grote Markt en vanaf 1682 kon de Antwerpenaar kennis maken met opera. Het gezelschap bracht aanvankelijk vooral opera's van reizende gezelschappen, met een voornamelijk Franstalig, maar occasioneel ook wel Italiaans en Nederlands repertoire. In 1834 verhuisde ze naar de (toen) nieuwe Bourlaschouwburg en werd er ook werk van het Nederlandsch Lyrisch Tooneel opgevoerd (onder anderen Edward Keurvels) en in 1907, neemt dit gezelschap bijna het hele oeuvre in beslag en verhuisde ze naar de huidige locatie. Wanneer de Franse opera's in de Bourlaschouwburg worden opgeheven in 1933, besluit het gezelschap zich ook toe te leggen op buitenlandse opera's.

##### Dans
Vlaamse volksdans werd in het begin van de 20e eeuw erg populair bij en uitgeoefend door de lagere klassen van de maatschappij, in voornamelijk socialistische kringen, maar ook bij onder andere de Vlaamsche Landsbond voor Roomsch-Katholieke Vrouwen en Meisjes. In de periode rond de Tweede Wereldoorlog wordt de volksdans gemonopoliseerd door nationalistische milieus zoals onder andere het Vlaamsch Nationaal Vrouwenverbond (VNVV) en keldert de populariteit ervan bijgevolg vanaf 1945. Een eenvormige definitie van Vlaamse volksdans is moeilijk te geven daar elke streek zijn eigen typerende kenmerken heeft wel maken ze allemaal gebruik van de typische kledij, (Vlaamse) volksmuziek en maakt het vendelzwaaien regelmatig deel uit van de activiteiten. De koepelorganisatie van de volksdans in Vlaanderen is het Vlaams Instituut voor Volksdans en Volksmuziek (VIVO).
Omstreeks de jaren tachtig van de 20e eeuw kende de dans een ware heropleving die een aanvang nam met de voorstellingen van Fase (1982) en Rosas danst Rosas (1983) van Anne Teresa De Keersmaeker. Deze kon hiervoor op mondiale erkenning rekenen. In 1984 maakt Les Ballets C de la B, met sleutelfiguren als Alain Platel, Sidi Larbi Cherkaoui, Koen Augustijnen (vanaf 1991) en Christine De Smedt (vanaf 1990), furore met werken als Bonjour Madame (1993), La Tristeza Complice (1995), Iets op Bach (1999), Allemaal Indiaan (1999), Wolf (2003) en vsprs (2006) . Daarnaast maakte ook Jan Fabre naam met onder andere De macht der theaterlijke dwaasheden (1984) en, enkele jaren later, De Danssecties (1987). Eveneens in 1987 had Wim Vandekeybus het internationaal succes met zijn debuut What the body does not remember (1987). Recent is er de groeiende bijval voor het oeuvre van Alain Platel, wiens voorstelling Bernadetje (1996) in het buitenland erg enthousiast werd onthaalt. Aan dit lijstje dient ook nog de naam van de New Yorkse, maar reeds lange tijd in Brussel werkzame, choreografe Meg Stuart te worden toegevoegd. Veruit het bekendste gezelschap is het Antwerpse Koninklijk Ballet van Vlaanderen dat in 1969 werd opgericht en voornamelijk avondvullende voorstellingen brengt gaande van traditioneel repertoirewerk zoals Don Quichote en Romeo en Julia, tot ingrijpende bewerkingen zoals Het Zwanenmeer van Jan Fabre. Danspunt is het Vlaamse steunpunt voor amateurdans dat officieel erkend werd op 1 januari 2002 als enige disciplinaire organisatie voor amateurdans in Vlaanderen. De organisatie stelt zich tot doel de artistieke kwaliteit van amateurdans in Vlaanderen en Brussel te stimuleren en te ondersteunen.
Sinds de jaren tachtig van de 20e eeuw kwamen de vernieuwingen in de dans (en de internationale bekendheid ervan) enerzijds van de choreografen en makers uit de zogeheten 'Vlaamse Golf', anderzijds kwamen er de laatste decennia meer en meer nieuwe ontwikkelingen in de dans van jonge dansers en choreografen die zich als individuele kunstenaar ontwikkelden. Heel concreet betekent het dat zij niet altijd meer een dansgezelschap oprichten, maar met een productiehuis, een werkplaats of een managementbureau in zee gaan om hun dansproducties te ontwikkelen. Voorbeelden hiervan zijn Pieter Ampe, Ula Sickle, Eleanor Bauer, Benjamin Vandewalle, Liz Kinoshita, Daniel Linehan, Kate Mc Intosh, Charlotte Van Den Eynde, Andros Zins-Browne, Florentina Holzinger & Vincent Riebeek, Radouan Mriziga, Younouss Khoukhou ... Velen van hen studeerden aan P.A.R.T.S., de internationale, gerenommeerde dansschool die Anne Teresa De Keersmaeker oprichtte in Brussel. Zowel het werk van deze makers als van de choreografen uit de Vlaamse Golf, de talrijke huizen die hedendaagse dans en performance tonen en ondersteunen (Kaaitheater, Beursschouwburg, La Raffinerie, Kunstenfestivaldesarts, Kunstenwerkplaats Pianofabriek, HIROS, Caravan, KVS, les Tanneurs ...) en de impact van P.A.R.T.S., zorgden ervoor dat Brussel al jaren bekendstaat als internationale stad van de dans. Ook de ondersteuning van nieuwe initiatieven, kleine projecten van nieuwe jonge dansers en makers, door de overheid (voornamelijk de Vlaamse Gemeenschap) speelt daar nog altijd een belangrijke rol in.

#### Mode
De bloeiperiode van de Vlaamse mode begint tijdens de London Fashion Week van 1981, alwaar de Antwerpse Zes (modeontwerpers Walter Van Beirendonck, Ann Demeulemeester, Dries Van Noten, Dirk Van Saene, Dirk Bikkembergs en Marina Yee) samen een defilé organiseren. Walter Van Beirendonck, Dries Van Noten en Dirk Bikkembergs zullen later doorstoten tot de wereldtop. Andere couturiers die internationale erkenning verwierven waren onder anderen Kaat Tilley, Anna Heylen, Veronique Branquinho, Kris Van Assche, Stijn Helsen, Edouard Vermeulen, Honorine Deschrijver, Olivier Theyskens, Cathy Pill, Murielle Scherre, Nicky Vankets, Raf Simons, An Salens en Joke Houbrechts.
De bekendste Vlaamse topmodellen zijn Hannelore Knuts, die zowat alle grote modeshows liep en de muze is/was van ontwerpers als Jean-Paul Gaultier en Karl Lagerfeld. Anouck Lepere, die algemeen beschouwd wordt tot de top vijf van beste/duurste modellen van de wereld te behoren, werkt momenteel voor MG Models en is het gezicht is van de Japanse cosmeticagigant Shiseido. Astrid Bryan, die "ontdekt" werd tijdens de modellenwedstrijd Elite Model Look, liep onder andere modeshows voor Armani, Gucci en Ralph Lauren. Een ander zeer bekend Vlaams topmodel is Ingrid Seynhaeve, die de modellenwedstrijd Look of the Year van Elite won. Ze werkte mee aan campagnes van merken als Guess, Nivea en Victoria's Secret. Elise Crombez, van haar kant verscheen reeds meer dan tien keer op de cover van zowel de Engelse als de Italiaanse Vogue en is/was onder andere het gezicht van merken als Prada en Helmut Lang. In 2002 was ze een van de vijf meest gevraagde modellen ter wereld. Ook Ingrid Vandebosch die onder andere voor Christian Dior werkte, behoort tot de wereldtop. Zo verscheen ze reeds in modebladen als Marie Claire, Elle, Vogue en Glamour. Ook Jessica Van Der Steen, het huismodel van Victoria's Secret, heeft een gedegen internationale uitstraling. Zo sierde ze reeds tal van covers van modebladen en is ze een vaste waarde in de badpakkenspecial van Sports Illustrated. Ook Marie Vandecaveye liep reeds modeshows voor Prada, Chanel, Fendi en DKNY en was te zien in een campagne voor Chanel. Ellen Petri (Miss België 2004) ten slotte is tot op heden de succesvolste Vlaamse deelneemster van Miss World. Ze won er twee prijzen: de Top Fashion Designer Award voor haar jurk, een creatie van couturier Nicky Vankets, en ook de Miss Cyber Press Award als meest fotogenieke deelneemster. Een van de eerste topmodellen in Vlaanderen was Pascale Naessens die modeshows liep in onder andere Parijs, Milaan en Tokio. Na vijf jaar internationaal modellenwerk gooide ze echter het roer om en werd presentatrice bij VTM. Andere (voornamelijk lokaal) bekende Vlaamse modellen zijn Ann Van Elsen, Brigitta Callens, Véronique De Kock, Phaedra Hoste en Dagmar Liekens. Ten slotte dient ook Angelina Saey hier genoemd te worden. Ze werd beroemd als het tijgermeisje op de verpakking van het sigarettenmerk Tigra en gold als een van de sekssymbolen van de jaren vijftig en zestig.

### Media
De oudste krant van Vlaanderen is De Gentenaar, die voor het eerst verscheen in 1879. De populairste krant is Het Laatste Nieuws, op ruime afstand gevolgd door Het Nieuwsblad. Andere populaire kranten zijn De Morgen, Gazet van Antwerpen, Het Belang van Limburg en De Standaard. Het oudste nog bestaande weekblad van Vlaanderen is het Nieuwsblad van Geel. Het blad verscheen voor het eerst in 1853. Lange tijd was Kerk en Leven het meest gelezen weekblad in de regio, anno 2011 is dat Dag Allemaal. Andere populaire weekbladen zijn Knack, Humo en Libelle.
De eerste televisieavond van het toenmalig NIR (de huidige VRT) ging op 31 oktober 1953 de ether in en de eerste radiozending omstreeks 1930. Tegenwoordig zendt de VRT via drie televisienetten (Eén, Canvas en BVN) uit. Daarnaast heeft de publieke omroep ook nog zes analoge radiokanalen (Radio 1, Radio 2, Klara, Studio Brussel, MNM en RVi) en enkele digitale kanalen. De eerste commerciële televisie-uitzending in Vlaanderen vond plaats op 1 februari 1989 door VTM van de Vlaamse Media Maatschappij (VMMa). Tegenwoordig heeft DPG Media, waarin VMMa en opvolger Medialaan zijn opgegaan, nog vijf andere tv-kanalen (Q2, VTM Kids, VTM Kids Jr., CAZ en Vitaya), twee analoge radiozenders (Q-music en JOE) en enkele digitale radiostations (zoals Willy) in haar aanbod. De tweede grote speler op de televisiemarkt is SBS Belgium, eigenaar van Play4, dat sinds 1 februari 1995 uitzendt, en daarnaast Play5 en Play6. Daarnaast zijn er nog de muziekzenders van MTV Networks Benelux (Nickelodeon, MTV, de regionale en de digitale kanalen. Alle zenders hebben streamingplatformen rond hun merken en SBS en DPG delen het betalende streamingplatform Streamz.
Bijna alle actoren in de Vlaamse media hebben een of meerdere webpagina's, Facebook- en/of Twitteraccounts. Daarnaast zijn er de internetfora en nieuwswebsites zoals onder andere Politics.be, DeWereldMorgen.be (het voormalige Indymedia) en Google News België.

### Streekproducten
Vlaanderen is in het buitenland voornamelijk bekend vanwege zijn culinaire specialiteiten en zijn Bourgondische keuken (vaak aangeduid als Belgische keuken). Het bekendste exponent hiervan zijn de frieten. Andere typische streekgerechten zijn onder andere asperges op zijn Vlaams, witlof in hesp en kaassaus, bloemkool in bechamelsaus, waterzooi, stoofvlees, mosselen, paling in 't groen, konijn met pruimen, tomaat crevettes en hutsepot. In de Vlaamse keuken spelen soep en vlees een hoofdrol. Het meest gegeten vlees in Vlaanderen is varken, gevolgd door runds- en kalfsvlees, kip en paard. Typische vleesproducten zijn dan ook kop, filet d'Anvers en paardenvlees. Consumptiedieren die specifiek zijn aan de regio zijn onder meer de Mechelse koekoek, de wijngaardslak, de Noordzeegarnaal, de mossel, de karakol en het Belgisch witblauw. Daarnaast zijn er het Kempens roodbont en het Oost-Vlaams witrood, die voornamelijk gekweekt worden voor de melkproductie en het West-Vlaams rood dat een dubbeldoelfunctie heeft. Typische Vlaamse groenten zijn bintjes, asperges, witlof, spruiten, bloemkool en prei.
Een van de belangrijkste exportstreekproducten is chocolade en dan voornamelijk pralines van onder andere de merken Côte d'Or, Godiva, Callebaut, Neuhaus, Leonidas. Vooral in Brussel, Brugge en Antwerpen (onder andere Antwerpse handjes) zijn nog tal van artisanale chocolatiers te vinden en rond Sinterklaas en Pasen duiken er respectievelijk chocolade afbeeldingen van de oude man en paaseieren op bij de talrijke bakkerijen en supermarkten. Het sinterklaasfeest gaat daarnaast gepaard met typische Vlaamse producten als marsepein en speculaas. In de Vlaamse banketbakkerswereld is daarnaast nog tal van ander regio- en streekgebonden lekkers te vinden zoals onder andere de tot nationaal symbool uitgegroeide Antwerpse koffiekoeken, boterkoeken, broodpudding, peperkoek, appelbollen, worstenbroden, mattentaarten, Brugse kletskoppen, Gentse mokken, Kortrijkse peperbollen, pannenkoeken, kalletaarten, Lierse vlaaikes en Brusselse wafels.
Een ander bekend Vlaams product is bier. Vlaanderen is op dit vlak voornamelijk bekend om zijn pilsen (onder andere Stella Artois, Maes Pils, Primus, Cristal Alken en Vedett), speciale bieren (zoals Palm, Pauwel Kwak, Affligem, De Koninck, Duvel, Hoegaarden, Liefmans, Brugse Zot, Kasteel en Rodenbach) en trappistenbieren (Achel, Westmalle en Westvleteren). Daarnaast is Vlaanderen ook erg bekend om zijn sterke dranken, en dan meer bepaald omwille van zijn talrijke jenevers (onder andere Filliers, Hasseltse, Wortegemsen, De Stoop en Braeckman) en Elixir d'Anvers.
Op 10 januari 2014 werd het frietkot als cultureel erfgoed erkend door toenmalig Vlaamse minister van cultuur Joke Schauvliege (CD&V)

## Religie
In Vlaanderen zijn er zes erkende godsdiensten: het katholicisme, het protestantisme, het anglicanisme, het oosters-orthodox christendom, het jodendom en de islam.

### Katholieke Kerk

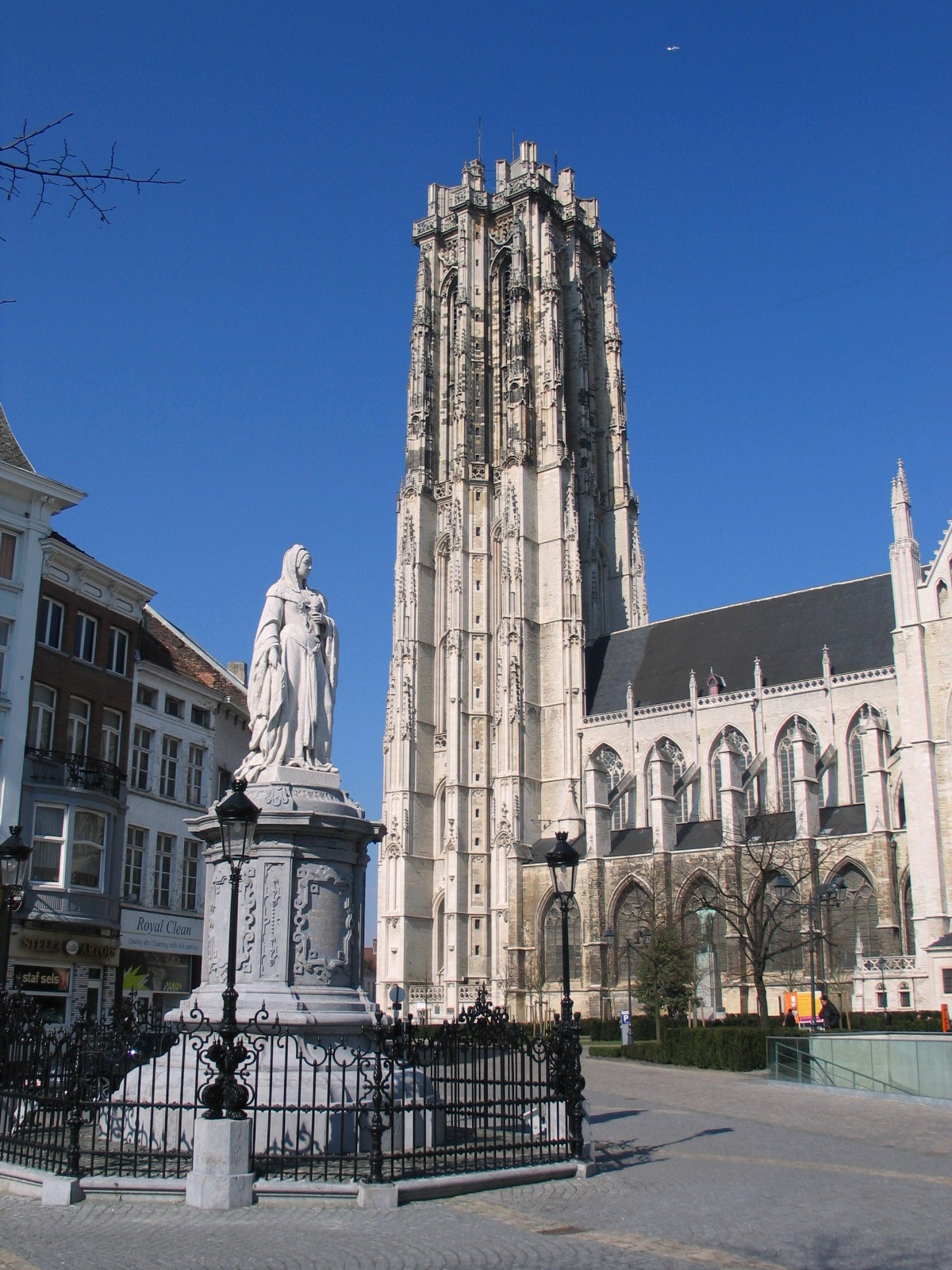
De Sint-Romboutskathedraal te Mechelen, de hoofdkerk van het aartsbisdom Mechelen-Brussel.

Vlaanderen telt één aartsbisdom, het Aartsbisdom Mechelen-Brussel (1559) en één militair ordinariaat. Het aartsbisdom is onderverdeeld in drie vicariaten, waarvan twee Vlaamse, namelijk het vicariaat Brussel en het vicariaat Vlaams-Brabant en Mechelen. Daarnaast zijn er nog vier bisdommen, met name het Bisdom Antwerpen (1559-1801 en vanaf 1961), het Bisdom Gent (1559), het Bisdom Brugge (1559-1801 en vanaf 1834) en het Bisdom Hasselt (1967) – alle vier suffraganen van Mechelen-Brussel. Deze bisdommen en vicariaten zijn onderverdeeld in dekenaten (93), federaties en parochies (1.930). Het hoofd van de Belgische kerkprovincie (en dus ook van Vlaanderen) is aartsbisschop Jozef De Kesel van het aartsbisdom Mechelen-Brussel.
Vlaanderen is traditioneel een katholieke regio. De vele kapellen, kerken, kathedralen en abdijen getuigen daarvan. Het christendom verbreidde zich reeds vroeg op het grondgebied van het huidige Vlaanderen. In de 4e eeuw was de H. Servatius reeds bisschop te Tongeren, als laatste bisschop van het bisdom Tongeren. Dat bisdom bracht hij zelf over naar Maastricht, en in 706 verhuisde het naar Luik. In de middeleeuwen viel Vlaanderen deels onder Luik, deels onder Kamerijk, deels onder Doornik en deels onder het in 1559 opgeheven bisdom Terwaan.
Door de herindeling van Super universas kwamen er liefst vijf bisdommen op Vlaams grondgebied: Antwerpen, Brugge, Gent, Mechelen en het in 1801 opgeheven bisdom Ieper. Sinds 1967 is er opnieuw een vijfde bisdom: het van Luik losgemaakte bisdom Hasselt.
Bloeiende kloosters zoals de Sint-Pietersabdij en de Sint-Baafsabdij in Gent en vele andere rezen op in de middeleeuwen en droegen bij tot de economische en culturele ontwikkeling van de streek.
De hervormingsbeweging in de 16e eeuw die aanvankelijk een groot succes kende in de Zuidelijke Nederlanden en gepaard ging met politiek verzet tegen de absolutistische tendens van het huis Habsburg, werd vooral door Filips II gestuit. Onder de aartshertogen Albrecht en Isabella verdween de invloed van het protestantisme vrijwel volledig en werd het katholicisme vernieuwd door de besluiten van het Concilie van Trente (1545-1563), de Katholieke Hervorming en het werk van de jezuïeten. Tijdens de Franse Revolutie was het religieus verzet zeer sterk. De grondwet van 1830 waarborgt de vrijheid van godsdienst. Ernstige spanningen tussen Kerk en Staat deden zich voor tijdens de schoolstrijd van 1878-1884 en die van 1954-1958.

### Protestantisme
Vlaanderen telt 38 protestantse gemeenten die aangesloten zijn bij de Verenigde Protestantse Kerk in België (VPKB). De VPKB is een vereniging van drie verschillende Christelijke genootschappen, namelijk de Protestantse Kerk van België, de Hervormde Kerk van België en de Kring van de Belgische Gereformeerde Kerken. Dit kerkgenootschap telt twee Vlaamse districten, met name het District Antwerpen-Brabant-Limburg (21 gemeenten) en het District Oost- en West-Vlaanderen (17 gemeenten). Voorzitter van de synode is Guy Liagre.
Het aantal protestanten bedraagt in Vlaanderen ongeveer één procent van de bevolking.

#### Evangelisch christendom
Vlaanderen telt 310 evangelische gemeenten en organisaties die allen aangesloten zijn bij de Evangelische Alliantie Vlaanderen (EAV) met Kris Vleugels als voorzitter. De EAV vormt de koepelorganisatie van vier andere organisaties, met name het Verbond van Vlaamse Pinkstergemeenten (VVP) dat uit 55 gemeenten en 11 organisaties bestaat, de Vrije Evangelische Gemeenten (VEG) dat dertig gemeenten vertegenwoordigt, de Evangelische Christengemeenten in Vlaanderen (ECV) dat twintig gemeenten vertegenwoordigt en ten slotte de Belgische Evangelische Zending (BEV) die de overige 14 vertegenwoordigt. De EAV maakt op haar beurt deel uit van de Federale Synode van Protestantse en Evangelische Kerken in België (FSPEKB) en de Europese Evangelische Alliantie (EEA).
De evangelische christenen vormen in Vlaanderen een tamelijk jonge geloofsgemeenschap; daarom rekent men deze ook wel onder de ‘nieuwe godsdiensten’. Veel evangelische christenen zijn van Afrikaanse of van Latijns-Amerikaanse afkomst.
Evangelische christenen worden in Vlaanderen onder de protestanten gerekend.

#### Anglicaanse Kerk
Vlaanderen telt twaalf anglicaanse parochies die allen behoren tot het Aartsdekenaat Noordwest-Europa. Naast Vlaanderen, behoren ook Wallonië, Nederland en Luxemburg tot dit aartsdekenaat. De Heilige Drievuldigheidskathedraal te Brussel is de kathedraal van de gemeenschap en de hoofdzetel is gelegen te Antwerpen. Deken is de Nederlander John De Wit.
De anglicaanse Kerk is in Vlaanderen slechts een zeer kleine minderheid.

### Orthodoxe Kerk
De Orthodoxe Kerk in Vlaanderen valt onder te verdelen in verschillende gemeenschappen. Zestien parochies volgen de Oecumenische traditie, waarvan drie in Grieks-Orthodoxe traditie die ressorteren onder het aartsbisdom van België met de Kathedraal van de Heiligen Aartsengelen Michaël en Gabriël te Brussel als hoofdkerk en Athenagoras Peckstadt als metropoliet. Van de dertien parochies in Russisch-orthodoxe traditie ressorteren er acht onder het Aartsbisdom van Brussel en België met de kathedraal van de Heilige Nikolaas te Brussel als hoofdkerk met aartsbisschop Simon van Brussel en België, drie onder het Exarchaat van Orthodoxe Parochies van Russische traditie en twee vallen onder de Russisch-Orthodoxe Kerk in het Buitenland (Ukkel en Elsene). De drie parochies in Roemeens-orthodoxe traditie behoren tot het Aartsbisdom van West- en Zuid-Europa met Josef Pop als metropoliet en de parochie in Servisch-orthodoxe traditie te Brussel en Antwerpen behoren tot het Bisdom van Parijs en West-Europa. Daarnaast zijn er nog twee parochies in Oekraïens-orthodoxe traditie (Molenbeek en Genk) en één in Bulgaars-orthodoxe traditie (te Brussel).
Minder dan één procent van de Vlamingen behoort tot de Orthodoxe Kerk; een groot deel van hen is afkomstig uit Oost-Europa.

### Jodendom
De steden Antwerpen en Brussel, en in mindere mate Wilrijk en Edegem, huisvesten een ruime joodse gemeenschap waarvan een relatief groot aantal gelovigen het orthodox jodendom belijdt. Velen van hen behoren tot de streng orthodoxe charedische richting. Antwerpen is na Londen het grootste centrum van de levensvisie in Europa. Zij gaan dienovereenkomstig gekleed en zijn daarom een opvallende verschijning in het Antwerpse (en in mindere mate het Brusselse) straatbeeld. Chassidische joden vormen het merendeel van de charedische joden. Grote chassidische bewegingen gevestigd in Vlaanderen zijn onder andere Pshevorsk, Satmar, Belz, Bobov, en Lubavitch. Andere grote joodse gemeenschappen in Vlaanderen zijn de modern-orthodoxen, de masorti en de liberale joden.
Het aantal joden in Vlaanderen bedraagt minder dan één procent.

### Islam
Moslims vormen naar schatting 3% van de Vlaamse bevolking. Omdat de islam in Vlaanderen een tamelijk jonge godsdienst is, noemt men dit ook wel een ‘nieuwe godsdienst’. Er zijn een kleine 200 moskeeën gevestigd in Vlaanderen, de meeste hiervan liggen in de grote en middelgrote steden en zijn in Turkse en Marokkaanse traditie. Daarnaast zijn er ook nog enkele in Pakistaanse, Bosnische, Bengaalse en Albanese traditie. Het aantal erkende moskeeën bedraagt een paar tientallen.
De eerste moskeeën in Vlaanderen kwamen tot stand omstreeks 1975 en opereerden aanvankelijk vaak onder het statuut van vereniging zonder winstoogmerk die opgericht werden door bewegingen die deel uitmaken van een mystieke moslimtraditie (de zawiya, de tarîqa) of door politiek-religieuze bewegingen (de Milli Görüs, de Moslimbroeders, de tabligh …). Anderen werden opgericht door instellingen die verbonden zijn met een staat (Turkije: Diyanet) of interstatelijke organisaties (Islamitisch en Cultureel Centrum). De meerderheid van de moslims in Vlaanderen is soenniet en behoort meer bepaald tot de malikieten en de hanafieten. Een minderheid van de moslims in Vlaanderen is sjiiet.
De erkenning van moskeeën kwam de laatste jaren op gang. Daarvoor werden geen erkenningsaanvragen ingediend. Procedures stonden ook niet echt op punt, en de vraag naar erkenning vanuit de islamitische gemeenschap was niet zo sterk. Men vreesde een zeker inzagerecht vanwege de overheid.
Van de zes erkende godsdiensten is er alleen bij de islamitische groep nog een achterstand op het vlak van de officiële subsidiëring van imams, moskeeën en eigen scholen. Katholieken, protestanten en joden hebben eigen scholen voor leerlingen van alle leeftijden. In september 2007 opende wel een secundaire moslimschool in Brussel de deuren, maar zonder officiële erkenning. De katholieke scholen worden in praktijk ook bezocht door vele niet-katholieke leerlingen, ook door vele moslims die een religieus onderricht verkiezen boven een neutraal, en agnostici en atheïsten. Het katholieke onderwijs heeft een aandeel van 60 à 70%, afhankelijk van de leeftijd. Overheidsonderwijs, ingericht door de Vlaamse overheid, gemeenten en provincies vormt de tweede grote groep met een 30 à 35% van de leerlingen.

### Sekten
In Vlaanderen zijn een aantal sekten actief. Scientology, de Internationale beweging voor het geweten van Krishna (ISKCON), de Getuigen van Jehova, de pinkstergemeenten, de Orde van de Zonnetempel, de Graalbeweging, Ex Deo Nascimur, de Baha'i, de Sekte van de Engel Albert, Aoum, de Moonbeweging, Universele Witte Broederschap, Kreatieve Energie en De Familie (het voormalige Children of God) zijn door de Belgische Kamer van volksvertegenwoordigers in haar parlementair onderzoek als sekte omschreven geloofsgemeenschappen die in Vlaanderen actief zijn.

## Politiek

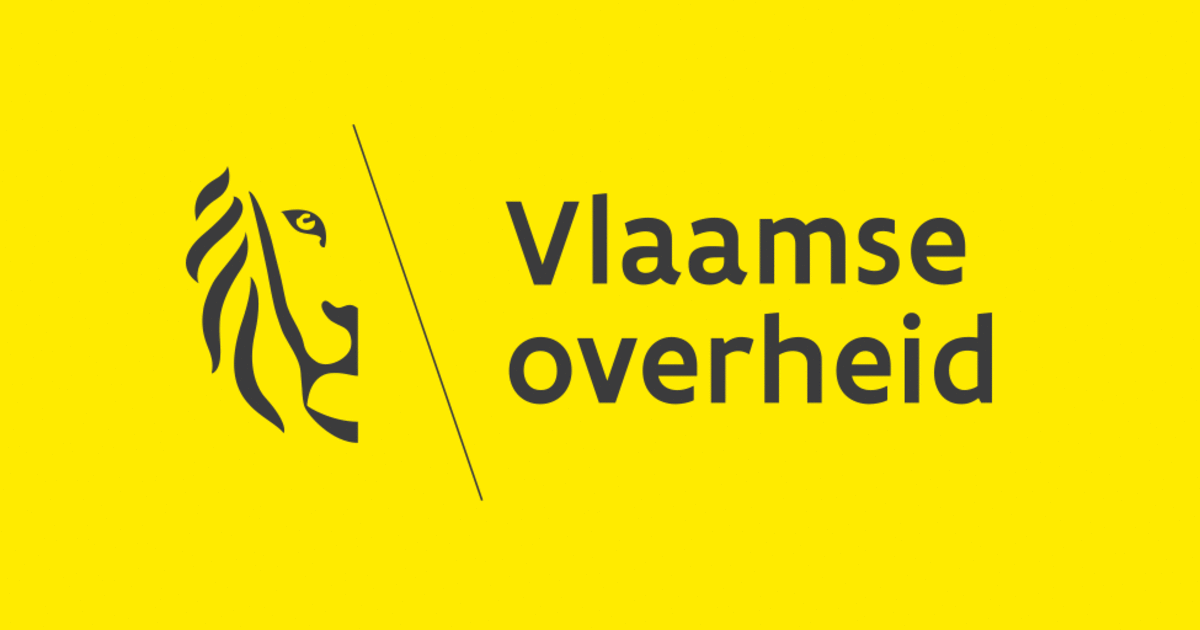
Het logo van de Vlaamse Overheid

### Structuur
Vlaanderen wordt bestuurd door de Vlaamse regering en heeft een eigen Vlaamse overheid. Vlaanderen is opgedeeld in 5 provincies, 23 administratieve arrondissementen (waarvan 1 Brussels), 36 provinciedistricten (waarvan 1 Brussels), 111 kantons (waarvan 8 Brusselse) en 327 gemeenten (waarvan 19 Brusselse).
| Vlaanderen       | Vlaanderen       | Supranationaal         | Nationaal              | Nationaal                                                                                 | Gemeenschap | Gewest                                                                                    | Provincie                                                                                 | Arrondissement  | Provinciedistrict | Kanton          | Gemeente        | District         |
| ---------------- | ---------------- | ---------------------- | ---------------------- | ----------------------------------------------------------------------------------------- | --- | ----------------------------------------------------------------------------------------- | ----------------------------------------------------------------------------------------- | --------------- | ----------------- | --------------- | --------------- | ---------------- |
| Administratief   | Niveau           | Europese Unie          | België                 | België                                                                                    | Vlaanderen | Vlaanderen                                                                                | Antwerpen Limburg Oost-Vlaanderen West-Vlaanderen Vlaams-Brabant                          | 23              | 23                | 23              | 327             | 9                |
| Administratief   | Niveau           | Europese Unie          | België                 | België                                                                                    | Vlaamse Gemeenschap                                                                                                   | Vlaams Gewest Brussels Hoofdstedelijk Gewest                                              | Antwerpen Limburg Oost-Vlaanderen West-Vlaanderen Vlaams-Brabant                          | 23              | 23                | 23              | 327             | 9                |
| Administratief   | Bestuur          | Europese Commissie     | Belgische regering     | Belgische regering                                                                        | Vlaamse regering --- College v.d. Vlaamse Gemeenschapscommissie College v.d. Gemeenschappelijke Gemeenschapscommissie | Vlaamse regering Brusselse Hoofdstedelijke Regering                                       | Deputatie                                                                                 | Deputatie       | Deputatie         | Deputatie       | Gemeentebestuur | Districtscollege |
| Administratief   | Raad             | Europees Parlement     | Senaat                 | Kamer van volksvertegenwoordigers                                                         | Vlaams Parlement --- Raad v.d. Vlaamse Gemeenschapscommissie Raad v.d. Gemeenschappelijke Gemeenschapscommissie       | Vlaams Parlement Brussels Hoofdstedelijk Parlement                                        | Provincieraad                                                                             | Provincieraad   | Provincieraad     | Provincieraad   | Gemeenteraad    | Districtsraad    |
| Kiesomschrijving | Kiesomschrijving | Nederlands Kiescollege | Nederlands Kiescollege | Antwerpen, Limburg, Vlaams-Brabant, Oost-Vlaanderen, West-Vlaanderen en Brussel-Hoofdstad | Antwerpen, Limburg, Vlaams-Brabant, Oost-Vlaanderen, West-Vlaanderen en Brussel-Hoofdstad                             | Antwerpen, Limburg, Vlaams-Brabant, Oost-Vlaanderen, West-Vlaanderen en Brussel-Hoofdstad | Antwerpen, Limburg, Vlaams-Brabant, Oost-Vlaanderen, West-Vlaanderen en Brussel-Hoofdstad | 13              | 36                | 111             | 327             | 9                |
| Verkiezing       | Verkiezing       | Europese               | Federale               | Federale                                                                                  | Vlaamse Brusselse | Vlaamse Brusselse                                                                         | Provincieraads-                                                                           | Provincieraads- | Provincieraads-   | Provincieraads- | Gemeenteraads-  | Districtsraads-  |

### (Voormalige) ministers-presidenten
| Nr. | Naam                 | Begin mandaat     | Einde mandaat     | Politieke partij | Regeringen     |
| --- | -------------------- | ----------------- | ----------------- | ---------------- | -------------- |
| 1   | Gaston Geens         | 22 december 1981  | 21 januari 1992   | CVP              | I, II, III, IV |
| 2   | Luc Van den Brande   | 21 januari 1992   | 13 juli 1999      | CVP              | I, II, III, IV |
| 3   | Patrick Dewael       | 13 juli 1999      | 5 juni 2003       | VLD              | I              |
| 4   | Bart Somers          | 11 juni 2003      | 20 juli 2004      | VLD              | I              |
| 5   | Yves Leterme         | 20 juli 2004      | 28 juni 2007      | CD&V             | I              |
| 6   | Kris Peeters         | 28 juni 2007      | 25 juli 2014      | CD&V             | I, II          |
| 7   | Geert Bourgeois      | 25 juli 2014      | 2 juli 2019       | N-VA             | I              |
| 8   | Liesbeth Homans      | 2 juli 2019       | 2 oktober 2019    | N-VA             | I              |
| 9   | Jan Jambon           | 2 oktober 2019    | 30 september 2024 | N-VA             | I              |
| 10  | Matthias Diependaele | 30 september 2024 | –                 | N-VA             | I              |

### Vlaamse regering

#### Samenstelling huidige Vlaamse regering
| Functie en bevoegdheden | Naam                 |  | Partij  |
| --- | -------------------- |  | ------- |
| Minister-president en minister Economie, Innovatie, Industrie, Buitenlandse Zaken, Digitalisering en Facilitair Management                                       | Matthias Diependaele |  | N-VA    |
| Viceminister-president en minister Wonen, Energie en Klimaat, Toerisme en Jeugd                                                                                  | Melissa Depraetere   |  | Vooruit |
| Viceminister-president en minister Binnenland, Steden- en Plattelandsbeleid, Samenleven, Integratie, Inburgering, Bestuurszaken, Sociale Economie en Zeevisserij | Hilde Crevits        |  | CD&V    |
| Viceminister-president en minister Begroting, Financiën, Vlaamse Rand, Onroerend Erfgoed en Dierenwelzijn                                                        | Ben Weyts            |  | N-VA    |
| Minister Onderwijs, Justitie en Werk | Zuhal Demir          |  | N-VA    |
| Minister Welzijn, Armoedebestrijding, Cultuur en Gelijke Kansen                                                                                                  | Caroline Gennez      |  | Vooruit |
| Minister Omgeving en Landbouw | Jo Brouns            |  | CD&V    |
| Minister Mobiliteit, Openbare Werken, Havens en Sport | Annick De Ridder     |  | N-VA    |
| Minister Brussel en Media | Cieltje Van Achter   |  | N-VA    |

Deze regeringssamenstelling wordt door de gelijkenis met een raketijsje ook wel de raketijscoalitie genoemd. De naam verwijst naar een raketijsje, dat rood, oranje en geel is. Ook Mastercardcoalitie genoemd, naar de drie kleuren in het logo van Mastercard. Als alternatief werd ook dageraadcoalitie voorgesteld.

#### Overzicht Vlaamse regeringen (1981 – heden)
De Vlaamse regering wordt benoemd door het Vlaams Parlement met ten hoogste elf ministers en geleid door de minister-president.
| Regering                    | Minister-president          | Partijen                           | Periode    | Dagen |
| --------------------------- | --------------------------- | ---------------------------------- | ---------- | ----- |
| Regering-Geens I            | Gaston Geens (CVP)          | CVP, SP, PVV, VU                   | 1981-1985  | 1449  |
| Regering-Geens II           | Gaston Geens (CVP)          | CVP, PVV                           | 1985-1988  | 785   |
| Regering-Geens III          | Gaston Geens (CVP)          | CVP, PVV                           | 1988       | 258   |
| Regering-Geens IV           | Gaston Geens (CVP)          | CVP, SP, PVV, VU                   | 1988-1992  | 1190  |
| Regering-Van den Brande I   | Luc Van den Brande (CVP)    | CVP, SP                            | 1992       | 15    |
| Regering-Van den Brande II  | Luc Van den Brande (CVP)    | CVP, SP, VU                        | 1992       | 258   |
| Regering-Van den Brande III | Luc Van den Brande (CVP)    | CVP, SP, VU                        | 1992-1995  | 973   |
| Regering-Van den Brande IV  | Luc Van den Brande (CVP)    | CVP, SP                            | 1995-1999  | 1424  |
| Regering-Dewael I           | Patrick Dewael (VLD)        | VLD, SP, Agalev, VU                | 1999-2003  | 1423  |
| Regering-Somers I           | Bart Somers (VLD)           | VLD, sp.a, Groen!, Spirit          | 2003-2004  | 405   |
| Regering-Leterme I          | Yves Leterme (CD&V)         | CD&V-N-VA, sp.a-Spirit, VLD-Vivant | 2004-2007  | 1072  |
| Regering-Leterme I          | Yves Leterme (CD&V)         | CD&V-N-VA, sp.a-Spirit, Open Vld   | 2004-2007  | 1072  |
| Regering-Peeters I          | Kris Peeters (CD&V)         | CD&V-N-VA, sp.a-Spirit, Open Vld   | 2007-2009  | 746   |
| Regering-Peeters I          | Kris Peeters (CD&V)         | CD&V, sp.a-Spirit, Open Vld        | 2007-2009  | 746   |
| Regering-Peeters I          | Kris Peeters (CD&V)         | CD&V, sp.a, Open Vld               | 2007-2009  | 746   |
| Regering-Peeters II         | Kris Peeters (CD&V)         | CD&V, sp.a, N-VA                   | 2009-2014  | 1838  |
| Regering-Bourgeois I        | Geert Bourgeois (N-VA)      | N-VA, CD&V, Open Vld               | 2014-2019  | 1803  |
| Regering-Homans             | Liesbeth Homans (N-VA)      | N-VA, CD&V, Open Vld               | 2019       | 92    |
| Regering-Jambon             | Jan Jambon (N-VA)           | N-VA, CD&V, Open Vld               | 2019- 2024 | 1825  |
| Regering-Diependaele        | Matthias Diependaele (N-VA) | N-VA, CD&V, Vooruit                | 2024- 2029 | ?     |

### Vlaams parlement

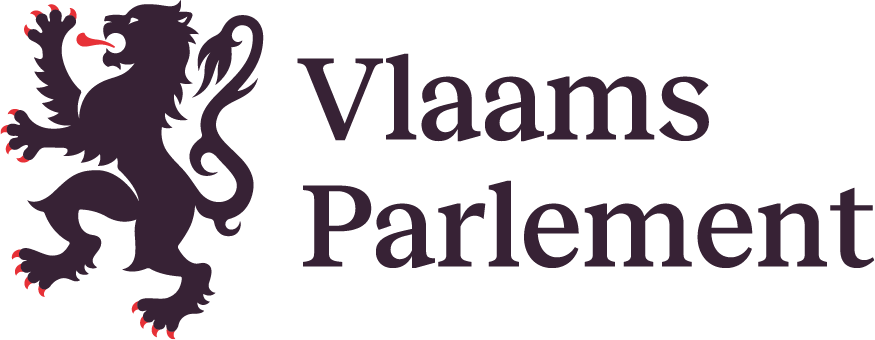
Het logo van het Vlaams parlement

Het Vlaams Parlement wordt om de 5 jaar verkozen. Het bestaat uit 124 Vlaamse volksvertegenwoordigers die rechtstreeks worden verkozen. Het is de volksvertegenwoordiging van de Vlaamse Gemeenschap en geniet alle wettelijke bevoegdheden in de regio Vlaanderen én voor alle instellingen van de Vlaamse Gemeenschap, zoals alle Nederlandstalige scholen (met inbegrip van deze in Brussel), dus ook voor de Franstalige scholen in Vlaamse faciliteitengemeenten. Zij duidt tevens de ministers van de Vlaamse regering aan.

#### Zetelverdeling
De zetelverdeling gebeurt per provincie, er zijn 124 zetels te verdelen in functie van het bevolkingsaantal. (118 uit het Vlaamse gewest en 6 uit het Brusselse gewest)
| 1995-1999 Zie Vlaams Parlement (samenstelling 1995-1999) voor het hoofdartikel over dit onderwerp. | 1999-2004 Zie Vlaams Parlement (samenstelling 1999-2004) voor het hoofdartikel over dit onderwerp. |  |
| 2004-2009 Zie Vlaams Parlement (samenstelling 2004-2009) voor het hoofdartikel over dit onderwerp. | 2009-2014 Zie Vlaams Parlement (samenstelling 2009-2014) voor het hoofdartikel over dit onderwerp. |  |
| 2014-2019 Zie Vlaams Parlement (samenstelling 2014-2019) voor het hoofdartikel over dit onderwerp. | 2019-2024 Zie Vlaams Parlement (samenstelling 2019-2024) voor het hoofdartikel over dit onderwerp. |  |
| 2014-2019 Zie Vlaams Parlement (samenstelling 2014-2019) voor het hoofdartikel over dit onderwerp. | |  |

### Bevoegdheden
Vlaanderen is sinds de staatshervorming een deelstaat van België, met een eigen regering, een eigen parlement, een eigen begroting en eigen inkomsten en wordt bestuurskundig doorgaans aangeduid als de Vlaamse Gemeenschap. Deze is zowel bevoegd voor gemeenschapsmateries als voor gewestmateries en wordt bestuurd door één parlement en één regering in tegenstelling tot Wallonië, waar deze bevoegdheden in aparte raden ondergebracht zijn, namelijk de Waalse Gewestraad en de raad van de Franse Gemeenschap.
De bevoegdheden van de Belgische federale overheid en deze van de Vlaamse (en andere) deelregeringen worden vastgelegd door democratisch overleg tussen de verschillende gemeenschappen en evolueren nog steeds. In Vlaanderen wordt echter aangedrongen op constitutieve autonomie. Vlaanderen wil zijn eigen fiscale, bestuurlijke, lokale en intermediaire zaken zelf regelen. De bevoegdheden die Vlaanderen nu heeft zijn vastgelegd in de Belgische Grondwet en de Bijzondere Wet op de Hervorming van de Instellingen.
Vlaanderen verwierf zijn huidige autonomie pas na een lang ontvoogdingsproces. In het België van 1830 genoten de Vlamingen beperkte politieke rechten en werd hun taal, het Nederlands, gediscrimineerd en verboden in het openbare leven ten voordele van het Frans. In de tweede helft van de 19e eeuw ontstond een Vlaamse Beweging. Die verwierf pas enige politieke invloed na 1900, mede door de invoering van het algemeen, universeel stemrecht. De rol van het Nederlands in Vlaanderen werd langzamerhand wettelijk erkend in de rechtspraak, het onderwijs, de administratie en de politiek. Het duurde daarna nog tot het laatste kwart van de 20e eeuw voor de Vlamingen gelijke rechten verwierven. Het feit dat Vlaanderen vanaf de jaren zestig uitgroeide tot een van de sterkste economische regio's in de wereld, en Wallonië met een verouderde "smokestack"-industrie in een economische crisis verkeert, heeft hoogstwaarschijnlijk een belangrijke rol hierbij gespeeld.
In de staatshervormingen van die periode werden door de Belgische wetgever autonomie gewesten en gemeenschappen voorzien. Vlaanderen besliste in 1980 om de Vlaamse Gemeenschap en het Vlaamse Gewest samen te voegen. Het heeft nu één Vlaams Parlement en één Vlaamse regering. De in Brussel gekozen leden van het parlement kunnen evenwel niet meestemmen over Vlaamse gewestaangelegenheden. De Vlaamse regering heeft haar zetel in Brussel, net als de Belgische regering (de Waalse regering heeft haar zetel in Namen).
- Inzake de gewestbevoegdheid is het Vlaams Gewest op zijn grondgebied bevoegd voor 'grondsgebonden' materies zoals economie, werkgelegenheid, wegen, ruimtelijke ordening en leefmilieu. De Vlaamse Vervoermaatschappij De Lijn is verantwoordelijk voor het vervoer per bus en tram binnen het Vlaams Gewest. Het Vlaams Gewest beheert ook de gewestwegen in Vlaanderen. Voor vele van deze bevoegdheden moet het echter de bevoegdheid delen met de Belgische regering. Daarenboven heeft Vlaanderen zeer weinig eigen fiscale inkomsten. Het is – net zoals de andere deelstatelijke overheden – in hoge mate afhankelijk van de Belgische schatkist.
- De Vlaamse Gemeenschap omvat alle inwoners van het Vlaams Gewest en de inwoners van het tweetalig Brussels Hoofdstedelijk Gewest die Nederlands spreken of die zich als een Vlaming beschouwen.[bron?] Het is bevoegd voor taal, cultuur, toerisme, onderwijs en de zogenoemde 'persoonsgebonden materies', welzijns- en gezondheidszorg.

Vlaanderen beschikt dus, in vergelijking met andere deelstaten in federale landen zoals Canada, Zwitserland, Duitsland en de VS, over minder bevoegdheden en minder fiscale autonomie. Zo behoudt de nationale wetgever de bevoegdheid over de volledige sociale zekerheid, daar waar de meeste andere federale staten hierin een gedeelde verantwoordelijkheid voor nationale en deelstatelijke overheden kennen. Op andere domeinen gaat de autonomie dan weer veel verder dan in andere federale staten. Zo zijn in België de deelstaten autonoom bevoegd om verdragen te sluiten, waar dat in andere federale staten enkel kan onder toezicht en mits goedkeuring van de federale overheid.
Vlaanderen bleek ook over weinig autonomie te beschikken inzake de feitelijke keuze van zijn regeringscoalitie. Tot het begin van de 21e eeuw dwongen de grote partijen steeds eenzelfde coalitie af als in de nationale regering. Hierin is verandering gekomen in 2004, toen de deelstaatverkiezingen voor het eerst niet meer samenvielen met de federale verkiezingen.
Door deze tekorten vertoont de Belgische staat nog steeds sterke unitaire kenmerken, en tegelijk ook vele federale en zelfs enkele confederale kenmerken (zoals de noodzakelijke dubbele meerderheden nodig voor wijzigingen aan een bijzondere wet).

### Politieke partijen
De huidige politieke partijen die worden vertegenwoordigd in een parlement zijn:
- De Nieuw-Vlaamse Alliantie (N-VA) is een Vlaams-nationalistische en liberaalconservatieve partij die ontstond na de splitsing van de Volksunie in 2001. De partij kwam enkele verkiezingen op in kartel met CD&V, maar gaat sinds 22 september 2008 haar eigen weg. Zowel bij de federale verkiezingen van 2010, de gemeente- en provincieraadsverkiezingen van 2012 áls de Europese, federale en deelstaatverkiezingen van 2014 werd ze de grootste partij van Vlaanderen.
- Christen-Democratisch en Vlaams (CD&V) is een christendemocratische partij en de opvolger van de Katholieke Partij (KP, 1884–1921), de Katholieke Unie (KU, 1921–1936), Katholiek Blok (KB, 1936–1945) en Christelijke Volkspartij (CVP, 1945–2001). De partij noemt zichzelf ook de ideologische opvolger van de daensistische Christene Volkspartij (CVP, 1893 – die later opging in het VNV van Staf de Clercq).
- De Open Vlaamse Liberalen en Democraten (Open Vld) is een liberale partij en de opvolger van de Liberale Partij (LP, 1846–1961), Partij voor Vrijheid en Vooruitgang (PVV, 1961–1992), Vivant-Vlaanderen en Vlaamse Liberalen en Democraten (VLD, 1992–2007). De liberale partij is de oudste van Vlaanderen.
- Vooruit is een socialistische partij van sociaaldemocratische signatuur. Ze is de opvolger van de Belgische Werkliedenpartij (BWP, 1885–1940), Belgische Socialistische Partij (BSP, 1940–1978), Socialistische Partij (SP, 1978–2001) en de sp.a (2001-2021).
- Groen is een ecologische partij en is de opvolger van Anders Gaan Leven (AGALEV, 1979–2001). Groen nam in 2009 de Sociaal-Liberale Partij (SLP, 2001–2009) in haar op. De groene partij kwam voor het eerst op in 1979 en is een van de oudste groene partijen in Europa.
- Het Vlaams Belang (VB) is een Vlaams-nationalistische en radicaal-rechtse partij die haar oorsprong vindt bij een alliantie van twee splinterpartijen van de voormalige Volksunie: De VVP van Lode Claes en de VNP van Karel Dillen. Beide partijen waren ontstaan uit onvrede met het door de Volksunie ondertekende Egmontpact van 25 mei 1977. Toen de vzw's rond het Vlaams Blok werden veroordeeld voor racisme door het Hof van beroep op 21 april 2004 in Gent, kreeg de partij haar huidige naam. De kartellijst (en de latere partij) nam voor de eerste maal deel aan de verkiezingen op 17 december 1978.
- Partij Van De Arbeid (PVDA/PTB) is een marxistische partij. Ze volgde maoïstisch-geïnspireerde AMADA (1974–1979) op. Het is een van de weinige unitaire partijen van België. In de jaren 2010 brak de PVDA door in alle landsgedeelten en sinds 2019 is ze vertegenwoordigd in het federaal, Waals, Vlaams en Brussels parlement.
- Union des Francophones (UF) is een Franstalige eenheidslijst die uitsluitend opkomt in Vlaams-Brabant. Ideologisch kenmerkt deze kieslijst zich door een Franstalig-nationalistische en in zekere mate belgicistische ideologie. De partij heeft traditioneel één verkozene in het Vlaams Parlement. UF is geen partij, maar een lijst, en heeft dan ook geen voorzitter. Ze bestaat uit lokale politici van de Franstalige partijen Fédéralistes Démocrates Francophones (FDF), Mouvement Réformateur (MR), Les Engagés (LE) en Parti Socialiste (PS).

## Economie

### Algemeen
Vlaanderen heeft in de tweede helft van de 20e eeuw een sterke groei van industriële sectoren gekend, zoals de staalindustrie, de textielindustrie, de auto-industrie en de farmaceutische industrie. De staalindustrie is met de Gentse staalreus Sidmar, nu een onderdeel van Arcelor Mittal, min of meer overeind gebleven. De textielindustrie heeft sinds de jaren zeventig echter zware klappen gekregen. De massaproductie is grotendeels verschoven naar lagelonenlanden, vooral in Azië. Toch kent de sector sinds de jaren 1990 een geleidelijke heropbloei. De Vlaamse textielsector mikt nu vooral op hoogtechnologische toepassingen in het industrieel textiel en ook nog altijd in hoogwaardige tapijten en kleding. De auto-industrie is nog altijd een zeer belangrijke vorm van tewerkstelling. Maar na de sluiting van Renault Vilvoorde in de jaren negentig en zware herstructureringen bij Ford Genk, Volkswagen Vorst en Opel Antwerpen is ook die sector sterk achteruitgegaan. Vlaanderen heeft tegelijkertijd wel een uitgebreide diensteneconomie ontwikkeld, bijvoorbeeld in logistiek en transport. Nadeel daarvan is wel dat die erg afhankelijk is van de economische conjunctuur.
De Vlaamse economie is sterk verankerd in de globale wereldeconomie omwille van haar centrale ligging in Europa en de rol die Brussel speelt als hoofdstad van de Europese Unie (EU). De Vlaamse, Belgische en Europese hoofdstad is de vijfde meest gegeerde stad als vestigingsstad in Europa Tal van multinationals en niet-gouvernementele organisaties (ngo's) kiezen dan ook voor de hoofdstad als hun Europese of regionale hoofdzetels zoals onder meer Microsoft, General Electric, IBM, Toyota, Monsanto, Pfizer en Levi Strauss & Co. Andere sterke aantrekkingspolen voor bedrijven vormen de luchthaven van Zaventem (onder andere TNT) en de havens van Antwerpen (onder andere BASF, Bayer, Coca Cola en Total S.A.) en Brugge-Zeebrugge (onder andere Toyota, Tropicana, Bridgestone en Fluxys).
Bekende Vlaamse bedrijven met internationaal succes zijn/waren onder andere spraaktechnologiebedrijf Lernout & Hauspie (Ieper), mediaconcern De Persgroep (Kobbegem), bank en verzekeraar KBC Groep (Brussel), autoproducent Minerva (Antwerpen), AB InBev (Brussel, o.a. Stella Artois, de grootste bierproducent ter wereld), Barco (Kortrijk, digitale cinemaprojectoren en medische beeldschermen), micro-elektroicafabrikant Melexis (Ieper), beeldsensorenontwikkelaar Cmosis (Berchem, ontwikkelaar van beeldsensoren voor machinevisie en professionele camera's), Biobest (Westerlo, biologische bestuiving en bestrijding), textielmachinefabrikant Van de Wiele (Kortrijk) en Picanol (Ieper, weefmachines), groente- en fruithandelaar UNIVEG (Sint-Katelijne-Waver), chemiereus Agfa-Gevaert (Mortsel), Soudal (Turnhout, voegkitten, polyurethaanschuim en lijmen), vrachtwagen en busproducent Van Hool (Koningshooikt, tankcontainers voor speciale gassen), opslagfirma Tabaknatie (Antwerpen, pslag van tabak), softwareontwikkelaars Skyline Communications (Izegem, DataMiner-software), Larian Studios (Gent, computerspelletjes) en SoftKinetic (Brussel, software voor bewegingsherkenning).
Eveneens noemenswaardig zijn Emulco (Gent, emulsietechnieken), Radionomy (Brussel, wereldspeler op het vlak van internetradio), Reynders Label Printing (Boechout, wereldspeler van etiketten voor farmaceutische industrie), Orfit Industries (Wijnegem, wereldspeler in de productie van kunststoffen maskers voor bestralingstherapie), geneesmiddelenfabrikanten Janssen Pharmaceutica en Omega Pharma, biotechbedrijf ThromboGenics (Leuven, specialist in cardiovasculaire aandoeningen en oogziekten), afdichtingenproducent HTMS (Mechelen), supermarktketen Colruyt (Halle), staaldraadproducent Bekaert (Kortrijk), chocoladefabrikant Côte d'Or, suikerbietzadenproducent SES Vanderhave (Tienen), speelkaartenproducent Cartamundi (Turnhout), materiaalgroep Umicore (Brussel, wereldleider voor recyclage en verwerking van edele metalen en is een van de grootste producenten voor oplaadbare lithiumbatterijen), broedmachinesfabrikant Petersime (Olsene), kranenproducenten Vlassenroot (Groot-Bijgaarden, wereldwijd marktleider in telescopische kranen) en Sarens (Wolvertem), televisieproducent Studio 100, logistiek dienstverlener Katoen Natie (Antwerpen) en baggerfirma's De Nul (Aalst) en DEME (Zwijndrecht).

### Rijkste Vlamingen
| Positie | wie                                      | vermogen         | gekend als                   | activiteit                                                                  |
| ------- | ---------------------------------------- | ---------------- | ---------------------------- | --------------------------------------------------------------------------- |
| 1       | AB Inbev-families en Alexandre Van Damme | € 46 183 178 000 | Stella en Jupiler            | Brouwerijen                                                                 |
| 2       | Familie Colruyt                          | € 3 900 987 150  | Colruyt                      | Distributie                                                                 |
| 3       | Familie Emsens                           | € 3 318 237 000  | Etex, SCR-Sibelco en Aliaxis | Grondstoffen en bouwproducten                                               |
| 4       | Familie De Nul                           | € 2 635 252 000  | Jan De Nul                   | baggerwerken en bouw                                                        |
| 5       | Familie Van Thillo                       | € 1 629 240 000  | Het Laatste Nieuws, VTM      | Media                                                                       |
| 6       | Ackermans & van Haaren                   | € 1 625 674 000  | Ackermans & van Haaren       | Holding                                                                     |
| 7       | Familie Roland Duchâtelet                | € 1 556 236 000  | Melexis                      | Productie van geïntegreerde schakelingen                                    |
| 8       | Fernand en Karine Huts                   | € 1 516 353 174  | Katoen Natie                 | Goederenbehandeling                                                         |
| 9       | Familie Luc Tack                         | € 1 458 401 000  | Picanol                      | Textielmachines                                                             |
| 10      | Familie Van Rompuy                       | € 1 428 000 000  | Argenta                      | Bankwezen                                                                   |
| 11      | Familie Marc Coucke                      | € 1 348 000 000  | Omega Pharma                 | Verkoop van niet-voorgeschreven geneesmiddelen en verzorgingsproducten      |
| 12      | Familie Balcaen                          | € 1 305 811 000  | ex-Balta                     | Vloerbedekking                                                              |
| 13      | Familie Cigrang                          | € 1 233 335 000  | Cobelfret                    | Rederij                                                                     |
| 14      | Familie Boone en Stevens                 | € 1 181 315 000  | Lotus Bakeries               | Productie van speculoos, peperkoek, gebakspecialiteiten en Dinosauruskoeken |
| 15      | Rudi De Winter en Françoise Chombar      | € 1 136 236 000  | Melexis                      | Management en vermogensbeheer                                               |

## Onderwijs

### Structuur
Het Vlaamse reguliere onderwijs is ingedeeld in vier elkaar opvolgende hoofdgroepen. Onderwijs dat gebeurt voor de leerplicht (jonger dan 6 jaar) noemt men het kleuteronderwijs. Dit duurt doorgaans 3 jaar en wordt soms voorafgegaan door een instapklasje waarin kinderen vanaf 2 jaar en 6 maanden kunnen instappen op een van de 7 instapmomenten. Vanaf 6 jaar is er leerplicht en bevindt men zich in het lager onderwijs dat bestaat uit 6 leerjaren. In het geval van een probleemloos parcours maakt men vanaf de leeftijd van 12 jaar de overgang naar het secundair onderwijs dat eveneens uit 6 leerjaren bestaat en onderverdeeld is in 3 graden. In het middelbaar onderwijs heeft men de keuze tussen vier opleidingsniveaus, dit zijn het algemeen secundair onderwijs (aso), het technisch secundair onderwijs (tso), het beroepssecundair onderwijs (bso) en het kunstsecundair onderwijs (kso). Daarnaast is er vanaf 16 jaar de mogelijkheid om deeltijds beroepssecundair onderwijs (dbso) te volgen. Wanneer men heel dit parcours vlekkeloos aflegt, behaalt men op de leeftijd van 18 jaar een diploma. Dit is eveneens de leeftijd waarop men het einde van de leerplicht bereikt. In het bso wordt er geen diploma uitgereikt in het 6e jaar van de opleiding (wel krijgt men een getuigschrift), maar pas in een bijkomend 7e jaar. Na het volbrengen van het secundair onderwijs kan men (niet verplicht) instappen in het hoger onderwijs waarin er drie mogelijkheden bestaan, namelijk het volgen van een graduaats-, bachelor- of masteropleiding. De eerst vermelde leidt tot een professionele bachelordiploma (meestal na 3 à 4 jaar). Bij de universiteitsopleiding behaalt men na de eerste cyclus (meestal 2 jaar) een academische bachelordiploma en na een tweede cyclus een masterdiploma. Hierop heeft men de mogelijkheid tot het volgen van een Doctoraat. 
Het Vlaamse buitengewoon onderwijs bestaat uit het Buitengewoon kleuteronderwijs (bko), buitengewoon lager onderwijs (blo) dat opgedeeld is in 8 types van elk 6 jaar en het Buitengewoon secundair onderwijs (buso) in het secundair onderwijs dat bestaat uit 4 opleidingsniveaus van eveneens 6 jaar. Het buitengewoon onderwijs richt zich op kinderen met een handicap. Alle leerlingen in België worden gevolgd door een Centrum voor Leerlingenbegeleiding (CLB). Aangezien Vlaanderen leerplicht kent maar er geen schoolplicht bestaat, heeft elke leerling de mogelijk tot het behalen van een diploma bij de examencommissie. Deze mogelijkheid bestaat voor alle vakken en alle opleidingen. Een andere alternatief onderwijsstelsel is dat van het volwassenenonderwijs.

### Onderwijsnetten
Daarnaast is er in het Vlaamse onderwijs ook nog een indeling naar onderwijsnet. De hoofdindeling hiervan bestaat uit het door de openbare machten georganiseerde officieel onderwijs en het vrij onderwijs. Het officieel onderwijs kan ingericht worden door de Vlaamse Gemeenschap (RAGO), de provincie (POV) of door de gemeente/stads-overheid (OVSG). Het vrij onderwijs wordt ingedeeld in twee hoofdgroepen, enerzijds het confessioneel vrij onderwijs waarbij de inrichtende macht een levensbeschouwelijke instelling is. Zo verenigen de katholieke scholen zich in het VSKO, de joodse in Jesjiva en de protestantse in de School met de Bijbel-onderwijskoepel. Daarnaast is er het vrije niet-confessioneel onderwijs zoals de steiner-, freinet- en montessorionderwijs. Alle onderwijsnetten worden gesubsidieerd mits ze een toelating hebben onderwijs te organiseren. De uitzondering hierop vormt het privaatonderwijs.

## Middenveld en sociale kaart
De sociale zekerheid in Vlaanderen is grotendeels federaal georganiseerd (dit wil zeggen dat het onder de bevoegdheden van de Belgische regering valt). Enkele specifieke domeinen vallen echter onder de directe bevoegdheid van de regio. De sociale zekerheid in Vlaanderen (en België) is gebaseerd op drie pijlers:
- Bij verlies van het arbeidsinkomen (werkloosheid, pensionering, arbeidsongeschiktheid) wordt een vervangingsinkomen betaald.
- Bij bepaalde 'sociale lasten' (bijkomende kosten), zoals het opvoeden van kinderen of ziektekosten, is er een aanvulling op het inkomen.
- Wie onvrijwillig niet over een beroepsinkomen beschikt, ontvangt bijstandsuitkeringen zoals het leefloon.

### Arbeid
De arbeidsmarkt is de wisselwerking tussen "de vraag naar" en "het aanbod van" arbeid. De spelers op deze markt zijn vanzelfsprekend de werkgevers (vertegenwoordigd door de werkgeversorganisaties), de werknemers en werkzoekenden (vertegenwoordigd door de vakbonden) en de verschillende overheden (vertegenwoordigd door de VDAB en de RVA). Het arbeidsmarktbeleid is in handen van de Vlaamse overheid in samenwerking met de Vlaamse sociale partners (werkgeversorganisaties en vakbonden). Daarnaast vormen de vakbonden en werkgeversorganisaties op gewestniveau samen de Sociaal-Economische Raad van Vlaanderen (SERV), waarin het sociaal overleg plaatsvindt. De controle op arbeid en werkloosheid is dan weer in handen van de federale overheid, die het beleid uitstippelt in onderling overleg met de federale sociale partners. Op dit niveau wordt zo onder andere tweejaarlijks een interprofessioneel akkoord gesloten tussen de drie partijen. Eind december 2010 telde Vlaanderen 199.834 niet-werkende werkzoekenden. Dit stemt overeen met 6,88% van de totale actieve bevolking. De financiële en economische crisis van 2007 zorgde door een hoog aantal faillissementen en herstructureringen en bijgevolg een piek in het werkloosheidscijfer. Het sterke systeem van sociale zekerheid in Vlaanderen (en België) bleek remmend te werken op de negatieve invloeden van de crisis, waardoor de regio minder hard geteisterd werd dan de meeste omringende landen. Eind 2010 reeds tekende zich een sterke daling van het aantal uitkeringsaanvragen door werkzoekende af en eveneens een sterke afname van de jeugdwerkloosheid. Zo waren er in december 2010, 9,3% minder werkzoekenden dan het jaar voordien.

#### Overheid
Het arbeidsbeleid in Vlaanderen is deels een bevoegdheid van de Vlaamse en deels van de federale overheid. Zo beheert de Federale Overheidsdienst (FOD) Werkgelegenheid, Arbeid en Sociaal Overleg de Rijksdienst voor Arbeidsvoorziening (RVA) en de Rijksdienst voor Pensioenen (RVP). Het Vlaamse Departement Werk en Sociale Economie (WSE) daarentegen is dan weer verantwoordelijk voor de werking van onder andere Vlaams Agentschap voor Ondernemersvorming (SYNTRA) en de Vlaamse Dienst voor Arbeidsbemiddeling en Beroepsopleiding (VDAB).

#### Vakbonden
Vlaanderen telt drie vakbonden, met name het Vlaams ABVV, het Algemeen Christelijk Vakverbond (ACV) en de Algemene Centrale der Liberale Vakbonden van België (ACLVB). Daarnaast is er ook nog de Nationale Confederatie van het Kaderpersoneel (NCK) die de belangen behartigt van het kaderpersoneel. Ze zijn in de bedrijven vertegenwoordigd door middel van délégees en militanten. Alwaar de délégées zetelen in de ondernemingsraad (OR) en het Comité voor Preventie en Bescherming op het Werk (CPBW) en worden vierjaarlijks verkozen tijdens de sociale verkiezingen. Daarnaast nemen ze deel aan het sociaal overleg (samen met de overheid en de werkgeversorganisaties) op de verschillende niveaus (provinciaal, regionaal en federaal) en organiseren ze samen met de Hulpkas voor Werkloosheidsuitkeringen (HWW) de uitbetaling van de werkloosheidsuitkering.
De vakbonden in Vlaanderen ontstonden naar aanleiding van de wantoestanden in de bedrijven. Arbeiders werkten en leefden er in erbarmelijke omstandigheden. Ze klopten werkdagen van 14 uur in ongezonde werkplaatsen en tegen een hongerloon. Onder de arbeiders waren ook veel kinderen. Op 4 maart 1857 werd in Gent de "Broederlijke Maatschappij der Wevers" opgericht. Een maand later hielden de spinners hun "Maatschappij der Noodlijdende Broeders" boven de doopvont. Die eerste vakverenigingen stelden zich relatief gematigd op en stonden ook open voor alle arbeiders, ongeacht de politieke strekking of levensbeschouwing waartoe ze zich bekenden. Die eensgezindheid was echter van korte duur. Al snel viel de arbeidersbeweging uiteen in een socialistische en een christelijke vleugel. Hierbij kozen de socialisten voor de klassenstrijd als strategie om sociale vooruitgang te boeken in tegenstelling tot de christelijke vakbeweging die zich afzette tegen de 'goddeloze' socialisten. De eerste vakbonden lagen aan de basis van het socialisme. Karl Marx en Friedrich Engels organiseerden vanuit Brussel een netwerk van arbeidersorganisaties die leidde tot de stichting van de Eerste Internationale.
Onder impuls van de Rooms-Katholieke Kerk. Deze ondersteunde de uitbouw van een christelijke arbeidersbeweging, enerzijds om de arbeiders uit het vaarwater van het vrijzinnige socialisme te houden en anderzijds omdat ook zij de nood inzag van sociale vooruitgang voor de werkende massa. Zo werd in 1886 de "Antisocialistische Katoenwerkersbond" opgericht, waaruit later het Algemeen Christelijk Vakverbond zou groeien. In de schoot van Belgische Werklieden Partij (BWP) werd op 11 april 1898 de Syndikale Kommissie opgericht, als antwoord op de wet van 31 maart 1898 die de beroepsverenigingen legaal maakte. De hoofdtaak van deze organisatie was de eenheid van de verschillende beroepsfederaties en afzonderlijke vakbonden te bewerkstelligen en het coördineren van de vakbondsactiviteiten binnen de socialistische zuil. Zij was ook verantwoordelijk voor de explosieve groei van het socialistische syndicalisme tijdens het interbellum.
De Algemene Centrale der Liberale Vakbonden van België (ACLVB) vindt net als de andere Belgische vakbonden haar oorsprong in de tweede helft van de 19e eeuw. Ze is gegroeid uit verschillende liberale vakverenigingen die overal in het land ontstonden. In 1920 leidde dat tot de oprichting van de Nationale Centrale der Liberale Vakbonden van België. De naam werd in 1939 veranderd in ACLVB. Op 1 januari 1938 werd de Syndikale Kommissie omgevormd tot het Belgisch Vakverbond (BVV). Op 22 november 1940 verplicht de Duitse bezetter de vakbonden op te gaan in een gemeenschappelijke organisatie met het Vlaams-nationalistische Arbeidsorde wat leidde tot de oprichting van de Unie van Hand- en Geestesarbeiders (UHGA). Het tot stand komen van het ABVV onder zijn huidige benaming gebeurde op 29 april 1945 na succesvolle fusiegesprekken tussen het Belgische Vakverbond (BVV) en een aantal andere linkse vakverenigingen die ontstaan waren tijdens de Duitse bezetting en Wereldoorlog II. Zo traden naast het BVV het communistische Belgisch Verbond der Eenheidssyndicaten (BVES), het onafhankelijke Algemeen Geünifieerd Syndicaat der Openbare Diensten (ASOD) en de Mouvement Syndical Unifié (MSU) van André Renard toe tot het ABVV. Toen de arbeidersbewegingen een cruciale rol kregen toebedeeld bij de uitbetaling van de sociale uitkeringen, werd besloten dat de mutualiteiten de ziekte- en invaliditeitsuitkeringen voor hun rekening zouden nemen en de vakbonden de uitbetaling van de werkloosheidsuitkeringen.
Zo ontstond de noodzaak aan een regionale structuur, die in 1952 leidde tot de oprichting van de gewestelijke afdelingen en omstreeks 1968 beslisten de vakbonden tot de oprichting van intergewestelijke afdelingen voor Vlaanderen, Wallonië en Brussel. Toch veroorzaakte deze evolutie heel wat discussie over de manier waarop het syndicalisme in het federale België georganiseerd moest worden. De intergewestelijken kregen de taak mee de gezamenlijke problemen te onderzoeken en werden na de ondertekening van het Egmontpact in februari 1978 de syndicale tegenmacht voor de overheid en de werkgevers op het niveau van de gewesten en gemeenschappen.

#### Werkgeversorganisaties
Er zijn vier werkgeversorganisaties actief in Vlaanderen, met name het Verbond van Belgische Ondernemingen (VBO), Unie van Zelfstandige Ondernemers (UNIZO), Voka, VKW, het Ondernemersplatform en de Boerenbond. Werkgeversorganisaties vertegenwoordigen ondernemers, kleine en middelgrote ondernemingen (kmo), vrije beroepen, maar ook de multinationals. UNIZO is met ruim 80.000 leden de grootste vereniging in haar soort (kmo's) en situeert zich vooral in het Vlaams Gewest. Voor 2000 stond UNIZO bekend als het Nationaal Christelijk Middenstand Verbond (NCMV). UNIZO is vertegenwoordigd in de Nationale Arbeidsraad en in de Sociaal-Economische Raad van Vlaanderen. Voka vertegenwoordigd ongeveer 16.000 ondernemingen en is uitsluitend actief in Vlaanderen. Het onderhoudt nauwe banden met de N-VA. Het VBO is de grootste werkgeverskoepel en is federaal georganiseerd en is ontstaan uit de fusie van het Verbond der Belgische Nijverheid (VBN) en het Verbond van Belgische Niet-Industriële Ondernemingen. Ten slotte is er ook nog de Boerenbond, een katholieke Vlaamse vereniging voor de agrarische ondernemers en de bewoners van het platteland en hun gezin in Vlaanderen en in de Oostkantons. De Boerenbond werd opgericht in 1890.

### Gezondheidszorg

#### Overheid
Het gezondheidsbeleid in Vlaanderen is deels een bevoegdheid van de Vlaamse en deels van de federale overheid. Zo is de Federale Overheidsdienst (FOD) Werkgelegenheid, Arbeid en Sociaal Overleg verantwoordelijk voor de werking van de Rijksinstituut voor Ziekte- en Invaliditeitsverzekering (RIZIV) en is het Departement Welzijn, Volksgezondheid en Gezin (WVG) van de Vlaamse overheid verantwoordelijk voor onder andere het Vlaams Agentschap voor Personen met een Handicap (VAPH) en Kind en Gezin.

#### Mutualiteiten
In Vlaanderen beheert een ziekenfonds of mutualiteit de verplichte ziektekostenverzekering (federaal) en zorgverzekering (Vlaams). Lidmaatschap van een ziekenfonds (of "verzekeringsinstelling") is verplicht voor wie begint te werken als bediende of arbeider, nog studeert, maar ouder dan 25 jaar is, en ten slotte voor wie een werkloosheidsuitkering ontvangt. Kinderen tot 25 jaar zijn automatisch aangesloten via het fonds van het gezinshoofd, tenzij ze eerder fiscaal onafhankelijk worden. Er zijn vijf erkende landsbonden met name de Socialistische Mutualiteiten, Christelijke Mutualiteiten (CM), Liberale Mutualiteiten (LM), de Onafhankelijke Ziekenfondsen (OZ) en ten slotte de Neutrale Ziekenfondsen. Wie zich niet aansluit bij een van voornoemde instellingen, kan voor de verplichte ziekteverzekering terecht bij de Hulpkas voor Ziekte- en Invaliditeitsverzekering (HZIV) en voor de Vlaamse zorgverzekering bij de Vlaamse Zorgkas die deel uitmaken van de OCMW's.

#### Ziekenhuizen[42]
In 2010 telde Vlaanderen 67 algemene ziekenhuizen die samen 113 uitbatingsplaatsen hebben. Van deze 67 ziekenhuizen behoren er 52 tot de groep van de acute ziekenhuizen, 11 tot de groep van de categorale ziekenhuizen en 4 zijn universitaire ziekenhuizen. Tezamen bieden ze plaats voor 30.763 opnames. Meer dan een kwart van alle ziekenhuisopnames voor chirurgische ingrepen betreffen "ziekten of aandoeningen van het bewegings- en bindweefselstelsel". De op een na grootste groep betreft "ziekten of aandoeningen van neus, keel en oren". De derde groep zijn ziekten of aandoeningen van de ogen, de vierde meest voorkomende ingreep zijn "ziekten of aandoeningen van het hartvaatstelsel en op een vijfde plaats ten slotte "ziekten of aandoeningen van het spijsverteringsstelsel. Deze vijf types aandoeningen samen zijn goed voor 2/3 van alle chirurgische ingrepen. Algemeen blijkt de meest voorkomende reden voor een ziekenhuisbezoek chemotherapie te zijn. In de acute en categorale ziekenhuizen is de tweede belangrijkste reden groep die verband houdt met bevallingen en geboortes. In de universitaire ziekenhuizen zijn de follow-uponderzoeken de tweede belangrijkste reden. Andere belangrijke redenen voor een ziekenhuisbezoek zijn "ingrepen bij andere contacten" (waarvan de grootste groep gerelateerd is aan kunstmatige bevruchting), ingrepen op de ooglens en behandeling voor lymfomen en niet-acute leukemie.
Daarnaast telde Vlaanderen 39 psychiatrische ziekenhuizen die tezamen 10.196 plaatsen aanbieden. De belangrijkste reden voor aanmelding bij beide seksen en alle leeftijdscategorieën zijn psychisch problemen. De enige uitzondering hierop is de categorie van jongens beneden de 17 jaar die voornamelijk komen omwille van gedragsproblemen. Hierin ligt een mogelijke verklaring waarom meer jongens dan meisjes in deze leeftijdscategorie een Centrum voor Geestelijke Gezondheidszorg (CGG) bezoeken, wat in schril contrast staat met de andere leeftijdsgroepen waar dit omgekeerd is. Een andere belangrijke reden tot opname zijn verslavingsproblemen (voornamelijk in de leeftijdscategorie 18 tot 59 jaar en vaker mannen dan vrouwen. Vrouwen melden zich dan weer vaker aan voor interactieproblemen en verwerkingsproblemen. Vooral bij meisjes in de leeftijdscategorie tot en met 17 jaar zijn er bijna evenveel aanmelding rond interactieproblemen als voor psychische problemen.

### Verenigingen

#### Jeugdverenigingen
De belangrijkste jeugdbewegingen zijn de christelijke organisaties Chiro, Scouts en Gidsen Vlaanderen (SGV, het vroegere VVKSM), de Katholieke Landelijke Jeugd (KLJ), de Kristelijke Arbeidersjongeren (KAJ) en de Katholieke Studerende Jeugd – Katholieke Studenten Actie – Vrouwelijke Katholieke Studerende Jeugd (KSJ-KSA-VKSJ).
Daarnaast zijn er het pluralistische FOS Open Scouting, de humanistische organisatie Humanistische Jongeren (HuJo), de ecologische organisatie Jeugdbond voor Natuur en Milieu (JNM), de socialistische beweging Rode Valken en de Vlaams-nationalistische organisaties Vlaams Nationaal Jeugdverbond (VNJ) en Nationalistisch JongStudentenVerbond (NJSV). Ook de vakbonden (Magik?/ABVV Jongeren en ACV Enter), mutualiteiten (Kazou en JOETZ) en de politieke partijen (Jong Groen, Jongsocialisten, Comac, JONGCD&V, Jong VLD, JongLibertairen, Jong N-VA, Vlaams Belang Jongeren en het partijonafhankelijke L²) hebben hun eigen jongerenbewegingen.
Ten slotte zijn er nog de studentenverenigingen zoals het christelijke Katholiek Vlaams Hoogstudentenverbond (KVHV), het Vlaams-nationalistische Nationalistische Studentenvereniging (NSV) en de Actief Linkse Studenten (ALS).

#### Volwassenenverenigingen
De grootste Vlaamse volwassenenbeweging is de Kristelijke Werknemersbeweging (KWB) en de belangrijkste cultuurverenigingen in Vlaanderen zijn het Vlaams-katholieke Davidsfonds, het liberaal-vrijzinnige Willemsfonds, het socialistisch-vrijzinnige Vermeylenfonds, Linx+ en Curieus, het progressieve Masereelfonds en het Vlaams-nationalistische Rodenbachfonds. De bekendste vrouwenbewegingen in Vlaanderen zijn onder andere de Socialistische Vrouwenvereniging (VIVA-SVV), het Katholiek Vormingswerk van Landelijke Vrouwen (KVLV) en Femma (KAV). Daarnaast telt Vlaanderen nog tal van sport-, amateurkunsten- en andere onderwerp-gebonden verenigingen.

### Niet-gouvernementele organisaties en belangengroepen
De bekendste niet-gouvernementele organisaties (ngo's) en actie- en belangengroepen die actief zijn in Vlaanderen zijn onder meer het christelijke Bond zonder Naam, de dierenrechtenorganisatie Gaia, de leefmilieuorganisatie Bond Beter Leefmilieu, de Gezinsbond die de belangen van de gezinnen behartigt, de Vlaamse Touristen- en Automobilistenbond die de belangen van de automobilisten en toeristen verdedigt, de natuurorganisaties Natuurpunt, WWF, Greenpeace en Vogelbescherming Vlaanderen, het Ethisch Vegetarisch Alternatief (EVA) dat het vegetarisme promoot, Velt dat biologisch voedsel aanprijst, VAKA Hand in Hand en Kif Kif die racisme bestrijden, de Fietersbond, consumentenvereniging Test-Aankoop, de belangengroep van de gebruikers van het openbaar vervoer TreinTramBus (TTB), Trage Wegen dat opkomt voor de wandel- en fietspaden, Geneeskunde voor het Volk, de vierde wereldorganisatie Daklozen Actie Komité (DAK), en Sensoa dat preventie doet tegen hiv en andere soa's.
Daarnaast zijn er nog de ontwikkelingssamenwerkingsorganisatie die samen de Vlaamse Noord-Zuidbeweging 11.11.11 vormen. Dit zijn onder andere Broederlijk Delen, Fonds voor Ontwikkelingssamenwerking - Socialistische Solidariteit, Amnesty International Vlaanderen, Artsen zonder Grenzen, Advocaten Zonder Grenzen, Caritas Internationaal België, Damiaanactie, Viva Salud, Handicap International, Leraars Zonder Grenzen, Oxfam Solidariteit, Pax Christi Vlaanderen, Plan België, Rode Kruis-Vlaanderen, Unicef België, Vredeseilanden en Wereldsolidariteit. Daarnaast zijn er nog de serviceclubs Marnixring, Lions Club België en Rotary Vlaanderen.

## Sport

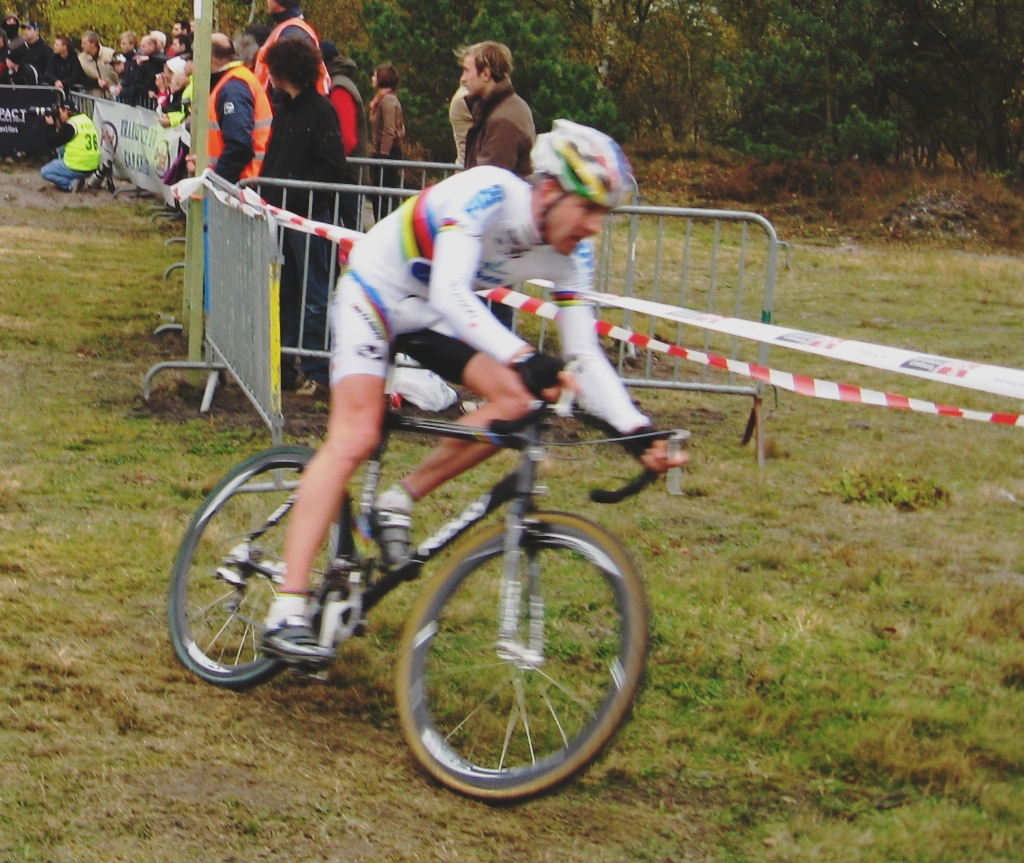
Wereldkampioen veldrijden Erwin Vervecken

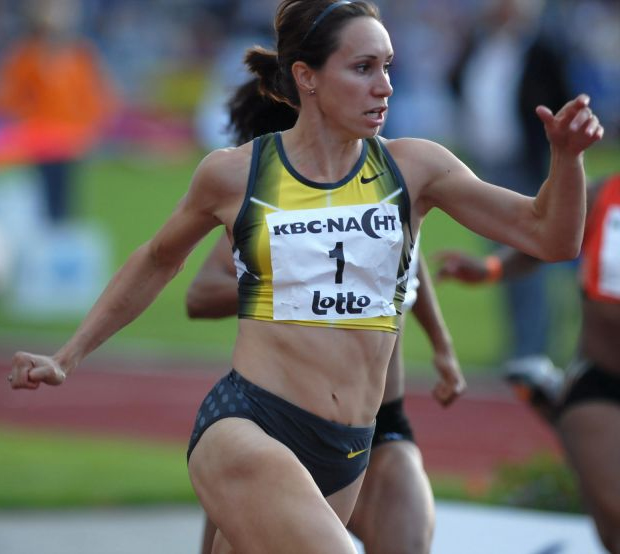
Kim Gevaert tijdens de Nacht van de atletiek 2007

Voetbal en wielrennen zijn veruit de populairste sporten en de Vlaamse pers doet er uitgebreid verslag van. Exponent daarvan is Eddy Merckx, een van de beste wielrenners aller tijden. Voordien waren er kampioenen als Rik Van Steenbergen en Rik Van Looy. Tijdgenoten waren Herman Vanspringel, Walter Godefroot, Roger De Vlaeminck, Lucien Van Impe en Freddy Maertens. Nadien kwamen wielerkampioenen Johan Museeuw, Peter Van Petegem en Tom Boonen. In het voetbal slaagde slechts een Vlaamse club erin om een Europees kampioenschap te winnen: KV Mechelen de UEFA Cup in 1988. Eveneens één Vlaamse club haalde de finale van de Champions League (toen nog Europacup I): Club Brugge in 1978. Vlaamse topschutters zijn Jules Van Craen en Arthur Ceuleers. Bekende voetballers Jan Ceulemans, Eric Gerets, Jean-Marie Pfaff, Wilfried Van Moer, Rik Coppens, Paul Van Himst, Ludo Coeck, Timmy Simons en Romelu Lukaku. Eveneens erg populair is het veldrijden met meervoudige wereldkampioenen als Erik De Vlaeminck, Roland Liboton, Sven Nys, Bart Wellens, Niels Albert en Erwin Vervecken. Daarnaast is Vlaanderen traditioneel sterk in motorcross met wereldkampioenen als Roger De Coster, Eric Geboers, Sylvain Geboers, Harry Everts, Joël Smets en Stefan Everts.
Vlaanderen kent daarnaast ook een sterke traditie van atletiek, vooral afstandslopers als olympisch kampioen Gaston Roelants, Miel Puttemans en Ivo Van Damme. Dit zet zich door in triatlon met onder meer Marc Herremans, die na een zwaar ongeval nu als rolstoelatleet triatlon beoefent, Rutger Beke en Luc Van Lierde, die tweemaal de Iron Man won. Daarnaast zijn er de prestaties van Kim Gevaert en de andere vrouwen van de 4 × 100 meter estafette: Olivia Borlée, Hanna Mariën en Élodie Ouédraogo behaalden een bronzen medaille op de Olympische Zomerspelen van 2008 in Beijing. Hoogspringster Tia Hellebaut won goud op die Spelen. Verder kende Vlaanderen opvallende successen in het judo met Robert Van de Walle, Ingrid Berghmans, Ulla Werbrouck die olympisch goud won en Gella Vandecaveye. In het boksen excelleerden onder anderen Sugar Jackson, Daniëlla Somers, Jean-Pierre Coopman en Ismaïl Abdoul. In het damestennis domineerde Kim Clijsters en in het zwemmen Frédérik Deburghgraeve. Ten slotte blinken ook tal van Vlamingen uit in biljart. Zo werd de sport lange tijd gedomineerd door driebandpionier René Vingerhoedt, Raymond Ceulemans, die 35 keer wereldkampioen werd, Ludo Dielis, die 9 maal wereldkampioen werd, en meer recent Eddy Merckx.